# Плей-офф Кубка Стэнли 2024
Плей-офф Кубка Стэнли 2024 стартовал 20 апреля 2024 года  среди 16 команд лиги (по 8 от каждой конференции) и состоит из четырёх раундов.
В финале Кубка Стэнли встретились «Флорида Пантерз» и «Эдмонтон Ойлерз». «Флорида» в семи матчах обыграла «Эдмонтон» и завоевала первый в своей истории Кубок Стэнли. Обладателем «Конн Смайт Трофи» стал нападающий «нефтяников» Коннор Макдэвид.

## Формат плей-офф
Всего в плей-офф участвуют 16 команд, по 8 от каждой конференции. Команды, занявшие первые три места в каждом из дивизионов, автоматически проходят в плей-офф. Оставшиеся четыре команды, по две из каждой конференции, добираются по очкам, получая уайлд-кард. В первом раунде победители дивизионов играют с обладателями уайлд-кард, а команды, занявшие в своих дивизионах вторые и третьи места, играют между собой. В первых двух раундах преимущество домашнего льда имеет команда, занявшая более высокое место в регулярном чемпионате. На стадии финалов конференций и финала Кубка Стэнли преимущество льда у команды, набравшей большее количество очков (или лучшей по дополнительным показателям при равенстве очков). Во втором раунде не проводится процедура перепосева команд. Каждая серия состоит максимум из семи игр и ведётся до четырёх побед, в формате Д-Д-Г-Г-Д-Г-Д.

## Посев команд в плей-офф

### Восточная конференция

#### Атлантический дивизион
1. Флорида Пантерз, чемпион Атлантического дивизиона — 110 очков.
2. Бостон Брюинз — 2-е место в Атлантическом дивизионе — 109 очков.
3. Торонто Мейпл Лифс — 3-е место в Атлантическом дивизионе — 102 очка.

#### Столичный дивизион
1. Нью-Йорк Рейнджерс — чемпион Столичного дивизиона, победитель Восточной конференции, обладатель Президентского кубка — 114 очков.
2. Каролина Харрикейнз — 2-е местов Столичном дивизионе — 111 очков.
3. Нью-Йорк Айлендерс — 3-е место в Столичном дивизионе — 94 очка.

#### Уайлд-кард
1. Тампа-Бэй Лайтнинг — 4-е место в Атлантическом дивизионе — 98 очков.
2. Вашингтон Кэпиталз — 4-е место в Столичном дивизионе — 91 очко.

### Западная конференция

#### Центральный дивизион
1. Даллас Старз — чемпион Центрального дивизиона, победитель Западной конференции — 113 очков.
2. Виннипег Джетс — 2-е место в Центральном дивизионе — 110 очков.
3. Колорадо Эвеланш — 3-е место в Центральном дивизионе — 107 очков.

#### Тихоокеанский дивизион
1. Ванкувер Кэнакс — чемпион Тихоокеанского дивизиона — 109 очков.
2. Эдмонтон Ойлерз — 2-е место в Тихоокеанском дивизионе — 104 очка.
3. Лос-Анджелес Кингз — 3-е место в Тихоокеанском дивизионе — 99 очков.

#### Уайлд-кард
1. Нэшвилл Предаторз — 4-е место в Тихоокеанском дивизионе — 99 очков.
2. Вегас Голден Найтс — 4-е местов Центральном дивизионе — 98 очков.

## Сетка плей-офф
|  | Первый раунд          | Первый раунд | Первый раунд | Первый раунд | Первый раунд | Первый раунд | Первый раунд | Первый раунд | Первый раунд | Первый раунд |           |           | Второй раунд | Второй раунд | Второй раунд | Второй раунд | Второй раунд | Второй раунд | Второй раунд | Второй раунд | Второй раунд | Второй раунд |    |         | Финалы конференций | Финалы конференций | Финалы конференций | Финалы конференций | Финалы конференций | Финалы конференций | Финалы конференций | Финалы конференций | Финалы конференций | Финалы конференций |    |         | Финал Кубка Стэнли | Финал Кубка Стэнли | Финал Кубка Стэнли | Финал Кубка Стэнли | Финал Кубка Стэнли | Финал Кубка Стэнли | Финал Кубка Стэнли | Финал Кубка Стэнли | Финал Кубка Стэнли | Финал Кубка Стэнли |
|  |                       |              |              |              |              |              |              |              |              |              |           |           |              |              |              |              |              |              |              |              |              |              |    |         |                    |                    |                    |                    |                    |                    |                    |                    |                    |                    |    |         |                    |                    |                    |                    |                    |                    |                    |                    |                    |                    |
|  | А1                    | Флорида      | Флорида      | Флорида      | Флорида      | Флорида      | Флорида      | Флорида      | Флорида      | 4            |           |           |              |              |              |              |              |              |              |              |              |              |    |         |                    |                    |                    |                    |                    |                    |                    |                    |                    |                    |    |         |                    |                    |                    |                    |                    |                    |                    |                    |                    |                    |
|  | А1                    | Флорида      | Флорида      | Флорида      | Флорида      | Флорида      | Флорида      | Флорида      | Флорида      | 4            |           |           |              |              |              |              |              |              |              |              |              |              |    |         |                    |                    |                    |                    |                    |                    |                    |                    |                    |                    |    |         |                    |                    |                    |                    |                    |                    |                    |                    |                    |                    |
|  | УК                    | Тампа-Бэй    | Тампа-Бэй    | Тампа-Бэй    | Тампа-Бэй    | Тампа-Бэй    | Тампа-Бэй    | Тампа-Бэй    | Тампа-Бэй    | 1            |           |           |              |              |              |              |              |              |              |              |              |              |    |         |                    |                    |                    |                    |                    |                    |                    |                    |                    |                    |    |         |                    |                    |                    |                    |                    |                    |                    |                    |                    |                    |
|  | УК                    | Тампа-Бэй    | Тампа-Бэй    | Тампа-Бэй    | Тампа-Бэй    | Тампа-Бэй    | Тампа-Бэй    | Тампа-Бэй    | Тампа-Бэй    | 1            | А1        | Флорида   | Флорида      | Флорида      | Флорида      | Флорида      | Флорида      | Флорида      | Флорида      | 4            |              |              |    |         |                    |                    |                    |                    |                    |                    |                    |                    |                    |                    |    |         |                    |                    |                    |                    |                    |                    |                    |                    |                    |                    |
|  |                       |              |              |              |              |              |              |              |              |              | А1        | Флорида   | Флорида      | Флорида      | Флорида      | Флорида      | Флорида      | Флорида      | Флорида      | 4            |              |              |    |         |                    |                    |                    |                    |                    |                    |                    |                    |                    |                    |    |         |                    |                    |                    |                    |                    |                    |                    |                    |                    |                    |
|  |                       |              | А2           | Бостон       | Бостон       | Бостон       | Бостон       | Бостон       | Бостон       | Бостон       | Бостон    | 2         |              |              |              |              |              |              |              |              |              |              |    |         |                    |                    |                    |                    |                    |                    |                    |                    |                    |                    |    |         |                    |                    |                    |                    |                    |                    |                    |                    |                    |                    |
|  | А2                    | Бостон       | Бостон       | Бостон       | Бостон       | Бостон       | Бостон       | Бостон       | Бостон       | Бостон       | Бостон    | 2         | 4            |              |              |              |              |              |              |              |              |              |    |         |                    |                    |                    |                    |                    |                    |                    |                    |                    |                    |    |         |                    |                    |                    |                    |                    |                    |                    |                    |                    |                    |
|  | А2                    | Бостон       | Бостон       | Бостон       | Бостон       | Бостон       | Бостон       | Бостон       | Бостон       |              |           |           | 4            |              |              |              |              |              |              |              |              |              |    |         |                    |                    |                    |                    |                    |                    |                    |                    |                    |                    |    |         |                    |                    |                    |                    |                    |                    |                    |                    |                    |                    |
|  | А3                    | Торонто      | Торонто      | Торонто      | Торонто      | Торонто      | Торонто      | Торонто      | Торонто      | 3            |           |           |              |              |              |              |              |              |              |              |              |              |    |         |                    |                    |                    |                    |                    |                    |                    |                    |                    |                    |    |         |                    |                    |                    |                    |                    |                    |                    |                    |                    |                    |
|  | А3                    | Торонто      | Торонто      | Торонто      | Торонто      | Торонто      | Торонто      | Торонто      | Торонто      | 3            |           |           |              |              |              |              |              |              |              |              |              |              | А1 | Флорида | Флорида            | Флорида            | Флорида            | Флорида            | Флорида            | Флорида            | Флорида            | 4                  |                    |                    |    |         |                    |                    |                    |                    |                    |                    |                    |                    |                    |                    |
|  | Восточная конференция |              |              |              |              |              |              |              |              |              |           |           |              |              |              |              |              |              |              |              |              |              | А1 | Флорида | Флорида            | Флорида            | Флорида            | Флорида            | Флорида            | Флорида            | Флорида            | 4                  |                    |                    |    |         |                    |                    |                    |                    |                    |                    |                    |                    |                    |                    |
|  |                       |              | С1           | Рейнджерс    | Рейнджерс    | Рейнджерс    | Рейнджерс    | Рейнджерс    | Рейнджерс    | Рейнджерс    | Рейнджерс | 2         |              |              |              |              |              |              |              |              |              |              |    |         |                    |                    |                    |                    |                    |                    |                    |                    |                    |                    |    |         |                    |                    |                    |                    |                    |                    |                    |                    |                    |                    |
|  | С1                    | Рейнджерс    | Рейнджерс    | Рейнджерс    | Рейнджерс    | Рейнджерс    | Рейнджерс    | Рейнджерс    | Рейнджерс    | Рейнджерс    | Рейнджерс | 2         | 4            |              |              |              |              |              |              |              |              |              |    |         |                    |                    |                    |                    |                    |                    |                    |                    |                    |                    |    |         |                    |                    |                    |                    |                    |                    |                    |                    |                    |                    |
|  | С1                    | Рейнджерс    | Рейнджерс    | Рейнджерс    | Рейнджерс    | Рейнджерс    | Рейнджерс    | Рейнджерс    | Рейнджерс    |              |           |           | 4            |              |              |              |              |              |              |              |              |              |    |         |                    |                    |                    |                    |                    |                    |                    |                    |                    |                    |    |         |                    |                    |                    |                    |                    |                    |                    |                    |                    |                    |
|  | УК                    | Вашингтон    | Вашингтон    | Вашингтон    | Вашингтон    | Вашингтон    | Вашингтон    | Вашингтон    | Вашингтон    | 0            |           |           |              |              |              |              |              |              |              |              |              |              |    |         |                    |                    |                    |                    |                    |                    |                    |                    |                    |                    |    |         |                    |                    |                    |                    |                    |                    |                    |                    |                    |                    |
|  | УК                    | Вашингтон    | Вашингтон    | Вашингтон    | Вашингтон    | Вашингтон    | Вашингтон    | Вашингтон    | Вашингтон    | 0            | C1        | Рейнджерс | Рейнджерс    | Рейнджерс    | Рейнджерс    | Рейнджерс    | Рейнджерс    | Рейнджерс    | Рейнджерс    | 4            |              |              |    |         |                    |                    |                    |                    |                    |                    |                    |                    |                    |                    |    |         |                    |                    |                    |                    |                    |                    |                    |                    |                    |                    |
|  |                       |              |              |              |              |              |              |              |              |              | C1        | Рейнджерс | Рейнджерс    | Рейнджерс    | Рейнджерс    | Рейнджерс    | Рейнджерс    | Рейнджерс    | Рейнджерс    | 4            |              |              |    |         |                    |                    |                    |                    |                    |                    |                    |                    |                    |                    |    |         |                    |                    |                    |                    |                    |                    |                    |                    |                    |                    |
|  |                       |              | С2           | Каролина     | Каролина     | Каролина     | Каролина     | Каролина     | Каролина     | Каролина     | Каролина  | 2         |              |              |              |              |              |              |              |              |              |              |    |         |                    |                    |                    |                    |                    |                    |                    |                    |                    |                    |    |         |                    |                    |                    |                    |                    |                    |                    |                    |                    |                    |
|  | С2                    | Каролина     | Каролина     | Каролина     | Каролина     | Каролина     | Каролина     | Каролина     | Каролина     | Каролина     | Каролина  | 2         | 4            |              |              |              |              |              |              |              |              |              |    |         |                    |                    |                    |                    |                    |                    |                    |                    |                    |                    |    |         |                    |                    |                    |                    |                    |                    |                    |                    |                    |                    |
|  | С2                    | Каролина     | Каролина     | Каролина     | Каролина     | Каролина     | Каролина     | Каролина     | Каролина     |              |           |           | 4            |              |              |              |              |              |              |              |              |              |    |         |                    |                    |                    |                    |                    |                    |                    |                    |                    |                    |    |         |                    |                    |                    |                    |                    |                    |                    |                    |                    |                    |
|  | С3                    | Айлендерс    | Айлендерс    | Айлендерс    | Айлендерс    | Айлендерс    | Айлендерс    | Айлендерс    | Айлендерс    | 1            |           |           |              |              |              |              |              |              |              |              |              |              |    |         |                    |                    |                    |                    |                    |                    |                    |                    |                    |                    |    |         |                    |                    |                    |                    |                    |                    |                    |                    |                    |                    |
|  | С3                    | Айлендерс    | Айлендерс    | Айлендерс    | Айлендерс    | Айлендерс    | Айлендерс    | Айлендерс    | Айлендерс    | 1            |           |           |              |              |              |              |              |              |              |              |              |              |    |         |                    |                    |                    |                    |                    |                    |                    |                    |                    |                    | А1 | Флорида | Флорида            | Флорида            | Флорида            | Флорида            | Флорида            | Флорида            | Флорида            | 4                  |                    |                    |
|  |                       |              |              |              |              |              |              |              |              |              |           |           |              |              |              |              |              |              |              |              |              |              |    |         |                    |                    |                    |                    |                    |                    |                    |                    |                    |                    | А1 | Флорида | Флорида            | Флорида            | Флорида            | Флорида            | Флорида            | Флорида            | Флорида            | 4                  |                    |                    |
|  |                       |              | Т2           | Эдмонтон     | Эдмонтон     | Эдмонтон     | Эдмонтон     | Эдмонтон     | Эдмонтон     | Эдмонтон     | Эдмонтон  | 3         |              |              |              |              |              |              |              |              |              |              |    |         |                    |                    |                    |                    |                    |                    |                    |                    |                    |                    |    |         |                    |                    |                    |                    |                    |                    |                    |                    |                    |                    |
|  | Ц1                    | Даллас       | Даллас       | Даллас       | Даллас       | Даллас       | Даллас       | Даллас       | Даллас       | Эдмонтон     | Эдмонтон  | 3         | 4            |              |              |              |              |              |              |              |              |              |    |         |                    |                    |                    |                    |                    |                    |                    |                    |                    |                    |    |         |                    |                    |                    |                    |                    |                    |                    |                    |                    |                    |
|  | Ц1                    | Даллас       | Даллас       | Даллас       | Даллас       | Даллас       | Даллас       | Даллас       | Даллас       |              |           |           | 4            |              |              |              |              |              |              |              |              |              |    |         |                    |                    |                    |                    |                    |                    |                    |                    |                    |                    |    |         |                    |                    |                    |                    |                    |                    |                    |                    |                    |                    |
|  | УК                    | Вегас        | Вегас        | Вегас        | Вегас        | Вегас        | Вегас        | Вегас        | Вегас        | 3            |           |           |              |              |              |              |              |              |              |              |              |              |    |         |                    |                    |                    |                    |                    |                    |                    |                    |                    |                    |    |         |                    |                    |                    |                    |                    |                    |                    |                    |                    |                    |
|  | УК                    | Вегас        | Вегас        | Вегас        | Вегас        | Вегас        | Вегас        | Вегас        | Вегас        | 3            | Ц1        | Даллас    | Даллас       | Даллас       | Даллас       | Даллас       | Даллас       | Даллас       | Даллас       | 4            |              |              |    |         |                    |                    |                    |                    |                    |                    |                    |                    |                    |                    |    |         |                    |                    |                    |                    |                    |                    |                    |                    |                    |                    |
|  |                       |              |              |              |              |              |              |              |              |              | Ц1        | Даллас    | Даллас       | Даллас       | Даллас       | Даллас       | Даллас       | Даллас       | Даллас       | 4            |              |              |    |         |                    |                    |                    |                    |                    |                    |                    |                    |                    |                    |    |         |                    |                    |                    |                    |                    |                    |                    |                    |                    |                    |
|  |                       |              | Ц3           | Колорадо     | Колорадо     | Колорадо     | Колорадо     | Колорадо     | Колорадо     | Колорадо     | Колорадо  | 2         |              |              |              |              |              |              |              |              |              |              |    |         |                    |                    |                    |                    |                    |                    |                    |                    |                    |                    |    |         |                    |                    |                    |                    |                    |                    |                    |                    |                    |                    |
|  | Ц2                    | Виннипег     | Виннипег     | Виннипег     | Виннипег     | Виннипег     | Виннипег     | Виннипег     | Виннипег     | Колорадо     | Колорадо  | 2         | 1            |              |              |              |              |              |              |              |              |              |    |         |                    |                    |                    |                    |                    |                    |                    |                    |                    |                    |    |         |                    |                    |                    |                    |                    |                    |                    |                    |                    |                    |
|  | Ц2                    | Виннипег     | Виннипег     | Виннипег     | Виннипег     | Виннипег     | Виннипег     | Виннипег     | Виннипег     |              |           |           | 1            |              |              |              |              |              |              |              |              |              |    |         |                    |                    |                    |                    |                    |                    |                    |                    |                    |                    |    |         |                    |                    |                    |                    |                    |                    |                    |                    |                    |                    |
|  | Ц3                    | Колорадо     | Колорадо     | Колорадо     | Колорадо     | Колорадо     | Колорадо     | Колорадо     | Колорадо     | 4            |           |           |              |              |              |              |              |              |              |              |              |              |    |         |                    |                    |                    |                    |                    |                    |                    |                    |                    |                    |    |         |                    |                    |                    |                    |                    |                    |                    |                    |                    |                    |
|  | Ц3                    | Колорадо     | Колорадо     | Колорадо     | Колорадо     | Колорадо     | Колорадо     | Колорадо     | Колорадо     | 4            |           |           |              |              |              |              |              |              |              |              |              |              | Ц1 | Даллас  | Даллас             | Даллас             | Даллас             | Даллас             | Даллас             | Даллас             | Даллас             | 2                  |                    |                    |    |         |                    |                    |                    |                    |                    |                    |                    |                    |                    |                    |
|  | Западная конференция  |              |              |              |              |              |              |              |              |              |           |           |              |              |              |              |              |              |              |              |              |              | Ц1 | Даллас  | Даллас             | Даллас             | Даллас             | Даллас             | Даллас             | Даллас             | Даллас             | 2                  |                    |                    |    |         |                    |                    |                    |                    |                    |                    |                    |                    |                    |                    |
|  |                       |              | Т2           | Эдмонтон     | Эдмонтон     | Эдмонтон     | Эдмонтон     | Эдмонтон     | Эдмонтон     | Эдмонтон     | Эдмонтон  | 4         |              |              |              |              |              |              |              |              |              |              |    |         |                    |                    |                    |                    |                    |                    |                    |                    |                    |                    |    |         |                    |                    |                    |                    |                    |                    |                    |                    |                    |                    |
|  | Т1                    | Ванкувер     | Ванкувер     | Ванкувер     | Ванкувер     | Ванкувер     | Ванкувер     | Ванкувер     | Ванкувер     | Эдмонтон     | Эдмонтон  | 4         | 4            |              |              |              |              |              |              |              |              |              |    |         |                    |                    |                    |                    |                    |                    |                    |                    |                    |                    |    |         |                    |                    |                    |                    |                    |                    |                    |                    |                    |                    |
|  | Т1                    | Ванкувер     | Ванкувер     | Ванкувер     | Ванкувер     | Ванкувер     | Ванкувер     | Ванкувер     | Ванкувер     |              |           |           | 4            |              |              |              |              |              |              |              |              |              |    |         |                    |                    |                    |                    |                    |                    |                    |                    |                    |                    |    |         |                    |                    |                    |                    |                    |                    |                    |                    |                    |                    |
|  | УК                    | Нэшвилл      | Нэшвилл      | Нэшвилл      | Нэшвилл      | Нэшвилл      | Нэшвилл      | Нэшвилл      | Нэшвилл      | 2            |           |           |              |              |              |              |              |              |              |              |              |              |    |         |                    |                    |                    |                    |                    |                    |                    |                    |                    |                    |    |         |                    |                    |                    |                    |                    |                    |                    |                    |                    |                    |
|  | УК                    | Нэшвилл      | Нэшвилл      | Нэшвилл      | Нэшвилл      | Нэшвилл      | Нэшвилл      | Нэшвилл      | Нэшвилл      | 2            | Т1        | Ванкувер  | Ванкувер     | Ванкувер     | Ванкувер     | Ванкувер     | Ванкувер     | Ванкувер     | Ванкувер     | 3            |              |              |    |         |                    |                    |                    |                    |                    |                    |                    |                    |                    |                    |    |         |                    |                    |                    |                    |                    |                    |                    |                    |                    |                    |
|  |                       |              |              |              |              |              |              |              |              |              | Т1        | Ванкувер  | Ванкувер     | Ванкувер     | Ванкувер     | Ванкувер     | Ванкувер     | Ванкувер     | Ванкувер     | 3            |              |              |    |         |                    |                    |                    |                    |                    |                    |                    |                    |                    |                    |    |         |                    |                    |                    |                    |                    |                    |                    |                    |                    |                    |
|  |                       |              | Т2           | Эдмонтон     | Эдмонтон     | Эдмонтон     | Эдмонтон     | Эдмонтон     | Эдмонтон     | Эдмонтон     | Эдмонтон  | 4         |              |              |              |              |              |              |              |              |              |              |    |         |                    |                    |                    |                    |                    |                    |                    |                    |                    |                    |    |         |                    |                    |                    |                    |                    |                    |                    |                    |                    |                    |
|  | Т2                    | Эдмонтон     | Эдмонтон     | Эдмонтон     | Эдмонтон     | Эдмонтон     | Эдмонтон     | Эдмонтон     | Эдмонтон     | Эдмонтон     | Эдмонтон  | 4         | 4            |              |              |              |              |              |              |              |              |              |    |         |                    |                    |                    |                    |                    |                    |                    |                    |                    |                    |    |         |                    |                    |                    |                    |                    |                    |                    |                    |                    |                    |
|  | Т2                    | Эдмонтон     | Эдмонтон     | Эдмонтон     | Эдмонтон     | Эдмонтон     | Эдмонтон     | Эдмонтон     | Эдмонтон     |              |           |           | 4            |              |              |              |              |              |              |              |              |              |    |         |                    |                    |                    |                    |                    |                    |                    |                    |                    |                    |    |         |                    |                    |                    |                    |                    |                    |                    |                    |                    |                    |
|  | Т3                    | Лос-Анджелес | Лос-Анджелес | Лос-Анджелес | Лос-Анджелес | Лос-Анджелес | Лос-Анджелес | Лос-Анджелес | Лос-Анджелес | 1            |           |           |              |              |              |              |              |              |              |              |              |              |    |         |                    |                    |                    |                    |                    |                    |                    |                    |                    |                    |    |         |                    |                    |                    |                    |                    |                    |                    |                    |                    |                    |

## Первый раунд
Начало матчей указано по Североамериканскому восточному времени (UTC-4).

### Восточная конференция

#### «Флорида Пантерз» (А1) — «Тампа-Бэй Лайтнинг» (УК)
Третья встреча «Флориды» и «Тампы-Бэй» в плей-офф. Предыдущая состоялась во втором раунде Восточной конференции 2022 года, где «Лайтнинг» обыграли «Пантерз» в четырех матчах. В регулярном чемпионате 2023/24 команды провели между собой три матча и в двух из них победу одержали «Пантерз».
«Пантерз» выиграли серию со счётом 4-1. Самыми результативными игроками серии стали нападающие «Флориды Пантерз» Картер Верхеги и Мэттью Ткачук, которые в пяти матчах набрали по 9 очков.
| 21 апреля 12:30 | Флорида Пантерз | 3 : 2 (1:1, 0:0, 2:1) | Тампа-Бэй Лайтнинг | Эмерант Банк-арена Зрителей: 19 356 |

| Отчёт | Отчёт                         | Отчёт                                                                                                | Отчёт              | Отчёт                                                                         |
| --- | ----------------------------- | --- | ------------------ | ----------------------------------------------------------------------------- |
| |                               | |                    |                                                                               |
| | Сергей Бобровский             | Вратари                                                                                              | Андрей Василевский | Судьи: Уэс Макколи Кендрик Николсон Линейные судьи: Скотт Черри Либор Суханек |
| | Голы:                         | |                    | Судьи: Уэс Макколи Кендрик Николсон Линейные судьи: Скотт Черри Либор Суханек |
| Сэм Райнхарт — 06:17 (Г. Форслинг, А. Барков) Картер Верхеги (бол.) — 40:58 (А. Барков, М. Ткачук) Мэттью Ткачук (п.в.) — 57:55 (А. Экблад) | 1 : 0 1 : 1 2 : 1 3 : 1 3 : 2 | 16:04 — Брэндон Хэйгел (Э. Сирелли, С. Стэмкос) 59:50 — Стивен Стэмкос (бол.) (Н. Кучеров, Б. Пойнт) |                    | Судьи: Уэс Макколи Кендрик Николсон Линейные судьи: Скотт Черри Либор Суханек |
| |                               | |                    | Судьи: Уэс Макколи Кендрик Николсон Линейные судьи: Скотт Черри Либор Суханек |
| |                               | |                    | Судьи: Уэс Макколи Кендрик Николсон Линейные судьи: Скотт Черри Либор Суханек |
| |                               | |                    | Судьи: Уэс Макколи Кендрик Николсон Линейные судьи: Скотт Черри Либор Суханек |
| 4 мин | Штраф                         | 6 мин                                                                                                |                    | Судьи: Уэс Макколи Кендрик Николсон Линейные судьи: Скотт Черри Либор Суханек |
| |                               | |                    |                                                                               |
| | 28                            | Броски                                                                                               | 19                 |                                                                               |

| 23 апреля 19:30 | Флорида Пантерз | 3 : 2 (ОТ) (2:0, 0:2, 0:0, 1:0) | Тампа-Бэй Лайтнинг | Эмерант Банк-арена Зрителей: 19 484 |

| Отчёт | Отчёт                         | Отчёт                                                                                              | Отчёт              | Отчёт                                                                     |
| --- | ----------------------------- | -------------------------------------------------------------------------------------------------- | ------------------ | ------------------------------------------------------------------------- |
| |                               | |                    |                                                                           |
| | Сергей Бобровский             | Вратари                                                                                            | Андрей Василевский | Судьи: Крис Ли Фредерик Л’Экюйе Линейные судьи: Скотт Черри Либор Суханек |
| | Голы:                         | |                    | Судьи: Крис Ли Фредерик Л’Экюйе Линейные судьи: Скотт Черри Либор Суханек |
| Сэм Беннетт — 06:16 (М. Ткачук, К. Верхеги) Владимир Тарасенко (бол.) — 15:12 (С. Беннетт, О. Экман-Ларссон) Картер Верхеги — 62:59 (А. Лунделль) | 1 : 0 2 : 0 2 : 1 2 : 2 3 : 2 | 20:48 — Брэйден Пойнт (Э. Дюклер, В. Хедман) 25:46 — Стивен Стэмкос (бол.) (В. Хедман, Н. Кучеров) |                    | Судьи: Крис Ли Фредерик Л’Экюйе Линейные судьи: Скотт Черри Либор Суханек |
| |                               | |                    | Судьи: Крис Ли Фредерик Л’Экюйе Линейные судьи: Скотт Черри Либор Суханек |
| |                               | |                    | Судьи: Крис Ли Фредерик Л’Экюйе Линейные судьи: Скотт Черри Либор Суханек |
| |                               | |                    | Судьи: Крис Ли Фредерик Л’Экюйе Линейные судьи: Скотт Черри Либор Суханек |
| 12 мин | Штраф                         | 8 мин                                                                                              |                    | Судьи: Крис Ли Фредерик Л’Экюйе Линейные судьи: Скотт Черри Либор Суханек |
| |                               | |                    |                                                                           |
| | 37                            | Броски                                                                                             | 23                 |                                                                           |

| 25 апреля 19:00 | Тампа-Бэй Лайтнинг | 3 : 5 (0:1, 2:2, 1:2) | Флорида Пантерз | Амали-арена Зрителей: 19 092 |

| Отчёт | Отчёт                                       | Отчёт | Отчёт             | Отчёт                                                                       |
| --- | ------------------------------------------- | --- | ----------------- | --------------------------------------------------------------------------- |
| |                                             | |                   |                                                                             |
| | Андрей Василевский                          | Вратари | Сергей Бобровский | Судьи: Горд Дуайер Ти Джей Лаксмор Линейные судьи: Джонни Мюррей Эндрю Смит |
| | Голы:                                       | |                   | Судьи: Горд Дуайер Ти Джей Лаксмор Линейные судьи: Джонни Мюррей Эндрю Смит |
| Стивен Стэмкос — 20:44 (В. Хедман, Н. Кучеров) Тайлер Мотт — 22:56 (Т. Жанно) Ник Пол — 54:50 (Э. Дюклер, Э. Чернак) | 0 : 1 : 1 2 : 1 2 : 2 : 3 2 : 4 3 : 4 3 : 5 | 10:39 — Мэттью Ткачук (А. Лунделль, К. Верхеги) 29:58 — Сэм Райнхарт (В. Тарасенко, Б. Монтур) 36:30 — Брэндон Монтур (С. Лоренц, К. Окпосо) 49:41 — Стивен Лоренц (Н. Казинс, Г. Форслинг) 59:28 — Мэттью Ткачук (п.в.) (К. Верхеги, Г. Форслинг) |                   | Судьи: Горд Дуайер Ти Джей Лаксмор Линейные судьи: Джонни Мюррей Эндрю Смит |
| |                                             | |                   | Судьи: Горд Дуайер Ти Джей Лаксмор Линейные судьи: Джонни Мюррей Эндрю Смит |
| |                                             | |                   | Судьи: Горд Дуайер Ти Джей Лаксмор Линейные судьи: Джонни Мюррей Эндрю Смит |
| |                                             | |                   | Судьи: Горд Дуайер Ти Джей Лаксмор Линейные судьи: Джонни Мюррей Эндрю Смит |
| 2 мин | Штраф                                       | 10 мин |                   | Судьи: Горд Дуайер Ти Джей Лаксмор Линейные судьи: Джонни Мюррей Эндрю Смит |
| |                                             | |                   |                                                                             |
| | 29                                          | Броски | 31                |                                                                             |

| 27 апреля 17:00 | Тампа-Бэй Лайтнинг | 6 : 3 (3:0, 1:3, 2:0) | Флорида Пантерз | Амали-арена Зрителей: 19 092 |

| Отчёт | Отчёт                                                 | Отчёт | Отчёт             | Отчёт                                                                      |
| --- | ----------------------------------------------------- | --- | ----------------- | -------------------------------------------------------------------------- |
| |                                                       | |                   |                                                                            |
| | Андрей Василевский                                    | Вратари | Сергей Бобровский | Судьи: Жан Эбер Гарретт Рэнк Линейные судьи: Кил Марчисон Брэндон Гаврилец |
| | Голы:                                                 | |                   | Судьи: Жан Эбер Гарретт Рэнк Линейные судьи: Кил Марчисон Брэндон Гаврилец |
| Стивен Стэмкос (бол.) — 08:54 (Б. Пойнт, Б. Хэйгел) Брэндон Хэйгел (мен.) — 12:09 (В. Хедман) Брэйден Пойнт — 15:07 (Н. Кучеров, В. Хедман) Брэндон Хэйгел — 29:40 (М. Сергачёв, Э. Сирелли) Стивен Стэмкос — 49:34 (Н. Кучеров, Б. Пойнт) Ник Пол (бол.) — 56:22 (Н. Кучеров, В. Хедман) | 1 : 0 2 : 0 3 : 0 3 : 1 4 : 1 4 : 2 4 : 3 5 : 3 6 : 3 | 24:17 — Картер Верхеги (М. Ткачук, А. Лунделль) 31:10 — Сэм Райнхарт (Б. Монтур, М. Ткачук) 34:33 — Оливер Экман-Ларссон (Э. Родригес, Э. Луостаринен) |                   | Судьи: Жан Эбер Гарретт Рэнк Линейные судьи: Кил Марчисон Брэндон Гаврилец |
| |                                                       | |                   | Судьи: Жан Эбер Гарретт Рэнк Линейные судьи: Кил Марчисон Брэндон Гаврилец |
| |                                                       | |                   | Судьи: Жан Эбер Гарретт Рэнк Линейные судьи: Кил Марчисон Брэндон Гаврилец |
| |                                                       | |                   | Судьи: Жан Эбер Гарретт Рэнк Линейные судьи: Кил Марчисон Брэндон Гаврилец |
| 8 мин | Штраф                                                 | 16 мин |                   | Судьи: Жан Эбер Гарретт Рэнк Линейные судьи: Кил Марчисон Брэндон Гаврилец |
| |                                                       | |                   |                                                                            |
| | 32                                                    | Броски | 25                |                                                                            |

| 29 апреля 19:00 | Флорида Пантерз | 6 : 1 (0:0, 2:1, 4:0) | Тампа-Бэй Лайтнинг | Эмерант Банк-арена Зрителей: 19 750 |

| Отчёт | Отчёт                                     | Отчёт                                         | Отчёт              | Отчёт                                                                       |
| --- | ----------------------------------------- | --------------------------------------------- | ------------------ | --------------------------------------------------------------------------- |
| |                                           |                                               |                    |                                                                             |
| | Сергей Бобровский                         | Вратари                                       | Андрей Василевский | Судьи: Эрик Фурлатт Тревор Хэнсон Линейные судьи: Беван Миллз Мишель Кормье |
| | Голы:                                     |                                               |                    | Судьи: Эрик Фурлатт Тревор Хэнсон Линейные судьи: Беван Миллз Мишель Кормье |
| Картер Верхеги — 20:45 (А. Барков, Н. Миккола) Александр Барков (мен.) — 32:38 (А. Экблад, Г. Форслинг) Александр Барков — 51:06 (М. Ткачук, К. Верхеги) Эван Родригес — 54:16 (К. Стенлунд, В. Тарасенко) Картер Верхеги (п.в.) — 56:03 (М. Ткачук) Нико Миккола (п.в.) — 58:50 (А. Лунделль, Э. Луостаринен) | 1 : 0 2 : 0 2 : 1 3 : 1 4 : 1 5 : 1 6 : 1 | 33:37 — Виктор Хедман (Н. Кучеров, Б. Хэйгел) |                    | Судьи: Эрик Фурлатт Тревор Хэнсон Линейные судьи: Беван Миллз Мишель Кормье |
| |                                           |                                               |                    | Судьи: Эрик Фурлатт Тревор Хэнсон Линейные судьи: Беван Миллз Мишель Кормье |
| |                                           |                                               |                    | Судьи: Эрик Фурлатт Тревор Хэнсон Линейные судьи: Беван Миллз Мишель Кормье |
| |                                           |                                               |                    | Судьи: Эрик Фурлатт Тревор Хэнсон Линейные судьи: Беван Миллз Мишель Кормье |
| 8 мин | Штраф                                     | 10 мин                                        |                    | Судьи: Эрик Фурлатт Тревор Хэнсон Линейные судьи: Беван Миллз Мишель Кормье |
| |                                           |                                               |                    |                                                                             |
| | 39                                        | Броски                                        | 32                 |                                                                             |

#### «Бостон Брюинз» (А2) — «Торонто Мейпл Лифс» (А3)
Семнадцатая встреча этих двух команд в плей-офф. Предыдущая состоялась в первом раунде Восточной конференции 2019 года, где «Брюинз» обыграли «Мейпл Лифс» в семи матчах. В регулярном чемпионате 2023/24 «Брюинз» выиграли у «Мейпл Лифс» все четыре матча.
«Брюинз» выиграли серию со счётом 4-3. Самым результативным игроком серии стал нападающий «Бостон Брюинз» Брэд Маршан, который в семи матчах набрал 8 (3+5) очков.
| 20 апреля 20:00 | Бостон Брюинз | 5 : 1 (1:0, 3:0, 1:1) | Торонто Мейпл Лифс | ТД-гарден Зрителей: 17 850 |

| Отчёт | Отчёт                               | Отчёт                                   | Отчёт         | Отчёт                                                                           |
| --- | ----------------------------------- | --------------------------------------- | ------------- | ------------------------------------------------------------------------------- |
| |                                     |                                         |               |                                                                                 |
| | Джереми Свэйман                     | Вратари                                 | Илья Самсонов | Судьи: Горд Дуайер Ти Джей Лаксмор Линейные судьи: Мэтт Макферсон Джеймс Тобиас |
| | Голы:                               |                                         |               | Судьи: Горд Дуайер Ти Джей Лаксмор Линейные судьи: Мэтт Макферсон Джеймс Тобиас |
| Джон Бичер — 02:26 (Й. Боквист, П. Марун) Брэндон Карло — 25:47 (Дж. Дебраск, Х. Линдхольм) Джейк Дебраск (бол.) — 35:02 (Ч. Макэвой, Б. Маршан) Джейк Дебраск (бол.) — 37:34 (Б. Маршан, Ч. Макэвой) Трент Фредерик (п.в.) — 57:52 (Д. Пастрняк) | 1 : 0 2 : 0 3 : 0 4 : 0 4 : 1 5 : 1 | 41:39 — Давид Кампф (К. Девар, Р. Ривз) |               | Судьи: Горд Дуайер Ти Джей Лаксмор Линейные судьи: Мэтт Макферсон Джеймс Тобиас |
| |                                     |                                         |               | Судьи: Горд Дуайер Ти Джей Лаксмор Линейные судьи: Мэтт Макферсон Джеймс Тобиас |
| |                                     |                                         |               | Судьи: Горд Дуайер Ти Джей Лаксмор Линейные судьи: Мэтт Макферсон Джеймс Тобиас |
| |                                     |                                         |               | Судьи: Горд Дуайер Ти Джей Лаксмор Линейные судьи: Мэтт Макферсон Джеймс Тобиас |
| 8 мин | Штраф                               | 12 мин                                  |               | Судьи: Горд Дуайер Ти Джей Лаксмор Линейные судьи: Мэтт Макферсон Джеймс Тобиас |
| |                                     |                                         |               |                                                                                 |
| | 24                                  | Броски                                  | 36            |                                                                                 |

| 22 апреля 19:00 | Бостон Брюинз | 2 : 3 (2:1, 0:1, 0:1) | Торонто Мейпл Лифс | ТД-гарден Зрителей: 17 850 |

| Отчёт                                                                                            | Отчёт                       | Отчёт | Отчёт         | Отчёт                                                                      |
| ------------------------------------------------------------------------------------------------ | --------------------------- | --- | ------------- | -------------------------------------------------------------------------- |
|                                                                                                  |                             | |               |                                                                            |
|                                                                                                  | Линус Улльмарк              | Вратари | Илья Самсонов | Судьи: Жан Эбер Гарретт Рэнк Линейные судьи: Давид Брисбуа Трэвис Гаврилец |
|                                                                                                  | Голы:                       | |               | Судьи: Жан Эбер Гарретт Рэнк Линейные судьи: Давид Брисбуа Трэвис Гаврилец |
| Морган Гики (бол.) — 10:18 (Б. Маршан, Дж. Дебраск) Давид Пастрняк — 19:52 (П. Заха, Ч. Макэвой) | 1 : 0 1 : 1 2 : 1 2 : 2 : 3 | 10:32 — Макс Доми (О. Мэттьюс) 38:26 — Джон Таварес (бол.) (О. Мэттьюс, Т. Бертуцци) 52:06 — Остон Мэттьюс (М. Доми, И. Любушкин) |               | Судьи: Жан Эбер Гарретт Рэнк Линейные судьи: Давид Брисбуа Трэвис Гаврилец |
|                                                                                                  |                             | |               | Судьи: Жан Эбер Гарретт Рэнк Линейные судьи: Давид Брисбуа Трэвис Гаврилец |
|                                                                                                  |                             | |               | Судьи: Жан Эбер Гарретт Рэнк Линейные судьи: Давид Брисбуа Трэвис Гаврилец |
|                                                                                                  |                             | |               | Судьи: Жан Эбер Гарретт Рэнк Линейные судьи: Давид Брисбуа Трэвис Гаврилец |
| 10 мин                                                                                           | Штраф                       | 10 мин |               | Судьи: Жан Эбер Гарретт Рэнк Линейные судьи: Давид Брисбуа Трэвис Гаврилец |
|                                                                                                  |                             | |               |                                                                            |
|                                                                                                  | 29                          | Броски | 33            |                                                                            |

| 24 апреля 19:00 | Торонто Мейпл Лифс | 2 : 4 (0:0, 1:1, 1:3) | Бостон Брюинз | Скоушабэнк-арена Зрителей: 19 423 |

| Отчёт                                                                                       | Отчёт                           | Отчёт | Отчёт           | Отчёт                                                                       |
| ------------------------------------------------------------------------------------------- | ------------------------------- | --- | --------------- | --------------------------------------------------------------------------- |
|                                                                                             |                                 | |                 |                                                                             |
|                                                                                             | Илья Самсонов                   | Вратари | Джереми Свэйман | Судьи: Франсис Шаррон Грэм Скиллитер Линейные судьи: Девин Берг Райан Дейзи |
|                                                                                             | Голы:                           | |                 | Судьи: Франсис Шаррон Грэм Скиллитер Линейные судьи: Девин Берг Райан Дейзи |
| Мэттью Найс — 33:10 (М. Марнер, Дж. Эдмундсон) Тайлер Бертуцци — 51:25 (М. Райлли, М. Доми) | 1 : 0 1 : 1 : 2 : 2 2 : 3 2 : 4 | 37:37 — Трент Фредерик (М. Гики, Х. Линдхольм) 41:07 — Джейк Дебраск (бол.) (Б. Маршан, Ч. Койл) 51:53 — Брэд Маршан (Д. Хейнен) 59:24 — Брэд Маршан (бол.) (п.в.) (Д. Пастрняк) |                 | Судьи: Франсис Шаррон Грэм Скиллитер Линейные судьи: Девин Берг Райан Дейзи |
|                                                                                             |                                 | |                 | Судьи: Франсис Шаррон Грэм Скиллитер Линейные судьи: Девин Берг Райан Дейзи |
|                                                                                             |                                 | |                 | Судьи: Франсис Шаррон Грэм Скиллитер Линейные судьи: Девин Берг Райан Дейзи |
|                                                                                             |                                 | |                 | Судьи: Франсис Шаррон Грэм Скиллитер Линейные судьи: Девин Берг Райан Дейзи |
| 6 мин                                                                                       | Штраф                           | 10 мин |                 | Судьи: Франсис Шаррон Грэм Скиллитер Линейные судьи: Девин Берг Райан Дейзи |
|                                                                                             |                                 | |                 |                                                                             |
|                                                                                             | 30                              | Броски | 34              |                                                                             |

| 27 апреля 20:00 | Торонто Мейпл Лифс | 1 : 3 (0:1, 0:2, 1:0) | Бостон Брюинз | Скоушабэнк-арена Зрителей: 19 256 |

| Отчёт                                          | Отчёт                                                 | Отчёт | Отчёт           | Отчёт                                                                           |
| ---------------------------------------------- | ----------------------------------------------------- | --- | --------------- | ------------------------------------------------------------------------------- |
|                                                |                                                       | |                 |                                                                                 |
|                                                | Илья Самсонов — 00:00-40:00 Джозеф Уолл — 40:00-60:00 | Вратари | Джереми Свэйман | Судьи: Келли Сазерленд Пьер Ламберт Линейные судьи: Стив Бартон Кайл Флемингтон |
|                                                | Голы:                                                 | |                 | Судьи: Келли Сазерленд Пьер Ламберт Линейные судьи: Стив Бартон Кайл Флемингтон |
| Митч Марнер — 45:43 (И. Любушкин, Т. Бертуцци) | 0 : 1 0 : 2 0 : 3 1 : 3                               | 15:09 — Джеймс Ван Римсдайк (М. Лорей) 28:20 — Брэд Маршан (бол.) (Ч. Макэвой, Ч. Койл) 39:18 — Давид Пастрняк (Б. Маршан, П. Заха) |                 | Судьи: Келли Сазерленд Пьер Ламберт Линейные судьи: Стив Бартон Кайл Флемингтон |
|                                                |                                                       | |                 | Судьи: Келли Сазерленд Пьер Ламберт Линейные судьи: Стив Бартон Кайл Флемингтон |
|                                                |                                                       | |                 | Судьи: Келли Сазерленд Пьер Ламберт Линейные судьи: Стив Бартон Кайл Флемингтон |
|                                                |                                                       | |                 | Судьи: Келли Сазерленд Пьер Ламберт Линейные судьи: Стив Бартон Кайл Флемингтон |
| 8 мин                                          | Штраф                                                 | 8 мин |                 | Судьи: Келли Сазерленд Пьер Ламберт Линейные судьи: Стив Бартон Кайл Флемингтон |
|                                                |                                                       | |                 |                                                                                 |
|                                                | 25                                                    | Броски | 22              |                                                                                 |

| 30 апреля 19:00 | Бостон Брюинз | 1 : 2 (ОТ) (1:1, 0:0, 0:0, 0:1) | Торонто Мейпл Лифс | ТД-гарден Зрителей: 17 850 |

| Отчёт                             | Отчёт           | Отчёт                                                                                     | Отчёт       | Отчёт                                                                  |
| --------------------------------- | --------------- | ----------------------------------------------------------------------------------------- | ----------- | ---------------------------------------------------------------------- |
|                                   |                 |                                                                                           |             |                                                                        |
|                                   | Джереми Свэйман | Вратари                                                                                   | Джозеф Уолл | Судьи: Стив Козари Кайл Реман Линейные судьи: Джонни Мюррей Эндрю Смит |
|                                   | Голы:           |                                                                                           |             | Судьи: Стив Козари Кайл Реман Линейные судьи: Джонни Мюррей Эндрю Смит |
| Трент Фредерик — 13:54 (П. Марун) | 0 : 1 : 1 1 : 2 | 05:33 — Джейк Маккейб (М. Марнер, М. Доми) 62:26 — Мэттью Найс (Дж. Таварес, И. Любушкин) |             | Судьи: Стив Козари Кайл Реман Линейные судьи: Джонни Мюррей Эндрю Смит |
|                                   |                 |                                                                                           |             | Судьи: Стив Козари Кайл Реман Линейные судьи: Джонни Мюррей Эндрю Смит |
|                                   |                 |                                                                                           |             | Судьи: Стив Козари Кайл Реман Линейные судьи: Джонни Мюррей Эндрю Смит |
|                                   |                 |                                                                                           |             | Судьи: Стив Козари Кайл Реман Линейные судьи: Джонни Мюррей Эндрю Смит |
| 10 мин                            | Штраф           | 6 мин                                                                                     |             | Судьи: Стив Козари Кайл Реман Линейные судьи: Джонни Мюррей Эндрю Смит |
|                                   |                 |                                                                                           |             |                                                                        |
|                                   | 28              | Броски                                                                                    | 33          |                                                                        |

| 2 мая 20:00 | Торонто Мейпл Лифс | 2 : 1 (0:0, 1:0, 1:1) | Бостон Брюинз | Скоушабэнк-арена Зрителей: 19 471 |

| Отчёт                                                                                          | Отчёт             | Отчёт                                                 | Отчёт           | Отчёт                                                              |
| ---------------------------------------------------------------------------------------------- | ----------------- | ----------------------------------------------------- | --------------- | ------------------------------------------------------------------ |
|                                                                                                |                   |                                                       |                 |                                                                    |
|                                                                                                | Джозеф Уолл       | Вратари                                               | Джереми Свэйман | Судьи: Дэн О’Рурк Крис Руни Линейные судьи: Райан Дейзи Девин Берг |
|                                                                                                | Голы:             |                                                       |                 | Судьи: Дэн О’Рурк Крис Руни Линейные судьи: Райан Дейзи Девин Берг |
| Вильям Нюландер — 39:05 (Т. Лильегрен, М. Райлли) Вильям Нюландер — 57:47 (М. Найс, М. Райлли) | 1 : 0 2 : 0 2 : 1 | 59:59 — Морган Гики (К. Шаттенкирк, Дж. Ван Римсдайк) |                 | Судьи: Дэн О’Рурк Крис Руни Линейные судьи: Райан Дейзи Девин Берг |
|                                                                                                |                   |                                                       |                 | Судьи: Дэн О’Рурк Крис Руни Линейные судьи: Райан Дейзи Девин Берг |
|                                                                                                |                   |                                                       |                 | Судьи: Дэн О’Рурк Крис Руни Линейные судьи: Райан Дейзи Девин Берг |
|                                                                                                |                   |                                                       |                 | Судьи: Дэн О’Рурк Крис Руни Линейные судьи: Райан Дейзи Девин Берг |
| 2 мин                                                                                          | Штраф             | 6 мин                                                 |                 | Судьи: Дэн О’Рурк Крис Руни Линейные судьи: Райан Дейзи Девин Берг |
|                                                                                                |                   |                                                       |                 |                                                                    |
|                                                                                                | 26                | Броски                                                | 23              |                                                                    |

| 4 мая 20:00 | Бостон Брюинз | 2 : 1 (ОТ) (0:0, 0:0, 1:1, 1:0) | Торонто Мейпл Лифс | ТД-гарден Зрителей: 17 850 |

| Отчёт                                                                                                  | Отчёт           | Отчёт                                             | Отчёт         | Отчёт                                                                            |
| --- | --------------- | ------------------------------------------------- | ------------- | -------------------------------------------------------------------------------- |
| |                 |                                                   |               |                                                                                  |
| | Джереми Свэйман | Вратари                                           | Илья Самсонов | Судьи: Эрик Фурлатт Келли Сазерленд Линейные судьи: Мэтт Макферсон Джонни Мюррей |
| | Голы:           |                                                   |               | Судьи: Эрик Фурлатт Келли Сазерленд Линейные судьи: Мэтт Макферсон Джонни Мюррей |
| Хампус Линдхольм — 50:22 (Дж. Ван Римсдайк, Дж. Бразо) Давид Пастрняк — 61:54 (Х. Линдхольм, Б. Карло) | 0 : 1 : 1 2 : 1 | 49:01 — Вильям Нюландер (О. Мэттьюс, Т. Бертуцци) |               | Судьи: Эрик Фурлатт Келли Сазерленд Линейные судьи: Мэтт Макферсон Джонни Мюррей |
| |                 |                                                   |               | Судьи: Эрик Фурлатт Келли Сазерленд Линейные судьи: Мэтт Макферсон Джонни Мюррей |
| |                 |                                                   |               | Судьи: Эрик Фурлатт Келли Сазерленд Линейные судьи: Мэтт Макферсон Джонни Мюррей |
| |                 |                                                   |               | Судьи: Эрик Фурлатт Келли Сазерленд Линейные судьи: Мэтт Макферсон Джонни Мюррей |
| 2 мин                                                                                                  | Штраф           | 4 мин                                             |               | Судьи: Эрик Фурлатт Келли Сазерленд Линейные судьи: Мэтт Макферсон Джонни Мюррей |
| |                 |                                                   |               |                                                                                  |
| | 31              | Броски                                            | 31            |                                                                                  |

#### «Нью-Йорк Рейнджерс» (С1) — «Вашингтон Кэпиталз» (УК)

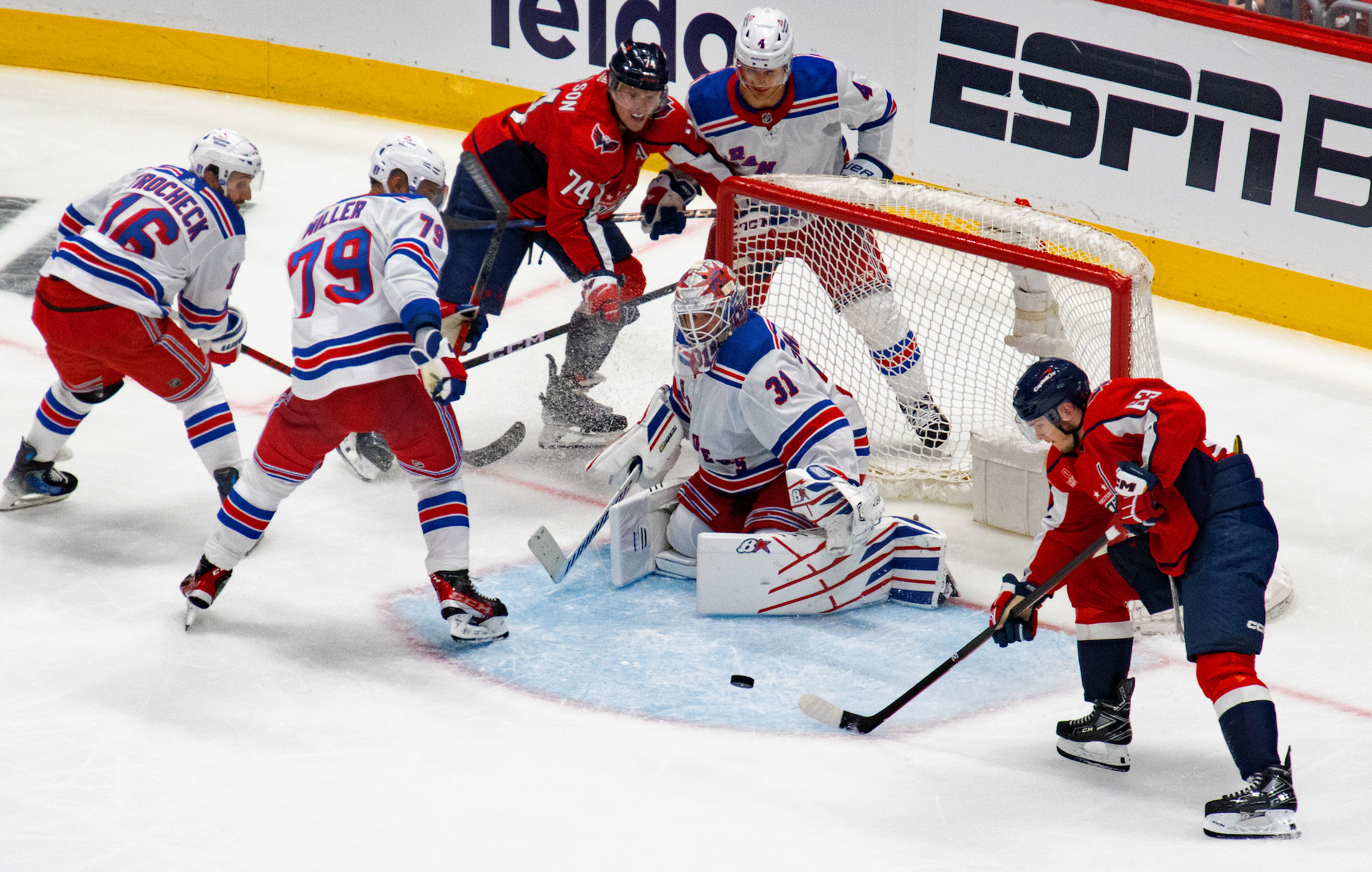
«Нью-Йорк Рейнджерс» — «Вашингтон Кэпиталз» третья игра первого раунда

Десятая встреча этих двух команд в плей-офф. Предыдущая состоялась во втором раунде Восточной конференции 2015 года, где «Рейнджерс» обыграли «Кэпиталз» в семи матчах. В регулярном чемпионате 2023/24 обе команды одержали по две победы друг над другом.
«Рейнджерс» выиграли серию со счётом 4-0. Самым результативным игроком серии стал нападающий «Нью-Йорк Рейнджерс» Мика Зибанежад, который в четырёх матчах набрал 7 (1+6) очков.
| 21 апреля 15:00 | Нью-Йорк Рейнджерс | 4 : 1 (0:0, 3:1, 1:0) | Вашингтон Кэпиталз | Мэдисон-сквер-гарден Зрителей: 18 006 |

| Отчёт | Отчёт                         | Отчёт                                           | Отчёт          | Отчёт                                                                      |
| --- | ----------------------------- | ----------------------------------------------- | -------------- | -------------------------------------------------------------------------- |
| |                               |                                                 |                |                                                                            |
| | Игорь Шестёркин               | Вратари                                         | Чарли Линдгрен | Судьи: Келли Сазерленд Пьер Ламберт Линейные судьи: Девин Берг Райан Дейзи |
| | Голы:                         |                                                 |                | Судьи: Келли Сазерленд Пьер Ламберт Линейные судьи: Девин Берг Райан Дейзи |
| Мэтт Ремпе — 24:17 (Дж. Веси, Б. Гудроу) Артемий Панарин — 24:50 (В. Трочек, А. Лафреньер) Джимми Веси — 26:23 (Б. Гудроу) Крис Крайдер — 56:17 (М. Зибанежад, Дж. Рословик) | 1 : 0 2 : 0 3 : 0 3 : 1 4 : 1 | 27:31 — Мартин Фегервари (Т. Уилсон, А. Протас) |                | Судьи: Келли Сазерленд Пьер Ламберт Линейные судьи: Девин Берг Райан Дейзи |
| |                               |                                                 |                | Судьи: Келли Сазерленд Пьер Ламберт Линейные судьи: Девин Берг Райан Дейзи |
| |                               |                                                 |                | Судьи: Келли Сазерленд Пьер Ламберт Линейные судьи: Девин Берг Райан Дейзи |
| |                               |                                                 |                | Судьи: Келли Сазерленд Пьер Ламберт Линейные судьи: Девин Берг Райан Дейзи |
| 20 мин | Штраф                         | 26 мин                                          |                | Судьи: Келли Сазерленд Пьер Ламберт Линейные судьи: Девин Берг Райан Дейзи |
| |                               |                                                 |                |                                                                            |
| | 31                            | Броски                                          | 21             |                                                                            |

| 23 апреля 19:00 | Нью-Йорк Рейнджерс | 4 : 3 (2:1, 2:1, 0:1) | Вашингтон Кэпиталз | Мэдисон-сквер-гарден Зрителей: 18 006 |

| Отчёт | Отчёт                                   | Отчёт | Отчёт          | Отчёт                                                                             |
| --- | --------------------------------------- | --- | -------------- | --------------------------------------------------------------------------------- |
| |                                         | |                |                                                                                   |
| | Игорь Шестёркин                         | Вратари | Чарли Линдгрен | Судьи: Уэс Макколи Кендрик Николсон Линейные судьи: Кил Марчисон Брэндон Гаврилец |
| | Голы:                                   | |                | Судьи: Уэс Макколи Кендрик Николсон Линейные судьи: Кил Марчисон Брэндон Гаврилец |
| Винсент Трочек — 07:56 (Э. Густафссон) Мика Зибанежад (бол.) — 14:28 (В. Трочек, А. Лафреньер) Джек Рословик (бол.) — 32:26 (Э. Густафссон, А. Лафреньер) К’Андре Миллер — 36:52 (М. Зибанежад, К. Крайдер) | 0 : 1 : 1 2 : 1 2 : 2 3 : 2 4 : 2 4 : 3 | 05:09 — Коннор Макмайкл 24:14 — Дилан Строум (бол.) (Т. Уилсон, М. Пачиоретти) 51:45 — Том Уилсон (бол.) (Х. Лапьер, Дж. Карлсон) |                | Судьи: Уэс Макколи Кендрик Николсон Линейные судьи: Кил Марчисон Брэндон Гаврилец |
| |                                         | |                | Судьи: Уэс Макколи Кендрик Николсон Линейные судьи: Кил Марчисон Брэндон Гаврилец |
| |                                         | |                | Судьи: Уэс Макколи Кендрик Николсон Линейные судьи: Кил Марчисон Брэндон Гаврилец |
| |                                         | |                | Судьи: Уэс Макколи Кендрик Николсон Линейные судьи: Кил Марчисон Брэндон Гаврилец |
| 10 мин | Штраф                                   | 12 мин |                | Судьи: Уэс Макколи Кендрик Николсон Линейные судьи: Кил Марчисон Брэндон Гаврилец |
| |                                         | |                |                                                                                   |
| | 28                                      | Броски | 25             |                                                                                   |

| 26 апреля 19:00 | Вашингтон Кэпиталз | 1 : 3 (1:2, 0:1, 0:0) | Нью-Йорк Рейнджерс | Кэпитал Уан-арена Зрителей: 18 573 |

| Отчёт                                           | Отчёт                 | Отчёт | Отчёт           | Отчёт                                                                         |
| ----------------------------------------------- | --------------------- | --- | --------------- | ----------------------------------------------------------------------------- |
|                                                 |                       | |                 |                                                                               |
|                                                 | Чарли Линдгрен        | Вратари | Игорь Шестёркин | Судьи: Фредерик Л’Экюйе Крис Ли Линейные судьи: Давид Брисбуа Трэвис Гаврилец |
|                                                 | Голы:                 | |                 | Судьи: Фредерик Л’Экюйе Крис Ли Линейные судьи: Давид Брисбуа Трэвис Гаврилец |
| Джон Карлсон — 05:34 (Ти Дж. Оши, М. Фегервари) | 1 : 0 1 : 1 : 2 1 : 3 | 06:08 — Крис Крайдер (М. Зибанежад, Дж. Рословик) 08:08 — Баркли Гудроу (мен.) (В. Трочек, Дж. Труба) 35:22 — Винсент Трочек (бол.) (М. Зибанежад, А. Фокс) |                 | Судьи: Фредерик Л’Экюйе Крис Ли Линейные судьи: Давид Брисбуа Трэвис Гаврилец |
|                                                 |                       | |                 | Судьи: Фредерик Л’Экюйе Крис Ли Линейные судьи: Давид Брисбуа Трэвис Гаврилец |
|                                                 |                       | |                 | Судьи: Фредерик Л’Экюйе Крис Ли Линейные судьи: Давид Брисбуа Трэвис Гаврилец |
|                                                 |                       | |                 | Судьи: Фредерик Л’Экюйе Крис Ли Линейные судьи: Давид Брисбуа Трэвис Гаврилец |
| 10 мин                                          | Штраф                 | 14 мин |                 | Судьи: Фредерик Л’Экюйе Крис Ли Линейные судьи: Давид Брисбуа Трэвис Гаврилец |
|                                                 |                       | |                 |                                                                               |
|                                                 | 29                    | Броски | 22              |                                                                               |

| 28 апреля 20:00 | Вашингтон Кэпиталз | 2 : 4 (1:2, 1:0, 0:2) | Нью-Йорк Рейнджерс | Кэпитал Уан-арена Зрителей: 18 573 |

| Отчёт                                                                                 | Отчёт                           | Отчёт | Отчёт           | Отчёт                                                                   |
| ------------------------------------------------------------------------------------- | ------------------------------- | --- | --------------- | ----------------------------------------------------------------------- |
|                                                                                       |                                 | |                 |                                                                         |
|                                                                                       | Чарли Линдгрен                  | Вратари | Игорь Шестёркин | Судьи: Кайл Реман Стив Козари Линейные судьи: Скотт Черри Либор Суханек |
|                                                                                       | Голы:                           | |                 | Судьи: Кайл Реман Стив Козари Линейные судьи: Скотт Черри Либор Суханек |
| Мартин Фегервари — 14:54 (А. Протас, Д. Строум) Хендрикс Лапьер — 27:48 (А. Алексеев) | 0 : 1 : 1 1 : 2 : 2 2 : 3 2 : 4 | 00:57 — Каапо Какко 19:44 — Винсент Трочек (бол.) (М. Зибанежад, А. Панарин) 43:21 — Артемий Панарин (бол.) (М. Зибанежад, А. Фокс) 59:09 — Джек Рословик (бол.) (п.в.) (А. Лафреньер, Дж. Труба) |                 | Судьи: Кайл Реман Стив Козари Линейные судьи: Скотт Черри Либор Суханек |
|                                                                                       |                                 | |                 | Судьи: Кайл Реман Стив Козари Линейные судьи: Скотт Черри Либор Суханек |
|                                                                                       |                                 | |                 | Судьи: Кайл Реман Стив Козари Линейные судьи: Скотт Черри Либор Суханек |
|                                                                                       |                                 | |                 | Судьи: Кайл Реман Стив Козари Линейные судьи: Скотт Черри Либор Суханек |
| 8 мин                                                                                 | Штраф                           | 4 мин |                 | Судьи: Кайл Реман Стив Козари Линейные судьи: Скотт Черри Либор Суханек |
|                                                                                       |                                 | |                 |                                                                         |
|                                                                                       | 25                              | Броски | 23              |                                                                         |

#### «Каролина Харрикейнз» (С2) — «Нью-Йорк Айлендерс» (С3)
Это вторая серия подряд и третья в общем между «Харрикейнз» и «Айлендерс» в плей-офф. В прошлом году в первом раунде «Харрикейнз» одержали победу в шести матчах. В регулярном чемпионате 2023/24 обе команды одержали по две победы.
«Харрикейнз» выиграли серию со счётом 4-1. Самым результативным игроком серии стал нападающий «Каролины Харрикейнз» Сет Джарвис, который в пяти матчах набрал 7 (3+4) очков.
| 20 апреля 17:00 | Каролина Харрикейнз | 3 : 1 (1:1, 0:0, 2:0) | Нью-Йорк Айлендерс | Пи-эн-си-арена Зрителей: 18 825 |

| Отчёт | Отчёт                   | Отчёт                                   | Отчёт          | Отчёт                                                                 |
| --- | ----------------------- | --------------------------------------- | -------------- | --------------------------------------------------------------------- |
| |                         |                                         |                |                                                                       |
| | Фредерик Андерсен       | Вратари                                 | Семён Варламов | Судьи: Гарретт Рэнк Жан Эбер Линейные судьи: Эндрю Смит Джонни Мюррей |
| | Голы:                   |                                         |                | Судьи: Гарретт Рэнк Жан Эбер Линейные судьи: Эндрю Смит Джонни Мюррей |
| Евгений Кузнецов (бол.) — 01:35 (М. Нечас, Б. Шей) Стефан Ноусен — 43:44 (Б. Шей, Е. Кузнецов) Мартин Нечас (п.в.) — 58:28 (Б. Пеши, Дж. Друри) | 1 : 0 1 : 1 2 : 1 3 : 1 | 08:20 — Кайл Маклин (А. Ли, А. Романов) |                | Судьи: Гарретт Рэнк Жан Эбер Линейные судьи: Эндрю Смит Джонни Мюррей |
| |                         |                                         |                | Судьи: Гарретт Рэнк Жан Эбер Линейные судьи: Эндрю Смит Джонни Мюррей |
| |                         |                                         |                | Судьи: Гарретт Рэнк Жан Эбер Линейные судьи: Эндрю Смит Джонни Мюррей |
| |                         |                                         |                | Судьи: Гарретт Рэнк Жан Эбер Линейные судьи: Эндрю Смит Джонни Мюррей |
| 4 мин | Штраф                   | 6 мин                                   |                | Судьи: Гарретт Рэнк Жан Эбер Линейные судьи: Эндрю Смит Джонни Мюррей |
| |                         |                                         |                |                                                                       |
| | 26                      | Броски                                  | 34             |                                                                       |

| 22 апреля 19:30 | Каролина Харрикейнз | 5 : 3 (0:2, 1:1, 4:0) | Нью-Йорк Айлендерс | Пи-эн-си-арена Зрителей: 18 905 |

| Отчёт | Отчёт                                           | Отчёт | Отчёт          | Отчёт                                                                            |
| --- | ----------------------------------------------- | --- | -------------- | -------------------------------------------------------------------------------- |
| |                                                 | |                |                                                                                  |
| | Фредерик Андерсен                               | Вратари | Семён Варламов | Судьи: Джон Макайзек Франсуа Сенлоран Линейные судьи: Брайан Пансич Джесси Марки |
| | Голы:                                           | |                | Судьи: Джон Макайзек Франсуа Сенлоран Линейные судьи: Брайан Пансич Джесси Марки |
| Теуво Терявяйнен (бол.) — 33:01 (Дж. Генцел, С. Джарвис) Сет Джарвис — 50:43 (Дж. Стаал, Б. Шей) Себастьян Ахо — 57:45 (А. Свечников, С. Джарвис) Джордан Мартинук — 57:54 (Дж. Друри) Джейк Генцел (п.в.) — 59:04 (С. Ахо, А. Свечников) | 0 : 1 0 : 2 0 : 3 1 : 3 2 : 3 3 : 3 4 : 3 5 : 3 | 16:22 — Кайл Палмьери (М. Райлли, Б. Нельсон) 19:45 — Бо Хорват (М. Барзал, К. Сизикас) 23:54 — Андерс Ли (бол.) (Ж.-Г. Пажо, П. Энгвалл) |                | Судьи: Джон Макайзек Франсуа Сенлоран Линейные судьи: Брайан Пансич Джесси Марки |
| |                                                 | |                | Судьи: Джон Макайзек Франсуа Сенлоран Линейные судьи: Брайан Пансич Джесси Марки |
| |                                                 | |                | Судьи: Джон Макайзек Франсуа Сенлоран Линейные судьи: Брайан Пансич Джесси Марки |
| |                                                 | |                | Судьи: Джон Макайзек Франсуа Сенлоран Линейные судьи: Брайан Пансич Джесси Марки |
| 43 мин | Штраф                                           | 83 мин |                | Судьи: Джон Макайзек Франсуа Сенлоран Линейные судьи: Брайан Пансич Джесси Марки |
| |                                                 | |                |                                                                                  |
| | 39                                              | Броски | 12             |                                                                                  |

| 25 апреля 19:30 | Нью-Йорк Айлендерс | 2 : 3 (0:2, 2:1, 0:0) | Каролина Харрикейнз | Ю-би-эс Арена Зрителей: 17 255 |

| Отчёт                                                                                | Отчёт                                                   | Отчёт | Отчёт             | Отчёт                                                                             |
| ------------------------------------------------------------------------------------ | ------------------------------------------------------- | --- | ----------------- | --------------------------------------------------------------------------------- |
|                                                                                      |                                                         | |                   |                                                                                   |
|                                                                                      | Илья Сорокин — 00:00-27:14 Семён Варламов — 27:14-60:00 | Вратари | Фредерик Андерсен | Судьи: Келли Сазерленд Пьер Ламберт Линейные судьи: Кил Марчисон Брэндон Гаврилец |
|                                                                                      | Голы:                                                   | |                   | Судьи: Келли Сазерленд Пьер Ламберт Линейные судьи: Кил Марчисон Брэндон Гаврилец |
| Пьерр Энгвалл — 22:48 (А. Ли, А. Пелек) Брок Нельсон — 37:39 (К. Палмьери, Р. Пулок) | 0 : 1 0 : 2 1 : 2 1 : 3 2 : 3                           | 04:46 — Брент Бёрнс (М. Нечас, Т. Терявяйнен) 10:25 — Дмитрий Орлов (А. Свечников, Дж. Генцел) 27:14 — Себастьян Ахо (А. Свечников, Дж. Чатфилд) |                   | Судьи: Келли Сазерленд Пьер Ламберт Линейные судьи: Кил Марчисон Брэндон Гаврилец |
|                                                                                      |                                                         | |                   | Судьи: Келли Сазерленд Пьер Ламберт Линейные судьи: Кил Марчисон Брэндон Гаврилец |
|                                                                                      |                                                         | |                   | Судьи: Келли Сазерленд Пьер Ламберт Линейные судьи: Кил Марчисон Брэндон Гаврилец |
|                                                                                      |                                                         | |                   | Судьи: Келли Сазерленд Пьер Ламберт Линейные судьи: Кил Марчисон Брэндон Гаврилец |
| 4 мин                                                                                | Штраф                                                   | 4 мин |                   | Судьи: Келли Сазерленд Пьер Ламберт Линейные судьи: Кил Марчисон Брэндон Гаврилец |
|                                                                                      |                                                         | |                   |                                                                                   |
|                                                                                      | 31                                                      | Броски | 22                |                                                                                   |

| 27 апреля 14:00 | Нью-Йорк Айлендерс | 3 : 2 (2ОТ) (0:1, 1:0, 1:1, 0:0, 1:0) | Каролина Харрикейнз | Ю-би-эс Арена Зрителей: 17 255 |

| Отчёт | Отчёт                       | Отчёт                                                                                          | Отчёт             | Отчёт                                                                      |
| --- | --------------------------- | ---------------------------------------------------------------------------------------------- | ----------------- | -------------------------------------------------------------------------- |
| |                             |                                                                                                |                   |                                                                            |
| | Семён Варламов              | Вратари                                                                                        | Фредерик Андерсен | Судьи: Эрик Фурлатт Тревор Хэнсон Линейные судьи: Джонни Мюррей Эндрю Смит |
| | Голы:                       |                                                                                                |                   | Судьи: Эрик Фурлатт Тревор Хэнсон Линейные судьи: Джонни Мюррей Эндрю Смит |
| Мэтью Барзал — 30:10 (А. Пелек) Жан-Габриэль Пажо (бол.) — 41:38 (Н. Добсон, А. Ли) Мэтью Барзал — 81:24 (Р. Бортуццо, Б. Хорват) | 0 : 1 : 1 2 : 1 2 : 2 3 : 2 | 08:00 — Сет Джарвис (бол.) (Дж. Генцел) 54:08 — Стефан Ноусен (бол.) (Т. Терявяйнен, М. Нечас) |                   | Судьи: Эрик Фурлатт Тревор Хэнсон Линейные судьи: Джонни Мюррей Эндрю Смит |
| |                             |                                                                                                |                   | Судьи: Эрик Фурлатт Тревор Хэнсон Линейные судьи: Джонни Мюррей Эндрю Смит |
| |                             |                                                                                                |                   | Судьи: Эрик Фурлатт Тревор Хэнсон Линейные судьи: Джонни Мюррей Эндрю Смит |
| |                             |                                                                                                |                   | Судьи: Эрик Фурлатт Тревор Хэнсон Линейные судьи: Джонни Мюррей Эндрю Смит |
| 12 мин | Штраф                       | 8 мин                                                                                          |                   | Судьи: Эрик Фурлатт Тревор Хэнсон Линейные судьи: Джонни Мюррей Эндрю Смит |
| |                             |                                                                                                |                   |                                                                            |
| | 35                          | Броски                                                                                         | 44                |                                                                            |

| 30 апреля 19:30 | Каролина Харрикейнз | 6 : 3 (3:1, 0:2, 3:0) | Нью-Йорк Айлендерс | Пи-эн-си-арена Зрителей: 18 874 |

| Отчёт | Отчёт                                                 | Отчёт | Отчёт          | Отчёт                                                                             |
| --- | ----------------------------------------------------- | --- | -------------- | --------------------------------------------------------------------------------- |
| |                                                       | |                |                                                                                   |
| | Фредерик Андерсен                                     | Вратари | Семён Варламов | Судьи: Уэс Макколи Кендрик Николсон Линейные судьи: Шандор Альфонсо Райан Гиббонс |
| | Голы:                                                 | |                | Судьи: Уэс Макколи Кендрик Николсон Линейные судьи: Шандор Альфонсо Райан Гиббонс |
| Теуво Терявяйнен — 01:23 (С. Джарвис, Дж. Слэвин) Андрей Свечников (бол.) — 03:13 (С. Джарвис, Б. Бёрнс) Евгений Кузнецов (бул.) — 13:22 Джек Друри — 44:36 (Б. Шей, М. Нечас) Стефан Ноусен — 44:44 (Б. Шей, Е. Кузнецов) Сет Джарвис (п.в.) — 58:21 | 1 : 0 2 : 0 2 : 1 3 : 1 3 : 2 3 : 3 4 : 3 5 : 3 6 : 3 | 03:54 — Майк Райлли (бол.) (М. Барзал, Б. Нельсон) 23:47 — Брок Нельсон (К. Палмьери, Р. Пулок) 39:38 — Кейси Сизикас (М. Барзал, Р. Пулок) |                | Судьи: Уэс Макколи Кендрик Николсон Линейные судьи: Шандор Альфонсо Райан Гиббонс |
| |                                                       | |                | Судьи: Уэс Макколи Кендрик Николсон Линейные судьи: Шандор Альфонсо Райан Гиббонс |
| |                                                       | |                | Судьи: Уэс Макколи Кендрик Николсон Линейные судьи: Шандор Альфонсо Райан Гиббонс |
| |                                                       | |                | Судьи: Уэс Макколи Кендрик Николсон Линейные судьи: Шандор Альфонсо Райан Гиббонс |
| 8 мин | Штраф                                                 | 2 мин |                | Судьи: Уэс Макколи Кендрик Николсон Линейные судьи: Шандор Альфонсо Райан Гиббонс |
| |                                                       | |                |                                                                                   |
| | 38                                                    | Броски | 25             |                                                                                   |

### Западная конференция

#### «Даллас Старз» (Ц1) — «Вегас Голден Найтс» (УК)
Это вторая серия подряд и третья в общем между «Старз» и «Голден Найтс» в плей-офф. В прошлом году в финале конференции «Голден Найтс» одержали победу в шести матчах. В регулярном чемпионате 2023/24 «Голден Найтс» одержали победу во всех трех матчах.
«Старз» выиграли серию со счётом 4-3. Самыми результативными игроками серии стали нападающий «Даллас Старз» Уайатт Джонстон и нападающий «Вегас Голден Найтс» Джек Айкел, которые в семи матчах набрали по 7 очков.
| 22 апреля 21:30 | Даллас Старз | 3 : 4 (2:3, 0:1, 1:0) | Вегас Голден Найтс | Американ Эйрлайнс-центр Зрителей: 18 532 |

| Отчёт | Отчёт                                     | Отчёт | Отчёт         | Отчёт                                                                   |
| --- | ----------------------------------------- | --- | ------------- | ----------------------------------------------------------------------- |
| |                                           | |               |                                                                         |
| | Джейк Оттинджер                           | Вратари | Логан Томпсон | Судьи: Дэн О’Рурк Том Хмилевски Линейные судьи: Трент Кнорр Марк Шевчик |
| | Голы:                                     | |               | Судьи: Дэн О’Рурк Том Хмилевски Линейные судьи: Трент Кнорр Марк Шевчик |
| Джейми Бенн — 16:07 (У. Джонстон) Джейсон Робертсон — 18:29 (Л. Стэнковен) Мейсон Марчмент — 51:46 (М. Хейсканен, Дж. Оттинджер) | 0 : 1 0 : 2 1 : 2 1 : 3 2 : 3 2 : 4 3 : 4 | 01:23 — Марк Стоун (бол.) (Н. Ханифин, Дж. Айкел) 08:27 — Жонатан Маршессо (И. Барбашёв) 17:51 — Томаш Гертл (бол.) (Н. Ханифин) 21:06 — Брэйден Макнэбб (Дж. Айкел) |               | Судьи: Дэн О’Рурк Том Хмилевски Линейные судьи: Трент Кнорр Марк Шевчик |
| |                                           | |               | Судьи: Дэн О’Рурк Том Хмилевски Линейные судьи: Трент Кнорр Марк Шевчик |
| |                                           | |               | Судьи: Дэн О’Рурк Том Хмилевски Линейные судьи: Трент Кнорр Марк Шевчик |
| |                                           | |               | Судьи: Дэн О’Рурк Том Хмилевски Линейные судьи: Трент Кнорр Марк Шевчик |
| 4 мин | Штраф                                     | 4 мин |               | Судьи: Дэн О’Рурк Том Хмилевски Линейные судьи: Трент Кнорр Марк Шевчик |
| |                                           | |               |                                                                         |
| | 30                                        | Броски | 15            |                                                                         |

| 24 апреля 21:30 | Даллас Старз | 1 : 3 (1:1, 0:1, 0:1) | Вегас Голден Найтс | Американ Эйрлайнс-центр Зрителей: 18 532 |

| Отчёт                                                     | Отчёт                 | Отчёт | Отчёт         | Отчёт                                                                    |
| --------------------------------------------------------- | --------------------- | --- | ------------- | ------------------------------------------------------------------------ |
|                                                           |                       | |               |                                                                          |
|                                                           | Джейк Оттинджер       | Вратари | Логан Томпсон | Судьи: Крис Руни Питер Макдугалл Линейные судьи: Трент Кнорр Марк Шевчик |
|                                                           | Голы:                 | |               | Судьи: Крис Руни Питер Макдугалл Линейные судьи: Трент Кнорр Марк Шевчик |
| Джейсон Робертсон (бол.) — 16:47 (М. Хейсканен, Дж. Бенн) | 1 : 0 1 : 1 : 2 1 : 3 | 18:09 — Жонатан Маршессо (Дж. Айкел, И. Барбашёв) 38:53 — Ноа Ханифин 59:26 — Джек Айкел (п.в.) (Ж. Маршессо) |               | Судьи: Крис Руни Питер Макдугалл Линейные судьи: Трент Кнорр Марк Шевчик |
|                                                           |                       | |               | Судьи: Крис Руни Питер Макдугалл Линейные судьи: Трент Кнорр Марк Шевчик |
|                                                           |                       | |               | Судьи: Крис Руни Питер Макдугалл Линейные судьи: Трент Кнорр Марк Шевчик |
|                                                           |                       | |               | Судьи: Крис Руни Питер Макдугалл Линейные судьи: Трент Кнорр Марк Шевчик |
| 6 мин                                                     | Штраф                 | 6 мин |               | Судьи: Крис Руни Питер Макдугалл Линейные судьи: Трент Кнорр Марк Шевчик |
|                                                           |                       | |               |                                                                          |
|                                                           | 21                    | Броски | 26            |                                                                          |

| 27 апреля 22:30 | Вегас Голден Найтс | 2 : 3 (ОТ) (0:1, 2:1, 0:0, 0:1) | Даллас Старз | Ти-Мобайл Арена Зрителей: 18 536 |

| Отчёт                                                                         | Отчёт                         | Отчёт | Отчёт           | Отчёт                                                                      |
| ----------------------------------------------------------------------------- | ----------------------------- | --- | --------------- | -------------------------------------------------------------------------- |
|                                                                               |                               | |                 |                                                                            |
|                                                                               | Логан Томпсон                 | Вратари | Джейк Оттинджер | Судьи: Уэс Макколи Кендрик Николсон Линейные судьи: Девин Берг Райан Дейзи |
|                                                                               | Голы:                         | |                 | Судьи: Уэс Макколи Кендрик Николсон Линейные судьи: Девин Берг Райан Дейзи |
| Брэйден Макнэбб — 30:40 (Ч. Стивенсон) Джек Айкел (мен.) — 33:50 (Б. Макнэбб) | 0 : 1 0 : 2 1 : 2 2 : 2 2 : 3 | 11:11 — Уайатт Джонстон (Дж. Робертсон, М. Хейсканен) 25:25 — Миро Хейсканен (Т. Сегин, Е. Дадонов) 76:23 — Уайатт Джонстон (Дж. Робертсон, Р. Сутер) |                 | Судьи: Уэс Макколи Кендрик Николсон Линейные судьи: Девин Берг Райан Дейзи |
|                                                                               |                               | |                 | Судьи: Уэс Макколи Кендрик Николсон Линейные судьи: Девин Берг Райан Дейзи |
|                                                                               |                               | |                 | Судьи: Уэс Макколи Кендрик Николсон Линейные судьи: Девин Берг Райан Дейзи |
|                                                                               |                               | |                 | Судьи: Уэс Макколи Кендрик Николсон Линейные судьи: Девин Берг Райан Дейзи |
| 6 мин                                                                         | Штраф                         | 4 мин |                 | Судьи: Уэс Макколи Кендрик Николсон Линейные судьи: Девин Берг Райан Дейзи |
|                                                                               |                               | |                 |                                                                            |
|                                                                               | 34                            | Броски | 46              |                                                                            |

| 29 апреля 21:30 | Вегас Голден Найтс | 2 : 4 (1:1, 1:2, 0:1) | Даллас Старз | Ти-Мобайл Арена Зрителей: 18 333 |

| Отчёт                                                                           | Отчёт                             | Отчёт | Отчёт           | Отчёт                                                                     |
| ------------------------------------------------------------------------------- | --------------------------------- | --- | --------------- | ------------------------------------------------------------------------- |
|                                                                                 |                                   | |                 |                                                                           |
|                                                                                 | Логан Томпсон                     | Вратари | Джейк Оттинджер | Судьи: Горд Дуайер Ти Джей Лаксмор Линейные судьи: Девин Берг Райан Дейзи |
|                                                                                 | Голы:                             | |                 | Судьи: Горд Дуайер Ти Джей Лаксмор Линейные судьи: Девин Берг Райан Дейзи |
| Майкл Амадио — 14:25 (Б. Макнэбб) Джек Айкел — 23:09 (Ж. Маршессо, И. Барбашёв) | 1 : 0 1 : 1 2 : 1 2 : 2 : 3 2 : 4 | 17:52 — Евгений Дадонов (Р. Сутер) 29:45 — Уайатт Джонстон (бол.) (М. Дюшен, Т. Сегин) 38:34 — Тай Делландреа (К. Смит, С. Стил) 58:38 — Роопе Хинц (п.в.) |                 | Судьи: Горд Дуайер Ти Джей Лаксмор Линейные судьи: Девин Берг Райан Дейзи |
|                                                                                 |                                   | |                 | Судьи: Горд Дуайер Ти Джей Лаксмор Линейные судьи: Девин Берг Райан Дейзи |
|                                                                                 |                                   | |                 | Судьи: Горд Дуайер Ти Джей Лаксмор Линейные судьи: Девин Берг Райан Дейзи |
|                                                                                 |                                   | |                 | Судьи: Горд Дуайер Ти Джей Лаксмор Линейные судьи: Девин Берг Райан Дейзи |
| 6 мин                                                                           | Штраф                             | 4 мин |                 | Судьи: Горд Дуайер Ти Джей Лаксмор Линейные судьи: Девин Берг Райан Дейзи |
|                                                                                 |                                   | |                 |                                                                           |
|                                                                                 | 34                                | Броски | 32              |                                                                           |

| 1 мая 19:30 | Даллас Старз | 3 : 2 (2:2, 1:0, 0:0) | Вегас Голден Найтс | Американ Эйрлайнс-центр Зрителей: 18 532 |

| Отчёт | Отчёт                       | Отчёт                                                                                             | Отчёт     | Отчёт                                                                    |
| --- | --------------------------- | ------------------------------------------------------------------------------------------------- | --------- | ------------------------------------------------------------------------ |
| |                             |                                                                                                   |           |                                                                          |
| | Джейк Оттинджер             | Вратари                                                                                           | Эдин Хилл | Судьи: Жан Эбер Гарретт Рэнк Линейные судьи: Стив Бартон Кайл Флемингтон |
| | Голы:                       |                                                                                                   |           | Судьи: Жан Эбер Гарретт Рэнк Линейные судьи: Стив Бартон Кайл Флемингтон |
| Евгений Дадонов — 05:02 (Л. Стэнковен, У. Джонстон) Мэтт Дюшен (бол.) — 08:04 (У. Джонстон, Т. Сегин) Джейсон Робертсон (бол.) — 36:32 (М. Хейсканен, Дж. Бенн) | 0 : 1 : 1 2 : 1 2 : 2 3 : 2 | 04:00 — Марк Стоун (бол.) (Н. Ханифин, Дж. Айкел) 12:31 — Уильям Каррье (И. Барбашёв, Б. Макнэбб) |           | Судьи: Жан Эбер Гарретт Рэнк Линейные судьи: Стив Бартон Кайл Флемингтон |
| |                             |                                                                                                   |           | Судьи: Жан Эбер Гарретт Рэнк Линейные судьи: Стив Бартон Кайл Флемингтон |
| |                             |                                                                                                   |           | Судьи: Жан Эбер Гарретт Рэнк Линейные судьи: Стив Бартон Кайл Флемингтон |
| |                             |                                                                                                   |           | Судьи: Жан Эбер Гарретт Рэнк Линейные судьи: Стив Бартон Кайл Флемингтон |
| 6 мин | Штраф                       | 8 мин                                                                                             |           | Судьи: Жан Эбер Гарретт Рэнк Линейные судьи: Стив Бартон Кайл Флемингтон |
| |                             |                                                                                                   |           |                                                                          |
| | 25                          | Броски                                                                                            | 27        |                                                                          |

| 3 мая 22:00 | Вегас Голден Найтс | 2 : 0 (0:0, 0:0, 2:0) | Даллас Старз | Ти-Мобайл Арена Зрителей: 18 432 |

| Отчёт                                                                       | Отчёт       | Отчёт   | Отчёт           | Отчёт                                                                             |
| --------------------------------------------------------------------------- | ----------- | ------- | --------------- | --------------------------------------------------------------------------------- |
|                                                                             |             |         |                 |                                                                                   |
|                                                                             | Эдин Хилл   | Вратари | Джейк Оттинджер | Судьи: Франсуа Сенлоран Стив Козари Линейные судьи: Кил Марчисон Брэндон Гаврилец |
|                                                                             | Голы:       |         |                 | Судьи: Франсуа Сенлоран Стив Козари Линейные судьи: Кил Марчисон Брэндон Гаврилец |
| Ноа Ханифин — 49:54 Марк Стоун (п.в.) — 59:41 (В. Карлссон, А. Пьетранжело) | 1 : 0 2 : 0 |         |                 | Судьи: Франсуа Сенлоран Стив Козари Линейные судьи: Кил Марчисон Брэндон Гаврилец |
|                                                                             |             |         |                 | Судьи: Франсуа Сенлоран Стив Козари Линейные судьи: Кил Марчисон Брэндон Гаврилец |
|                                                                             |             |         |                 | Судьи: Франсуа Сенлоран Стив Козари Линейные судьи: Кил Марчисон Брэндон Гаврилец |
|                                                                             |             |         |                 | Судьи: Франсуа Сенлоран Стив Козари Линейные судьи: Кил Марчисон Брэндон Гаврилец |
| 2 мин                                                                       | Штраф       | 4 мин   |                 | Судьи: Франсуа Сенлоран Стив Козари Линейные судьи: Кил Марчисон Брэндон Гаврилец |
|                                                                             |             |         |                 |                                                                                   |
|                                                                             | 30          | Броски  | 23              |                                                                                   |

| 5 мая 21:30 | Даллас Старз | 2 : 1 (1:0, 0:1, 1:0) | Вегас Голден Найтс | Американ Эйрлайнс-центр Зрителей: 19 046 |

| Отчёт                                                           | Отчёт             | Отчёт                                         | Отчёт     | Отчёт                                                                 |
| --------------------------------------------------------------- | ----------------- | --------------------------------------------- | --------- | --------------------------------------------------------------------- |
|                                                                 |                   |                                               |           |                                                                       |
|                                                                 | Джейк Оттинджер   | Вратари                                       | Эдин Хилл | Судьи: Уэс Макколи Дэн О’Рурк Линейные судьи: Стив Бартон Скотт Черри |
|                                                                 | Голы:             |                                               |           | Судьи: Уэс Макколи Дэн О’Рурк Линейные судьи: Стив Бартон Скотт Черри |
| Уайатт Джонстон — 14:34 Радек Факса — 40:44 (К. Смит, Т. Харли) | 1 : 0 1 : 1 2 : 1 | 35:25 — Бретт Хауден (М. Амадио, В. Карлссон) |           | Судьи: Уэс Макколи Дэн О’Рурк Линейные судьи: Стив Бартон Скотт Черри |
|                                                                 |                   |                                               |           | Судьи: Уэс Макколи Дэн О’Рурк Линейные судьи: Стив Бартон Скотт Черри |
|                                                                 |                   |                                               |           | Судьи: Уэс Макколи Дэн О’Рурк Линейные судьи: Стив Бартон Скотт Черри |
|                                                                 |                   |                                               |           | Судьи: Уэс Макколи Дэн О’Рурк Линейные судьи: Стив Бартон Скотт Черри |
| 2 мин                                                           | Штраф             | 2 мин                                         |           | Судьи: Уэс Макколи Дэн О’Рурк Линейные судьи: Стив Бартон Скотт Черри |
|                                                                 |                   |                                               |           |                                                                       |
|                                                                 | 24                | Броски                                        | 23        |                                                                       |

#### «Виннипег Джетс» (Ц2) — «Колорадо Эвеланш» (Ц3)
Это первая встреча команд в плей-офф. В регулярном чемпионате 2023/24 «Джетс» одержали победу во всех трех матчах.
«Эвеланш» выиграли серию со счётом 4-1. Самыми результативными игроками серии стали нападающие «Колорадо Эвеланш» Микко Рантанен и Натан Маккиннон, а также защитник Кейл Макар, которые в пяти матчах набрали по 9 очков.
| 21 апреля 19:00 | Виннипег Джетс | 7 : 6 (3:3, 1:0, 3:3) | Колорадо Эвеланш | Канада Лайф-центр Зрителей: 15 225 |

| Отчёт | Отчёт                                                                   | Отчёт | Отчёт              | Отчёт                                                                         |
| --- | ----------------------------------------------------------------------- | --- | ------------------ | ----------------------------------------------------------------------------- |
| |                                                                         | |                    |                                                                               |
| | Коннор Хеллебайк                                                        | Вратари | Александр Георгиев | Судьи: Эрик Фурлатт Тревор Хэнсон Линейные судьи: Стив Бартон Кайл Флемингтон |
| | Голы:                                                                   | |                    | Судьи: Эрик Фурлатт Тревор Хэнсон Линейные судьи: Стив Бартон Кайл Флемингтон |
| Джош Моррисси — 08:02 (К. Коннор, Б. Диллон) Владислав Наместников — 11:57 (А. Аяфалло) Марк Шайфли — 15:53 (Г. Виларди) Адам Лаури — 28:57 (Б. Диллон, Н. Нидеррайтер) Адам Лаури — 43:31 (М. Эпплтон, Н. Нидеррайтер) Кайл Коннор (бол.) — 45:51 (Дж. Моррисси, М. Шайфли) Кайл Коннор — 48:54 (Г. Виларди, М. Шайфли) | 0 : 1 : 1 2 : 1 2 : 2 : 3 : 3 4 : 3 5 : 3 6 : 3 6 : 4 7 : 4 7 : 5 7 : 6 | 06:10 — Валерий Ничушкин (Дж. Мэнсон) 14:47 — Майлз Вуд (Й. Кивиранта, Р. Колтон) 15:05 — Натан Маккиннон (М. Рантанен, К. Макар) 46:29 — Арттури Лехконен (бол.) (К. Макар, Н. Маккиннон) 52:24 — Кейл Макар (бол.) 59:30 — Кейси Миттельштадт (А. Лехконен, М. Рантанен) |                    | Судьи: Эрик Фурлатт Тревор Хэнсон Линейные судьи: Стив Бартон Кайл Флемингтон |
| |                                                                         | |                    | Судьи: Эрик Фурлатт Тревор Хэнсон Линейные судьи: Стив Бартон Кайл Флемингтон |
| |                                                                         | |                    | Судьи: Эрик Фурлатт Тревор Хэнсон Линейные судьи: Стив Бартон Кайл Флемингтон |
| |                                                                         | |                    | Судьи: Эрик Фурлатт Тревор Хэнсон Линейные судьи: Стив Бартон Кайл Флемингтон |
| 6 мин | Штраф                                                                   | 6 мин |                    | Судьи: Эрик Фурлатт Тревор Хэнсон Линейные судьи: Стив Бартон Кайл Флемингтон |
| |                                                                         | |                    |                                                                               |
| | 23                                                                      | Броски | 46                 |                                                                               |

| 23 апреля 21:30 | Виннипег Джетс | 2 : 5 (1:0, 1:4, 0:1) | Колорадо Эвеланш | Канада Лайф-центр Зрителей: 15 225 |

| Отчёт                                                                                      | Отчёт                                   | Отчёт | Отчёт              | Отчёт                                                                   |
| ------------------------------------------------------------------------------------------ | --------------------------------------- | --- | ------------------ | ----------------------------------------------------------------------- |
|                                                                                            |                                         | |                    |                                                                         |
|                                                                                            | Коннор Хеллебайк                        | Вратари | Александр Георгиев | Судьи: Стив Козари Кайл Реман Линейные судьи: Мишель Кормье Беван Миллз |
|                                                                                            | Голы:                                   | |                    | Судьи: Стив Козари Кайл Реман Линейные судьи: Мишель Кормье Беван Миллз |
| Давид Густафссон — 03:15 (Б. Диллон, Н. Пионк) Марк Шайфли — 28:37 (Г. Виларди, К. Коннор) | 1 : 0 1 : 1 2 : 1 2 : 2 : 3 2 : 4 2 : 5 | 21:59 — Майлз Вуд (Р. Колтон) 34:16 — Арттури Лехконен (К. Макар) 37:20 — Зак Паризе (Э. Коглиано) 39:53 — Джош Мэнсон (Н. Маккиннон, А. Лехконен) 59:03 — Валерий Ничушкин (п.в.) (К. Макар, М. Рантанен) |                    | Судьи: Стив Козари Кайл Реман Линейные судьи: Мишель Кормье Беван Миллз |
|                                                                                            |                                         | |                    | Судьи: Стив Козари Кайл Реман Линейные судьи: Мишель Кормье Беван Миллз |
|                                                                                            |                                         | |                    | Судьи: Стив Козари Кайл Реман Линейные судьи: Мишель Кормье Беван Миллз |
|                                                                                            |                                         | |                    | Судьи: Стив Козари Кайл Реман Линейные судьи: Мишель Кормье Беван Миллз |
| 10 мин                                                                                     | Штраф                                   | 10 мин |                    | Судьи: Стив Козари Кайл Реман Линейные судьи: Мишель Кормье Беван Миллз |
|                                                                                            |                                         | |                    |                                                                         |
|                                                                                            | 30                                      | Броски | 32                 |                                                                         |

| 26 апреля 20:00 | Колорадо Эвеланш | 6 : 2 (1:0, 0:2, 5:0) | Виннипег Джетс | Болл-арена Зрителей: 18 124 |

| Отчёт | Отчёт                                       | Отчёт                                                                                             | Отчёт            | Отчёт                                                                        |
| --- | ------------------------------------------- | ------------------------------------------------------------------------------------------------- | ---------------- | ---------------------------------------------------------------------------- |
| |                                             |                                                                                                   |                  |                                                                              |
| | Александр Георгиев                          | Вратари                                                                                           | Коннор Хеллебайк | Судьи: Дэн О’Рурк Том Хмилевски Линейные судьи: Мэтт Макферсон Джеймс Тобиас |
| | Голы:                                       |                                                                                                   |                  | Судьи: Дэн О’Рурк Том Хмилевски Линейные судьи: Мэтт Макферсон Джеймс Тобиас |
| Зак Паризе — 11:18 (Дж. Мэнсон, К. Миттельштадт) Натан Маккиннон (бол.) — 42:11 (М. Рантанен, К. Макар) Валерий Ничушкин (бол.) — 44:39 (М. Рантанен, Н. Маккиннон) Арттури Лехконен — 48:11 (К. Миттельштадт, Д. Тэйвз) Росс Колтон — 52:35 (К. Миттельштадт, С. Жирар) Девон Тэйвз (мен.) (п.в.) — 56:25 (Э. Коглиано) | 1 : 0 1 : 1 : 2 : 2 3 : 2 4 : 2 5 : 2 6 : 2 | 25:03 — Тайлер Тоффоли (Д. Демело, Н. Элерс) 30:50 — Джош Моррисси (бол.) (М. Шайфли, Ш. Монахан) |                  | Судьи: Дэн О’Рурк Том Хмилевски Линейные судьи: Мэтт Макферсон Джеймс Тобиас |
| |                                             |                                                                                                   |                  | Судьи: Дэн О’Рурк Том Хмилевски Линейные судьи: Мэтт Макферсон Джеймс Тобиас |
| |                                             |                                                                                                   |                  | Судьи: Дэн О’Рурк Том Хмилевски Линейные судьи: Мэтт Макферсон Джеймс Тобиас |
| |                                             |                                                                                                   |                  | Судьи: Дэн О’Рурк Том Хмилевски Линейные судьи: Мэтт Макферсон Джеймс Тобиас |
| 15 мин | Штраф                                       | 23 мин                                                                                            |                  | Судьи: Дэн О’Рурк Том Хмилевски Линейные судьи: Мэтт Макферсон Джеймс Тобиас |
| |                                             |                                                                                                   |                  |                                                                              |
| | 40                                          | Броски                                                                                            | 24               |                                                                              |

| 28 апреля 14:30 | Колорадо Эвеланш | 5 : 1 (1:1, 3:0, 1:0) | Виннипег Джетс | Болл-арена Зрителей: 18 129 |

| Отчёт | Отчёт                               | Отчёт                                      | Отчёт                                                      | Отчёт                                                                       |
| --- | ----------------------------------- | ------------------------------------------ | ---------------------------------------------------------- | --------------------------------------------------------------------------- |
| |                                     |                                            |                                                            |                                                                             |
| | Александр Георгиев                  | Вратари                                    | Коннор Хеллебайк — 00:00-40:00 Лоран Броссуа — 40:00-60:00 | Судьи: Питер Макдагалл Крис Руни Линейные судьи: Брайан Пансич Джесси Марки |
| | Голы:                               |                                            |                                                            | Судьи: Питер Макдагалл Крис Руни Линейные судьи: Брайан Пансич Джесси Марки |
| Арттури Лехконен — 08:10 (К. Миттельштадт) Валерий Ничушкин (бол.) — 31:36 (К. Макар, Н. Маккиннон) Кейл Макар — 35:03 Валерий Ничушкин (бол.) — 39:36 (А. Лехконен, Н. Маккиннон) Валерий Ничушкин (п.в.) — 59:47 (М. Рантанен) | 1 : 0 1 : 1 2 : 1 3 : 1 4 : 1 5 : 1 | 13:56 — Нэйт Шмидт (М. Эпплтон, Л. Стэнли) |                                                            | Судьи: Питер Макдагалл Крис Руни Линейные судьи: Брайан Пансич Джесси Марки |
| |                                     |                                            |                                                            | Судьи: Питер Макдагалл Крис Руни Линейные судьи: Брайан Пансич Джесси Марки |
| |                                     |                                            |                                                            | Судьи: Питер Макдагалл Крис Руни Линейные судьи: Брайан Пансич Джесси Марки |
| |                                     |                                            |                                                            | Судьи: Питер Макдагалл Крис Руни Линейные судьи: Брайан Пансич Джесси Марки |
| 8 мин | Штраф                               | 8 мин                                      |                                                            | Судьи: Питер Макдагалл Крис Руни Линейные судьи: Брайан Пансич Джесси Марки |
| |                                     |                                            |                                                            |                                                                             |
| | 35                                  | Броски                                     | 27                                                         |                                                                             |

| 30 апреля 21:30 | Виннипег Джетс | 3 : 6 (1:1, 1:2, 1:3) | Колорадо Эвеланш | Канада Лайф-центр Зрителей: 15 225 |

| Отчёт | Отчёт                                           | Отчёт | Отчёт              | Отчёт                                                                       |
| --- | ----------------------------------------------- | --- | ------------------ | --------------------------------------------------------------------------- |
| |                                                 | |                    |                                                                             |
| | Коннор Хеллебайк                                | Вратари | Александр Георгиев | Судьи: Пьер Ламберт Келли Сазерленд Линейные судьи: Трент Кнорр Марк Шевчик |
| | Голы:                                           | |                    | Судьи: Пьер Ламберт Келли Сазерленд Линейные судьи: Трент Кнорр Марк Шевчик |
| Кайл Коннор — 01:15 Джош Моррисси (бол.) — 26:48 (М. Шайфли, Г. Виларди) Тайлер Тоффоли — 42:06 (Н. Элерс, К. Миллер) | 1 : 0 1 : 1 : 2 : 2 2 : 3 : 3 3 : 4 3 : 5 3 : 6 | 03:18 — Валерий Ничушкин (Д. Тэйвз, М. Рантанен) 25:42 — Яков Тренин (Дж. Мэнсон, Э. Коглиано) 33:45 — Арттури Лехконен 44:11 — Микко Рантанен (Д. Тэйвз, Н. Маккиннон) 48:01 — Микко Рантанен (Н. Маккиннон, К. Макар) 59:58 — Джош Мэнсон (п.в.) (К. Миттельштадт) |                    | Судьи: Пьер Ламберт Келли Сазерленд Линейные судьи: Трент Кнорр Марк Шевчик |
| |                                                 | |                    | Судьи: Пьер Ламберт Келли Сазерленд Линейные судьи: Трент Кнорр Марк Шевчик |
| |                                                 | |                    | Судьи: Пьер Ламберт Келли Сазерленд Линейные судьи: Трент Кнорр Марк Шевчик |
| |                                                 | |                    | Судьи: Пьер Ламберт Келли Сазерленд Линейные судьи: Трент Кнорр Марк Шевчик |
| 2 мин | Штраф                                           | 4 мин |                    | Судьи: Пьер Ламберт Келли Сазерленд Линейные судьи: Трент Кнорр Марк Шевчик |
| |                                                 | |                    |                                                                             |
| | 36                                              | Броски | 32                 |                                                                             |

#### «Ванкувер Кэнакс» (Т1) — «Нэшвилл Предаторз» (УК)
Во второй раз «Ванкувер» и «Нэшвилл» встречаются в плей-офф. Предыдущая состоялась в полуфинале Западной конференции 2011, где «Кэнакс» обыграли «Предаторз» в шести матчах. В регулярном чемпионате 2023/24 «Кэнакс» выиграли у «Предаторз» все три матча.
«Кэнакс» выиграли серию со счётом 4-2. Самыми результативными игроками серии стали нападающие «Ванкувер Кэнакс» Брок Бесер и Джей Ти Миллер, а также нападающий «Нэшвилл Предаторз» Филип Форсберг, которые в шести матчах набрали по 6 очков.
| 21 апреля 22:00 | Ванкувер Кэнакс | 4 : 2 (0:1, 1:1, 3:0) | Нэшвилл Предаторз | Роджерс-арена Зрителей: 18 967 |

| Отчёт | Отчёт                           | Отчёт                                                                                                 | Отчёт      | Отчёт                                                                   |
| --- | ------------------------------- | --- | ---------- | ----------------------------------------------------------------------- |
| |                                 | |            |                                                                         |
| | Тэтчер Демко                    | Вратари                                                                                               | Юусе Сарос | Судьи: Кайл Реман Стив Козари Линейные судьи: Мишель Кормье Беван Миллз |
| | Голы:                           | |            | Судьи: Кайл Реман Стив Козари Линейные судьи: Мишель Кормье Беван Миллз |
| Элиас Линдхольм — 20:47 (Д. Джошуа, Н. Задоров) Пиус Сутер — 48:59 (К. Хьюз, Б. Бесер) Дакота Джошуа — 49:11 (К. Гарленд, К. Хьюз) Дакота Джошуа (п.в.) — 58:32 (Т. Блугерс, Дж. Ти Миллер) | 0 : 1 : 1 1 : 2 : 2 3 : 2 4 : 2 | 16:15 — Джейсон Цукер (Р. Йоси, М. Джанковски) 30:46 — Райан О’Райли (бол.) (Г. Нюквист, Ф. Форсберг) |            | Судьи: Кайл Реман Стив Козари Линейные судьи: Мишель Кормье Беван Миллз |
| |                                 | |            | Судьи: Кайл Реман Стив Козари Линейные судьи: Мишель Кормье Беван Миллз |
| |                                 | |            | Судьи: Кайл Реман Стив Козари Линейные судьи: Мишель Кормье Беван Миллз |
| |                                 | |            | Судьи: Кайл Реман Стив Козари Линейные судьи: Мишель Кормье Беван Миллз |
| 8 мин | Штраф                           | 4 мин                                                                                                 |            | Судьи: Кайл Реман Стив Козари Линейные судьи: Мишель Кормье Беван Миллз |
| |                                 | |            |                                                                         |
| | 21                              | Броски                                                                                                | 22         |                                                                         |

| 23 апреля 22:00 | Ванкувер Кэнакс | 1 : 4 (0:1, 1:2, 0:1) | Нэшвилл Предаторз | Роджерс-арена Зрителей: 18 960 |

| Отчёт                                            | Отчёт                         | Отчёт | Отчёт      | Отчёт                                                                         |
| ------------------------------------------------ | ----------------------------- | --- | ---------- | ----------------------------------------------------------------------------- |
|                                                  |                               | |            |                                                                               |
|                                                  | Кейси Десмит                  | Вратари | Юусе Сарос | Судьи: Эрик Фурлатт Тревор Хэнсон Линейные судьи: Стив Бартон Кайл Флемингтон |
|                                                  | Голы:                         | |            | Судьи: Эрик Фурлатт Тревор Хэнсон Линейные судьи: Стив Бартон Кайл Флемингтон |
| Никита Задоров — 35:33 (И. Коул, Ф. Ди Джузеппе) | 0 : 1 0 : 2 0 : 3 1 : 3 1 : 4 | 01:14 — Энтони Бовилье (Ф. Форсберг) 26:29 — Филип Форсберг (Г. Нюквист) 28:04 — Колтон Сиссонс (Э. Бовилье, Дж. Цукер) 58:07 — Кифер Шервуд (п.в.) |            | Судьи: Эрик Фурлатт Тревор Хэнсон Линейные судьи: Стив Бартон Кайл Флемингтон |
|                                                  |                               | |            | Судьи: Эрик Фурлатт Тревор Хэнсон Линейные судьи: Стив Бартон Кайл Флемингтон |
|                                                  |                               | |            | Судьи: Эрик Фурлатт Тревор Хэнсон Линейные судьи: Стив Бартон Кайл Флемингтон |
|                                                  |                               | |            | Судьи: Эрик Фурлатт Тревор Хэнсон Линейные судьи: Стив Бартон Кайл Флемингтон |
| 8 мин                                            | Штраф                         | 8 мин |            | Судьи: Эрик Фурлатт Тревор Хэнсон Линейные судьи: Стив Бартон Кайл Флемингтон |
|                                                  |                               | |            |                                                                               |
|                                                  | 18                            | Броски | 16         |                                                                               |

| 26 апреля 19:30 | Нэшвилл Предаторз | 1 : 2 (0:1, 0:1, 1:0) | Ванкувер Кэнакс | Бриджстоун-арена Зрителей: 17 474 |

| Отчёт                                          | Отчёт             | Отчёт | Отчёт        | Отчёт                                                                         |
| ---------------------------------------------- | ----------------- | --- | ------------ | ----------------------------------------------------------------------------- |
|                                                |                   | |              |                                                                               |
|                                                | Юусе Сарос        | Вратари                                                                                                   | Кейси Десмит | Судьи: Джон Макайзек Франсуа Сенлоран Линейные судьи: Марк Шевчик Трент Кнорр |
|                                                | Голы:             | |              | Судьи: Джон Макайзек Франсуа Сенлоран Линейные судьи: Марк Шевчик Трент Кнорр |
| Люк Эвангелиста — 56:48 (Дж. Цукер, А. Каррье) | 0 : 1 0 : 2 1 : 2 | 13:23 — Джей Ти Миллер (бол.) (К. Хьюз, Э. Петтерссон) 24:33 — Брок Бесер (бол.) (Дж. Ти Миллер, К. Хьюз) |              | Судьи: Джон Макайзек Франсуа Сенлоран Линейные судьи: Марк Шевчик Трент Кнорр |
|                                                |                   | |              | Судьи: Джон Макайзек Франсуа Сенлоран Линейные судьи: Марк Шевчик Трент Кнорр |
|                                                |                   | |              | Судьи: Джон Макайзек Франсуа Сенлоран Линейные судьи: Марк Шевчик Трент Кнорр |
|                                                |                   | |              | Судьи: Джон Макайзек Франсуа Сенлоран Линейные судьи: Марк Шевчик Трент Кнорр |
| 10 мин                                         | Штраф             | 14 мин |              | Судьи: Джон Макайзек Франсуа Сенлоран Линейные судьи: Марк Шевчик Трент Кнорр |
|                                                |                   | |              |                                                                               |
|                                                | 30                | Броски | 12           |                                                                               |

| 28 апреля 17:00 | Нэшвилл Предаторз | 3 : 4 (ОТ) (1:1, 1:0, 1:2, 0:1) | Ванкувер Кэнакс | Бриджстоун-арена Зрителей: 17 590 |

| Отчёт | Отчёт                                 | Отчёт | Отчёт       | Отчёт                                                                         |
| --- | ------------------------------------- | --- | ----------- | ----------------------------------------------------------------------------- |
| |                                       | |             |                                                                               |
| | Юусе Сарос                            | Вратари | Артур Шилов | Судьи: Крис Ли Фредерик Л’Экюйе Линейные судьи: Трэвис Гаврилец Давид Брисбуа |
| | Голы:                                 | |             | Судьи: Крис Ли Фредерик Л’Экюйе Линейные судьи: Трэвис Гаврилец Давид Брисбуа |
| Марк Джанковски — 05:34 (Ж. Лоузон, А. Каррье) Густав Нюквист — 25:21 (Р. О’Райли) Филип Форсберг — 40:12 (Р. Йоси, Р. Макдона) | 0 : 1 : 1 2 : 1 3 : 1 3 : 2 3 : 3 : 4 | 02:55 — Брок Бесер (Дж. Ти Миллер, К. Суси) 57:11 — Брок Бесер (Э. Линдхольм, Дж. Ти Миллер) 59:52 — Брок Бесер (Дж. Ти Миллер, Э. Петтерссон) 61:02 — Элиас Линдхольм (К. Гарленд, Д. Джошуа) |             | Судьи: Крис Ли Фредерик Л’Экюйе Линейные судьи: Трэвис Гаврилец Давид Брисбуа |
| |                                       | |             | Судьи: Крис Ли Фредерик Л’Экюйе Линейные судьи: Трэвис Гаврилец Давид Брисбуа |
| |                                       | |             | Судьи: Крис Ли Фредерик Л’Экюйе Линейные судьи: Трэвис Гаврилец Давид Брисбуа |
| |                                       | |             | Судьи: Крис Ли Фредерик Л’Экюйе Линейные судьи: Трэвис Гаврилец Давид Брисбуа |
| 6 мин | Штраф                                 | 6 мин |             | Судьи: Крис Ли Фредерик Л’Экюйе Линейные судьи: Трэвис Гаврилец Давид Брисбуа |
| |                                       | |             |                                                                               |
| | 30                                    | Броски | 20          |                                                                               |

| 30 апреля 22:00 | Ванкувер Кэнакс | 1 : 2 (0:0, 0:0, 1:2) | Нэшвилл Предаторз | Роджерс-арена Зрителей: 19 036 |

| Отчёт                            | Отчёт           | Отчёт                                                                                                | Отчёт      | Отчёт                                                                             |
| -------------------------------- | --------------- | --- | ---------- | --------------------------------------------------------------------------------- |
|                                  |                 | |            |                                                                                   |
|                                  | Артур Шилов     | Вратари                                                                                              | Юусе Сарос | Судьи: Франсис Шаррон Грэм Скиллитер Линейные судьи: Джеймс Тобиас Мэтт Макферсон |
|                                  | Голы:           | |            | Судьи: Франсис Шаррон Грэм Скиллитер Линейные судьи: Джеймс Тобиас Мэтт Макферсон |
| Никита Задоров — 43:11 (К. Хьюз) | 1 : 0 1 : 1 : 2 | 47:15 — Роман Йоси (бол.) (Ф. Форсберг, Т. Бэрри) 52:46 — Александр Каррье (Г. Нюквист, Ф. Форсберг) |            | Судьи: Франсис Шаррон Грэм Скиллитер Линейные судьи: Джеймс Тобиас Мэтт Макферсон |
|                                  |                 | |            | Судьи: Франсис Шаррон Грэм Скиллитер Линейные судьи: Джеймс Тобиас Мэтт Макферсон |
|                                  |                 | |            | Судьи: Франсис Шаррон Грэм Скиллитер Линейные судьи: Джеймс Тобиас Мэтт Макферсон |
|                                  |                 | |            | Судьи: Франсис Шаррон Грэм Скиллитер Линейные судьи: Джеймс Тобиас Мэтт Макферсон |
| 8 мин                            | Штраф           | 4 мин                                                                                                |            | Судьи: Франсис Шаррон Грэм Скиллитер Линейные судьи: Джеймс Тобиас Мэтт Макферсон |
|                                  |                 | |            |                                                                                   |
|                                  | 20              | Броски                                                                                               | 22         |                                                                                   |

| 3 мая 19:00 | Нэшвилл Предаторз | 0 : 1 (0:0, 0:0, 0:1) | Ванкувер Кэнакс | Бриджстоун-арена Зрителей: 17 682 |

| Отчёт | Отчёт      | Отчёт                                        | Отчёт       | Отчёт                                                                      |
| ----- | ---------- | -------------------------------------------- | ----------- | -------------------------------------------------------------------------- |
|       |            |                                              |             |                                                                            |
|       | Юусе Сарос | Вратари                                      | Артур Шилов | Судьи: Гарретт Рэнк Жан Эбер Линейные судьи: Райан Гиббонс Шандор Альфонсо |
|       | Голы:      |                                              |             | Судьи: Гарретт Рэнк Жан Эбер Линейные судьи: Райан Гиббонс Шандор Альфонсо |
|       | 0 : 1      | 58:21 — Пиус Зутер (Б. Бесер, Э. Петтерссон) |             | Судьи: Гарретт Рэнк Жан Эбер Линейные судьи: Райан Гиббонс Шандор Альфонсо |
|       |            |                                              |             | Судьи: Гарретт Рэнк Жан Эбер Линейные судьи: Райан Гиббонс Шандор Альфонсо |
|       |            |                                              |             | Судьи: Гарретт Рэнк Жан Эбер Линейные судьи: Райан Гиббонс Шандор Альфонсо |
|       |            |                                              |             | Судьи: Гарретт Рэнк Жан Эбер Линейные судьи: Райан Гиббонс Шандор Альфонсо |
| 2 мин | Штраф      | 8 мин                                        |             | Судьи: Гарретт Рэнк Жан Эбер Линейные судьи: Райан Гиббонс Шандор Альфонсо |
|       |            |                                              |             |                                                                            |
|       | 28         | Броски                                       | 29          |                                                                            |

#### «Эдмонтон Ойлерз» (Т2) — «Лос-Анджелес Кингз» (Т3)
Третья подряд и десятая встреча «Эдмонтона» и «Лос-Анджелеса» в плей-офф. Из предыдущих девяти «Ойлерз» выиграли семь, включая их последнюю встречу в первом раунде прошлогоднего розыгрыша Кубка Стэнли в шести матчах. Счёт в сезонной серии 2023/24 — 3-1 в пользу «Ойлерз».
«Ойлерз» выиграли серию со счётом 4-1. Самым результативным игроком серии стал капитан «Эдмонтон Ойлерз» Коннор Макдэвид, который в пяти матчах набрал 12 (1+11) очков.
| 22 апреля 22:00 | Эдмонтон Ойлерз | 7 : 4 (2:0, 2:2, 3:2) | Лос-Анджелес Кингз | Роджерс Плэйс Зрителей: 18 347 |

| Отчёт | Отчёт                                                             | Отчёт | Отчёт      | Отчёт                                                                              |
| --- | ----------------------------------------------------------------- | --- | ---------- | ---------------------------------------------------------------------------------- |
| |                                                                   | |            |                                                                                    |
| | Стюарт Скиннер                                                    | Вратари | Кэм Тэлбот | Судьи: Грэм Скиллитер Франсис Шаррон Линейные судьи: Шандор Альфонсо Райан Гиббонс |
| | Голы:                                                             | |            | Судьи: Грэм Скиллитер Франсис Шаррон Линейные судьи: Шандор Альфонсо Райан Гиббонс |
| Зак Хайман — 06:52 (К. Макдэвид, Э. Бушар) Адам Хенрик — 09:36 (З. Хайман, Э. Бушар) Зак Хайман — 24:50 (К. Макдэвид, А. Хенрик) Райан Нюджент-Хопкинс (бол.) — 28:24 (Л. Драйзайтль, К. Макдэвид) Леон Драйзайтль (бол.) — 41:08 (К. Макдэвид, Э. Бушар) Зак Хайман (бол.) — 46:17 (К. Макдэвид, Э. Бушар) Уоррен Фогеле (п.в.) — 59:34 | 1 : 0 2 : 0 3 : 0 4 : 0 4 : 1 4 : 2 5 : 2 6 : 2 6 : 3 6 : 4 7 : 4 | 30:56 — Мики Андерсон (Д. Даути, В. Арвидссон) 37:56 — Адриан Кемпе (К. Байфилд) 56:56 — Пьер-Люк Дюбуа (А. Кемпе) 58:49 — Тревор Мур (А. Лаферрье) |            | Судьи: Грэм Скиллитер Франсис Шаррон Линейные судьи: Шандор Альфонсо Райан Гиббонс |
| |                                                                   | |            | Судьи: Грэм Скиллитер Франсис Шаррон Линейные судьи: Шандор Альфонсо Райан Гиббонс |
| |                                                                   | |            | Судьи: Грэм Скиллитер Франсис Шаррон Линейные судьи: Шандор Альфонсо Райан Гиббонс |
| |                                                                   | |            | Судьи: Грэм Скиллитер Франсис Шаррон Линейные судьи: Шандор Альфонсо Райан Гиббонс |
| 4 мин | Штраф                                                             | 8 мин |            | Судьи: Грэм Скиллитер Франсис Шаррон Линейные судьи: Шандор Альфонсо Райан Гиббонс |
| |                                                                   | |            |                                                                                    |
| | 45                                                                | Броски | 37         |                                                                                    |

| 24 апреля 22:00 | Эдмонтон Ойлерз | 4 : 5 (ОТ) (1:3, 2:0, 1:1, 0:1) | Лос-Анджелес Кингз | Роджерс Плэйс Зрителей: 18 347 |

| Отчёт | Отчёт                                               | Отчёт | Отчёт      | Отчёт                                                                         |
| --- | --------------------------------------------------- | --- | ---------- | ----------------------------------------------------------------------------- |
| |                                                     | |            |                                                                               |
| | Стюарт Скиннер                                      | Вратари | Кэм Тэлбот | Судьи: Дэн О’Рурк Том Хмилевски Линейные судьи: Шандор Альфонсо Райан Гиббонс |
| | Голы:                                               | |            | Судьи: Дэн О’Рурк Том Хмилевски Линейные судьи: Шандор Альфонсо Райан Гиббонс |
| Бретт Кулак — 17:33 (Л. Драйзайтль, У. Фогеле) Дилан Холлоуэй — 27:51 (С. Кэррик, М. Янмарк) Зак Хайман (бол.) — 30:33 (Л. Драйзайтль, К. Макдэвид) Дилан Холлоуэй — 43:23 (М. Янмарк) | 0 : 1 0 : 2 1 : 2 1 : 3 2 : 3 3 : 3 3 : 4 : 4 4 : 5 | 03:19 — Адриан Кемпе (А. Копитар) 14:57 — Адриан Кемпе (А. Копитар) 38:02 — Дрю Даути (В. Арвидссон, Ф. Дано) 41:46 — Кевин Фиала (Дж. Спенс, К. Байфилд) 62:07 — Анже Копитар (К. Байфилд, М. Андерсон) |            | Судьи: Дэн О’Рурк Том Хмилевски Линейные судьи: Шандор Альфонсо Райан Гиббонс |
| |                                                     | |            | Судьи: Дэн О’Рурк Том Хмилевски Линейные судьи: Шандор Альфонсо Райан Гиббонс |
| |                                                     | |            | Судьи: Дэн О’Рурк Том Хмилевски Линейные судьи: Шандор Альфонсо Райан Гиббонс |
| |                                                     | |            | Судьи: Дэн О’Рурк Том Хмилевски Линейные судьи: Шандор Альфонсо Райан Гиббонс |
| 6 мин | Штраф                                               | 6 мин |            | Судьи: Дэн О’Рурк Том Хмилевски Линейные судьи: Шандор Альфонсо Райан Гиббонс |
| |                                                     | |            |                                                                               |
| | 31                                                  | Броски | 26         |                                                                               |

| 26 апреля 22:30 | Лос-Анджелес Кингз | 1 : 6 (0:3, 1:1, 0:2) | Эдмонтон Ойлерз | Crypto.com-арена Зрителей: 18 145 |

| Отчёт                                       | Отчёт                                     | Отчёт | Отчёт          | Отчёт                                                                       |
| ------------------------------------------- | ----------------------------------------- | --- | -------------- | --------------------------------------------------------------------------- |
|                                             |                                           | |                |                                                                             |
|                                             | Кэм Тэлбот                                | Вратари | Стюарт Скиннер | Судьи: Крис Руни Питер Макдагалл Линейные судьи: Брайан Пансич Джесси Марки |
|                                             | Голы:                                     | |                | Судьи: Крис Руни Питер Макдагалл Линейные судьи: Брайан Пансич Джесси Марки |
| Дрю Даути — 25:32 (К. Байфилд, М. Андерсон) | 0 : 1 0 : 2 0 : 3 1 : 3 1 : 4 1 : 5 1 : 6 | 06:42 — Зак Хайман (М. Экхольм) 15:36 — Леон Драйзайтль (Э. Кейн, Д. Нёрс) 18:34 — Коннор Макдэвид (бол.) (Э. Бушар, Л. Драйзайтль) 27:39 — Эвандер Кейн (К. Сиси, Р. Нюджент-Хопкинс) 46:37 — Зак Хайман (бол.) (К. Макдэвид, Р. Нюджент-Хопкинс) 52:38 — Леон Драйзайтль (бол.) (К. Макдэвид, Р. Нюджент-Хопкинс) |                | Судьи: Крис Руни Питер Макдагалл Линейные судьи: Брайан Пансич Джесси Марки |
|                                             |                                           | |                | Судьи: Крис Руни Питер Макдагалл Линейные судьи: Брайан Пансич Джесси Марки |
|                                             |                                           | |                | Судьи: Крис Руни Питер Макдагалл Линейные судьи: Брайан Пансич Джесси Марки |
|                                             |                                           | |                | Судьи: Крис Руни Питер Макдагалл Линейные судьи: Брайан Пансич Джесси Марки |
| 47 мин                                      | Штраф                                     | 45 мин |                | Судьи: Крис Руни Питер Макдагалл Линейные судьи: Брайан Пансич Джесси Марки |
|                                             |                                           | |                |                                                                             |
|                                             | 28                                        | Броски | 40             |                                                                             |

| 28 апреля 22:30 | Лос-Анджелес Кингз | 0 : 1 (0:0, 0:1, 0:0) | Эдмонтон Ойлерз | Crypto.com-арена Зрителей: 18 145 |

| Отчёт | Отчёт        | Отчёт                                                  | Отчёт          | Отчёт                                                                              |
| ----- | ------------ | ------------------------------------------------------ | -------------- | ---------------------------------------------------------------------------------- |
|       |              |                                                        |                |                                                                                    |
|       | Давид Риттих | Вратари                                                | Стюарт Скиннер | Судьи: Джон Макайзек Франсуа Сенлоран Линейные судьи: Мэтт Макферсон Джеймс Тобиас |
|       | Голы:        |                                                        |                | Судьи: Джон Макайзек Франсуа Сенлоран Линейные судьи: Мэтт Макферсон Джеймс Тобиас |
|       | 0 : 1        | 31:49 — Эван Бушар (бол.) (Л. Драйзайтль, К. Макдэвид) |                | Судьи: Джон Макайзек Франсуа Сенлоран Линейные судьи: Мэтт Макферсон Джеймс Тобиас |
|       |              |                                                        |                | Судьи: Джон Макайзек Франсуа Сенлоран Линейные судьи: Мэтт Макферсон Джеймс Тобиас |
|       |              |                                                        |                | Судьи: Джон Макайзек Франсуа Сенлоран Линейные судьи: Мэтт Макферсон Джеймс Тобиас |
|       |              |                                                        |                | Судьи: Джон Макайзек Франсуа Сенлоран Линейные судьи: Мэтт Макферсон Джеймс Тобиас |
| 2 мин | Штраф        | 2 мин                                                  |                | Судьи: Джон Макайзек Франсуа Сенлоран Линейные судьи: Мэтт Макферсон Джеймс Тобиас |
|       |              |                                                        |                |                                                                                    |
|       | 33           | Броски                                                 | 13             |                                                                                    |

| 1 мая 22:00 | Эдмонтон Ойлерз | 4 : 3 (1:1, 3:1, 0:1) | Лос-Анджелес Кингз | Роджерс Плэйс Зрителей: 18 347 |

| Отчёт | Отчёт                                 | Отчёт | Отчёт        | Отчёт                                                                        |
| --- | ------------------------------------- | --- | ------------ | ---------------------------------------------------------------------------- |
| |                                       | |              |                                                                              |
| | Стюарт Скиннер                        | Вратари | Давид Риттих | Судьи: Ти Джей Лаксмор Горд Дуайер Линейные судьи: Либор Суханек Скотт Черри |
| | Голы:                                 | |              | Судьи: Ти Джей Лаксмор Горд Дуайер Линейные судьи: Либор Суханек Скотт Черри |
| Эвандер Кейн — 10:17 (Б. Кулак, Р. Нюджент-Хопкинс) Леон Драйзайтль (бол.) — 27:44 (К. Макдэвид, Э. Бушар) Леон Драйзайтль — 32:21 (К. Макдэвид, Э. Бушар) Зак Хайман — 39:07 (Р. Нюджент-Хопкинс, Э. Бушар) | 1 : 0 1 : 1 : 2 : 2 3 : 2 4 : 2 4 : 3 | 19:32 — Алекс Лаферрье (В. Гавриков, М. Рой) 23:08 — Блейк Лизотт (В. Арвидссон, А. Энглунд) 57:42 — Адриан Кемпе (М. Рой, К. Фиала) |              | Судьи: Ти Джей Лаксмор Горд Дуайер Линейные судьи: Либор Суханек Скотт Черри |
| |                                       | |              | Судьи: Ти Джей Лаксмор Горд Дуайер Линейные судьи: Либор Суханек Скотт Черри |
| |                                       | |              | Судьи: Ти Джей Лаксмор Горд Дуайер Линейные судьи: Либор Суханек Скотт Черри |
| |                                       | |              | Судьи: Ти Джей Лаксмор Горд Дуайер Линейные судьи: Либор Суханек Скотт Черри |
| 4 мин | Штраф                                 | 12 мин |              | Судьи: Ти Джей Лаксмор Горд Дуайер Линейные судьи: Либор Суханек Скотт Черри |
| |                                       | |              |                                                                              |
| | 26                                    | Броски | 21           |                                                                              |

## Второй раунд
Начало матчей указано по Североамериканскому восточному времени (UTC-4).

### Восточная конференция

#### «Флорида Пантерз» (А1) — «Бостон Брюинз» (А2)
Это третья встреча этих двух клубов в плей-офф и вторая подряд. В прошлом году в первом раунде «Пантерз» одержали победу в семи матчах. В регулярном чемпионате 2023/24 «Брюинз» одержали все четыре победы.
«Пантерз» выиграли серию со счётом 4-2. Самым результативным игроком серии стал нападающий «Флориды Пантерз» Александр Барков, который в шести матчах набрал 8 (3+5) очков.
| 6 мая 20:00 | Флорида Пантерз | 1 : 5 (0:0, 1:3, 0:2) | Бостон Брюинз | Эмерант Банк-арена Зрителей: 19 275 |

| Отчёт                             | Отчёт                             | Отчёт | Отчёт           | Отчёт                                                                        |
| --------------------------------- | --------------------------------- | --- | --------------- | ---------------------------------------------------------------------------- |
|                                   |                                   | |                 |                                                                              |
|                                   | Сергей Бобровский                 | Вратари | Джереми Свэйман | Судьи: Крис Руни Грэм Скиллитер Линейные судьи: Мэтт Макферсон Джеймс Тобиас |
|                                   | Голы:                             | |                 | Судьи: Крис Руни Грэм Скиллитер Линейные судьи: Мэтт Макферсон Джеймс Тобиас |
| Мэттью Ткачук — 31:45 (А. Барков) | 1 : 0 1 : 1 : 2 1 : 3 1 : 4 1 : 5 | 32:52 — Морган Гики (П. Заха, Д. Пастрняк) 36:17 — Мейсон Лорей (П. Уозерспун, П. Заха) 39:39 — Брэндон Карло (Ч. Койл, Т. Фредерик) 47:13 — Джастин Бразо (Дж. Ван Римсдайк, М. Лорей) 56:38 — Джейк Дебраск (п.в.) (Б. Маршан) |                 | Судьи: Крис Руни Грэм Скиллитер Линейные судьи: Мэтт Макферсон Джеймс Тобиас |
|                                   |                                   | |                 | Судьи: Крис Руни Грэм Скиллитер Линейные судьи: Мэтт Макферсон Джеймс Тобиас |
|                                   |                                   | |                 | Судьи: Крис Руни Грэм Скиллитер Линейные судьи: Мэтт Макферсон Джеймс Тобиас |
|                                   |                                   | |                 | Судьи: Крис Руни Грэм Скиллитер Линейные судьи: Мэтт Макферсон Джеймс Тобиас |
| 24 мин                            | Штраф                             | 18 мин |                 | Судьи: Крис Руни Грэм Скиллитер Линейные судьи: Мэтт Макферсон Джеймс Тобиас |
|                                   |                                   | |                 |                                                                              |
|                                   | 39                                | Броски | 29              |                                                                              |

| 8 мая 19:30 | Флорида Пантерз | 6 : 1 (0:1, 3:0, 3:0) | Бостон Брюинз | Эмерант Банк-арена Зрителей: 19 789 |

| Отчёт | Отчёт                                   | Отчёт                                   | Отчёт                                                      | Отчёт                                                                  |
| --- | --------------------------------------- | --------------------------------------- | ---------------------------------------------------------- | ---------------------------------------------------------------------- |
| |                                         |                                         |                                                            |                                                                        |
| | Сергей Бобровский                       | Вратари                                 | Джереми Свэйман — 00:00-41:28 Линус Улльмарк — 41:29-60:00 | Судьи: Жан Эбер Гарретт Рэнк Линейные судьи: Скотт Черри Райан Гиббонс |
| | Голы:                                   |                                         |                                                            | Судьи: Жан Эбер Гарретт Рэнк Линейные судьи: Скотт Черри Райан Гиббонс |
| Стивен Лоренц — 21:56 (Б. Монтур) Александр Барков — 29:49 (С. Райнхарт, А. Экблад) Густав Форслинг — 39:58 (А. Лунделль, Б. Монтур) Ээту Луостаринен — 41:28 (А. Барков, С. Райнхарт) Александр Барков (бол.) — 50:52 (С. Райнхарт) Брэндон Монтур (мен.) — 51:58 (А. Барков, С. Райнхарт) | 0 : 1 : 1 2 : 1 3 : 1 4 : 1 5 : 1 6 : 1 | 12:12 — Чарли Койл (П. Заха, Б. Маршан) |                                                            | Судьи: Жан Эбер Гарретт Рэнк Линейные судьи: Скотт Черри Райан Гиббонс |
| |                                         |                                         |                                                            | Судьи: Жан Эбер Гарретт Рэнк Линейные судьи: Скотт Черри Райан Гиббонс |
| |                                         |                                         |                                                            | Судьи: Жан Эбер Гарретт Рэнк Линейные судьи: Скотт Черри Райан Гиббонс |
| |                                         |                                         |                                                            | Судьи: Жан Эбер Гарретт Рэнк Линейные судьи: Скотт Черри Райан Гиббонс |
| 71 мин | Штраф                                   | 87 мин                                  |                                                            | Судьи: Жан Эбер Гарретт Рэнк Линейные судьи: Скотт Черри Райан Гиббонс |
| |                                         |                                         |                                                            |                                                                        |
| | 33                                      | Броски                                  | 15                                                         |                                                                        |

| 10 мая 19:30 | Бостон Брюинз | 2 : 6 (0:1, 0:2, 2:3) | Флорида Пантерз | ТД-гарден Зрителей: 17 850 |

| Отчёт                                                                                     | Отчёт                                           | Отчёт | Отчёт             | Отчёт                                                                            |
| ----------------------------------------------------------------------------------------- | ----------------------------------------------- | --- | ----------------- | -------------------------------------------------------------------------------- |
|                                                                                           |                                                 | |                   |                                                                                  |
|                                                                                           | Джереми Свэйман                                 | Вратари | Сергей Бобровский | Судьи: Дэн О’Рурк Франсуа Сенлоран Линейные судьи: Шандор Альфонсо Джонни Мюррей |
|                                                                                           | Голы:                                           | |                   | Судьи: Дэн О’Рурк Франсуа Сенлоран Линейные судьи: Шандор Альфонсо Джонни Мюррей |
| Якуб Лауко — 45:01 (Дж. Дебраск, Дж. Бичер) Джейк Дебраск — 48:31 (М. Лорей, Д. Пастрняк) | 0 : 1 0 : 2 0 : 3 0 : 4 1 : 4 2 : 4 2 : 5 2 : 6 | 08:04 — Эван Родригес (Г. Форслинг) 36:14 — Владимир Тарасенко (бол.) (С. Беннетт, О. Экман-Ларссон) 37:14 — Картер Верхеги (бол.) (М. Ткачук, А. Барков) 43:09 — Брэндон Монтур (бол.) (М. Ткачук, А. Барков) 58:36 — Сэм Райнхарт (п.в.) (М. Ткачук, Б. Монтур) 59:09 — Эван Родригес (бол.) (О. Экман-Ларссон, Э. Луостаринен) |                   | Судьи: Дэн О’Рурк Франсуа Сенлоран Линейные судьи: Шандор Альфонсо Джонни Мюррей |
|                                                                                           |                                                 | |                   | Судьи: Дэн О’Рурк Франсуа Сенлоран Линейные судьи: Шандор Альфонсо Джонни Мюррей |
|                                                                                           |                                                 | |                   | Судьи: Дэн О’Рурк Франсуа Сенлоран Линейные судьи: Шандор Альфонсо Джонни Мюррей |
|                                                                                           |                                                 | |                   | Судьи: Дэн О’Рурк Франсуа Сенлоран Линейные судьи: Шандор Альфонсо Джонни Мюррей |
| 12 мин                                                                                    | Штраф                                           | 4 мин |                   | Судьи: Дэн О’Рурк Франсуа Сенлоран Линейные судьи: Шандор Альфонсо Джонни Мюррей |
|                                                                                           |                                                 | |                   |                                                                                  |
|                                                                                           | 17                                              | Броски | 33                |                                                                                  |

| 12 мая 18:30 | Бостон Брюинз | 2 : 3 (2:0, 0:1, 0:2) | Флорида Пантерз | ТД-гарден Зрителей: 17 850 |

| Отчёт                                                                               | Отчёт                       | Отчёт | Отчёт             | Отчёт                                                                         |
| ----------------------------------------------------------------------------------- | --------------------------- | --- | ----------------- | ----------------------------------------------------------------------------- |
|                                                                                     |                             | |                   |                                                                               |
|                                                                                     | Джереми Свэйман             | Вратари | Сергей Бобровский | Судьи: Фредерик Л’Экюйе Франсис Шаррон Линейные судьи: Райан Дейзи Девин Берг |
|                                                                                     | Голы:                       | |                   | Судьи: Фредерик Л’Экюйе Франсис Шаррон Линейные судьи: Райан Дейзи Девин Берг |
| Давид Пастрняк (бол.) — 08:53 (Дж. Дебраск, Дж. Ван Римсдайк) Брэндон Карло — 15:12 | 1 : 0 2 : 0 2 : 1 2 : 2 : 3 | 34:48 — Антон Лунделль (Э. Родригес, А. Экблад) 43:41 — Сэм Беннетт (бол.) (А. Лунделль, Э. Родригес) 47:31 — Александр Барков (К. Окпосо, В. Тарасенко) |                   | Судьи: Фредерик Л’Экюйе Франсис Шаррон Линейные судьи: Райан Дейзи Девин Берг |
|                                                                                     |                             | |                   | Судьи: Фредерик Л’Экюйе Франсис Шаррон Линейные судьи: Райан Дейзи Девин Берг |
|                                                                                     |                             | |                   | Судьи: Фредерик Л’Экюйе Франсис Шаррон Линейные судьи: Райан Дейзи Девин Берг |
|                                                                                     |                             | |                   | Судьи: Фредерик Л’Экюйе Франсис Шаррон Линейные судьи: Райан Дейзи Девин Берг |
| 12 мин                                                                              | Штраф                       | 8 мин |                   | Судьи: Фредерик Л’Экюйе Франсис Шаррон Линейные судьи: Райан Дейзи Девин Берг |
|                                                                                     |                             | |                   |                                                                               |
|                                                                                     | 18                          | Броски | 41                |                                                                               |

| 14 мая 19:00 | Флорида Пантерз | 1 : 2 (0:1, 1:1, 0:0) | Бостон Брюинз | Эмерант Банк-арена Зрителей: 20 004 |

| Отчёт                | Отчёт             | Отчёт                                                                                      | Отчёт           | Отчёт                                                                  |
| -------------------- | ----------------- | ------------------------------------------------------------------------------------------ | --------------- | ---------------------------------------------------------------------- |
|                      |                   |                                                                                            |                 |                                                                        |
|                      | Сергей Бобровский | Вратари                                                                                    | Джереми Свэйман | Судьи: Кайл Реман Стив Козари Линейные судьи: Стив Бартон Джесси Марки |
|                      | Голы:             |                                                                                            |                 | Судьи: Кайл Реман Стив Козари Линейные судьи: Стив Бартон Джесси Марки |
| Сэм Райнхарт — 26:23 | 0 : 1 : 1 1 : 2   | 04:49 — Морган Гики (Дж. Дебраск, Ч. Макэвой) 30:25 — Чарли Макэвой (Ч. Койл, Т. Фредерик) |                 | Судьи: Кайл Реман Стив Козари Линейные судьи: Стив Бартон Джесси Марки |
|                      |                   |                                                                                            |                 | Судьи: Кайл Реман Стив Козари Линейные судьи: Стив Бартон Джесси Марки |
|                      |                   |                                                                                            |                 | Судьи: Кайл Реман Стив Козари Линейные судьи: Стив Бартон Джесси Марки |
|                      |                   |                                                                                            |                 | Судьи: Кайл Реман Стив Козари Линейные судьи: Стив Бартон Джесси Марки |
| 8 мин                | Штраф             | 10 мин                                                                                     |                 | Судьи: Кайл Реман Стив Козари Линейные судьи: Стив Бартон Джесси Марки |
|                      |                   |                                                                                            |                 |                                                                        |
|                      | 29                | Броски                                                                                     | 28              |                                                                        |

| 17 мая 19:00 | Бостон Брюинз | 1 : 2 (1:0, 0:1, 0:1) | Флорида Пантерз | ТД-гарден Зрителей: 17 850 |

| Отчёт                                          | Отчёт           | Отчёт                                                                                | Отчёт             | Отчёт                                                                         |
| ---------------------------------------------- | --------------- | ------------------------------------------------------------------------------------ | ----------------- | ----------------------------------------------------------------------------- |
|                                                |                 |                                                                                      |                   |                                                                               |
|                                                | Джереми Свэйман | Вратари                                                                              | Сергей Бобровский | Судьи: Эрик Фурлатт Келли Сазерленд Линейные судьи: Скотт Черри Райан Гиббонс |
|                                                | Голы:           |                                                                                      |                   | Судьи: Эрик Фурлатт Келли Сазерленд Линейные судьи: Скотт Черри Райан Гиббонс |
| Павел Заха — 19:07 (Дж. Дебраск, П. Уозерспун) | 1 : 0 1 : 1 : 2 | 32:44 — Антон Лунделль (К. Верхеги) 58:27 — Густав Форслинг (А. Лунделль, М. Ткачук) |                   | Судьи: Эрик Фурлатт Келли Сазерленд Линейные судьи: Скотт Черри Райан Гиббонс |
|                                                |                 |                                                                                      |                   | Судьи: Эрик Фурлатт Келли Сазерленд Линейные судьи: Скотт Черри Райан Гиббонс |
|                                                |                 |                                                                                      |                   | Судьи: Эрик Фурлатт Келли Сазерленд Линейные судьи: Скотт Черри Райан Гиббонс |
|                                                |                 |                                                                                      |                   | Судьи: Эрик Фурлатт Келли Сазерленд Линейные судьи: Скотт Черри Райан Гиббонс |
| 8 мин                                          | Штраф           | 6 мин                                                                                |                   | Судьи: Эрик Фурлатт Келли Сазерленд Линейные судьи: Скотт Черри Райан Гиббонс |
|                                                |                 |                                                                                      |                   |                                                                               |
|                                                | 23              | Броски                                                                               | 28                |                                                                               |

#### «Нью-Йорк Рейнджерс» (С1) — «Каролина Харрикейнз» (С2)
Третья встреча этих двух клубов в плей-офф. В предыдущих двух встречах команды одержали по победе, последний раз они встречались между собой во втором раунде плей-офф 2022 года, где победу в семи матчах одержали «Нью-Йорк Рейнджерс». В регулярном чемпионате 2023/24, команды провели между собой три матча и в двух из них победу одержали «Рейнджерс».
«Рейнджерс» выиграли серию со счётом 4-2. Самыми результативными игроками серии стали нападающие «Нью-Йорк Рейнджерс» Винсент Трочек и Артемий Панарин, а также нападающий «Каролины Харрикейнз» Себастьян Ахо, которые в шести матчах набрали по 8 очков.
| 5 мая 16:00 | Нью-Йорк Рейнджерс | 4 : 3 (3:1, 0:0, 1:2) | Каролина Харрикейнз | Мэдисон-сквер-гарден Зрителей: 18 006 |

| Отчёт | Отчёт                                     | Отчёт | Отчёт             | Отчёт                                                                |
| --- | ----------------------------------------- | --- | ----------------- | -------------------------------------------------------------------- |
| |                                           | |                   |                                                                      |
| | Игорь Шестёркин                           | Вратари | Фредерик Андерсен | Судьи: Стив Козари Кайл Реман Линейные судьи: Райан Дейзи Девин Берг |
| | Голы:                                     | |                   | Судьи: Стив Козари Кайл Реман Линейные судьи: Райан Дейзи Девин Берг |
| Мика Зибанежад — 02:46 (Дж. Рословик, А. Фокс) Мика Зибанежад (бол.) — 10:05 (К. Крайдер, В. Трочек) Винсент Трочек (бол.) — 16:28 (М. Зибанежад, К. Крайдер) Артемий Панарин — 48:21 (А. Лафреньер) | 1 : 0 1 : 1 2 : 1 3 : 1 3 : 2 4 : 2 4 : 3 | 03:48 — Джейккоб Слэвин (С. Ахо, Дж. Генцел) 42:48 — Мартин Нечас (Дж. Мартинук, Д. Орлов) 58:13 — Сет Джарвис (С. Ахо, Б. Бёрнс) |                   | Судьи: Стив Козари Кайл Реман Линейные судьи: Райан Дейзи Девин Берг |
| |                                           | |                   | Судьи: Стив Козари Кайл Реман Линейные судьи: Райан Дейзи Девин Берг |
| |                                           | |                   | Судьи: Стив Козари Кайл Реман Линейные судьи: Райан Дейзи Девин Берг |
| |                                           | |                   | Судьи: Стив Козари Кайл Реман Линейные судьи: Райан Дейзи Девин Берг |
| 12 мин | Штраф                                     | 8 мин |                   | Судьи: Стив Козари Кайл Реман Линейные судьи: Райан Дейзи Девин Берг |
| |                                           | |                   |                                                                      |
| | 23                                        | Броски | 25                |                                                                      |

| 7 мая 19:00 | Нью-Йорк Рейнджерс | 4 : 3 (2ОТ) (1:2, 1:1, 1:0, 0:0, 1:0) | Каролина Харрикейнз | Мэдисон-сквер-гарден Зрителей: 18 006 |

| Отчёт | Отчёт                               | Отчёт | Отчёт             | Отчёт                                                                             |
| --- | ----------------------------------- | --- | ----------------- | --------------------------------------------------------------------------------- |
| |                                     | |                   |                                                                                   |
| | Игорь Шестёркин                     | Вратари | Фредерик Андерсен | Судьи: Эрик Фурлатт Келли Сазерленд Линейные судьи: Джонни Мюррей Шандор Альфонсо |
| | Голы:                               | |                   | Судьи: Эрик Фурлатт Келли Сазерленд Линейные судьи: Джонни Мюррей Шандор Альфонсо |
| Алекси Лафреньер — 10:53 (К. Миллер, А. Веннберг) Алекси Лафреньер — 27:32 (А. Фокс, А. Панарин) Крис Крайдер (бол.) — 46:07 (В. Трочек, А. Панарин) Винсент Трочек (бол.) — 87:24 (М. Зибанежад, А. Панарин) | 1 : 0 1 : 1 : 2 : 2 2 : 3 : 3 4 : 3 | 15:07 — Джейк Генцел (С. Ахо, А. Свечников) 19:54 — Дмитрий Орлов (Б. Шей, С. Ахо) 38:18 — Джейк Генцел (С. Ахо, Т. Деанжело) |                   | Судьи: Эрик Фурлатт Келли Сазерленд Линейные судьи: Джонни Мюррей Шандор Альфонсо |
| |                                     | |                   | Судьи: Эрик Фурлатт Келли Сазерленд Линейные судьи: Джонни Мюррей Шандор Альфонсо |
| |                                     | |                   | Судьи: Эрик Фурлатт Келли Сазерленд Линейные судьи: Джонни Мюррей Шандор Альфонсо |
| |                                     | |                   | Судьи: Эрик Фурлатт Келли Сазерленд Линейные судьи: Джонни Мюррей Шандор Альфонсо |
| 12 мин | Штраф                               | 16 мин |                   | Судьи: Эрик Фурлатт Келли Сазерленд Линейные судьи: Джонни Мюррей Шандор Альфонсо |
| |                                     | |                   |                                                                                   |
| | 39                                  | Броски | 57                |                                                                                   |

| 9 мая 19:00 | Каролина Харрикейнз | 2 : 3 (ОТ) (1:0, 0:1, 1:1, 0:1) | Нью-Йорк Рейнджерс | Пи-эн-си-арена Зрителей: 18 959 |

| Отчёт                                                                                   | Отчёт                     | Отчёт | Отчёт           | Отчёт                                                                        |
| --------------------------------------------------------------------------------------- | ------------------------- | --- | --------------- | ---------------------------------------------------------------------------- |
|                                                                                         |                           | |                 |                                                                              |
|                                                                                         | Пётр Кочетков             | Вратари | Игорь Шестёркин | Судьи: Грэм Скиллитер Крис Руни Линейные судьи: Джеймс Тобиас Мэтт Макферсон |
|                                                                                         | Голы:                     | |                 | Судьи: Грэм Скиллитер Крис Руни Линейные судьи: Джеймс Тобиас Мэтт Макферсон |
| Джейк Генцел — 10:14 (Д. Орлов, А. Свечников) Андрей Свечников — 58:24 (С. Ахо, Б. Шей) | 1 : 0 1 : 1 : 2 : 2 2 : 3 | 28:30 — Крис Крайдер (мен.) (М. Зибанежад) 46:25 — Алекси Лафреньер (А. Панарин, В. Трочек) 61:43 — Артемий Панарин (В. Трочек, А. Лафреньер) |                 | Судьи: Грэм Скиллитер Крис Руни Линейные судьи: Джеймс Тобиас Мэтт Макферсон |
|                                                                                         |                           | |                 | Судьи: Грэм Скиллитер Крис Руни Линейные судьи: Джеймс Тобиас Мэтт Макферсон |
|                                                                                         |                           | |                 | Судьи: Грэм Скиллитер Крис Руни Линейные судьи: Джеймс Тобиас Мэтт Макферсон |
|                                                                                         |                           | |                 | Судьи: Грэм Скиллитер Крис Руни Линейные судьи: Джеймс Тобиас Мэтт Макферсон |
| 14 мин                                                                                  | Штраф                     | 16 мин |                 | Судьи: Грэм Скиллитер Крис Руни Линейные судьи: Джеймс Тобиас Мэтт Макферсон |
|                                                                                         |                           | |                 |                                                                              |
|                                                                                         | 47                        | Броски | 25              |                                                                              |

| 11 мая 19:00 | Каролина Харрикейнз | 4 : 3 (3:1, 0:1, 1:1) | Нью-Йорк Рейнджерс | Пи-эн-си-арена Зрителей: 19 074 |

| Отчёт | Отчёт                                     | Отчёт | Отчёт           | Отчёт                                                                 |
| --- | ----------------------------------------- | --- | --------------- | --------------------------------------------------------------------- |
| |                                           | |                 |                                                                       |
| | Фредерик Андерсен                         | Вратари | Игорь Шестёркин | Судьи: Жан Эбер Гарретт Рэнк Линейные судьи: Стив Бартон Джесси Марки |
| | Голы:                                     | |                 | Судьи: Жан Эбер Гарретт Рэнк Линейные судьи: Стив Бартон Джесси Марки |
| Евгений Кузнецов — 01:51 Стефан Ноусен — 06:33 (Т. Терявяйнен, Э. Деанжело) Себастьян Ахо — 15:29 (Дж. Генцел, Б. Бёрнс) Брэди Шей (бол.) — 56:49 (Т. Терявяйнен, А. Свечников) | 1 : 0 2 : 0 2 : 1 3 : 1 3 : 2 3 : 3 4 : 3 | 08:06 — Уилл Кайлле (К. Какко, Э. Густафссон) 32:43 — Баркли Гудроу (Б. Шнайдер, Дж. Веси) 42:04 — Алекси Лафреньер (М. Зибанежад, Дж. Труба) |                 | Судьи: Жан Эбер Гарретт Рэнк Линейные судьи: Стив Бартон Джесси Марки |
| |                                           | |                 | Судьи: Жан Эбер Гарретт Рэнк Линейные судьи: Стив Бартон Джесси Марки |
| |                                           | |                 | Судьи: Жан Эбер Гарретт Рэнк Линейные судьи: Стив Бартон Джесси Марки |
| |                                           | |                 | Судьи: Жан Эбер Гарретт Рэнк Линейные судьи: Стив Бартон Джесси Марки |
| 4 мин | Штраф                                     | 6 мин |                 | Судьи: Жан Эбер Гарретт Рэнк Линейные судьи: Стив Бартон Джесси Марки |
| |                                           | |                 |                                                                       |
| | 31                                        | Броски | 25              |                                                                       |

| 13 мая 19:00 | Нью-Йорк Рейнджерс | 1 : 4 (0:0, 1:0, 0:4) | Каролина Харрикейнз | Мэдисон-сквер-гарден Зрителей: 18 006 |

| Отчёт                        | Отчёт                       | Отчёт | Отчёт             | Отчёт                                                                            |
| ---------------------------- | --------------------------- | --- | ----------------- | -------------------------------------------------------------------------------- |
|                              |                             | |                   |                                                                                  |
|                              | Игорь Шестёркин             | Вратари | Фредерик Андерсен | Судьи: Дэн О’Рурк Франсуа Сенлоран Линейные судьи: Кил Марчисон Брэндон Гаврилец |
|                              | Голы:                       | |                   | Судьи: Дэн О’Рурк Франсуа Сенлоран Линейные судьи: Кил Марчисон Брэндон Гаврилец |
| Джейкоб Труба (мен.) — 26:23 | 1 : 0 1 : 1 : 2 1 : 3 1 : 4 | 43:33 — Джордан Стаал (Д. Орлов) 46:39 — Евгений Кузнецов (Б. Шей, Й. Котканиеми) 49:56 — Джордан Мартинук (Дж. Друри, М. Нечас) 56:29 — Мартин Нечас (п.в.) (Дж. Чатфилд, Дж. Друри) |                   | Судьи: Дэн О’Рурк Франсуа Сенлоран Линейные судьи: Кил Марчисон Брэндон Гаврилец |
|                              |                             | |                   | Судьи: Дэн О’Рурк Франсуа Сенлоран Линейные судьи: Кил Марчисон Брэндон Гаврилец |
|                              |                             | |                   | Судьи: Дэн О’Рурк Франсуа Сенлоран Линейные судьи: Кил Марчисон Брэндон Гаврилец |
|                              |                             | |                   | Судьи: Дэн О’Рурк Франсуа Сенлоран Линейные судьи: Кил Марчисон Брэндон Гаврилец |
| 6 мин                        | Штраф                       | 6 мин |                   | Судьи: Дэн О’Рурк Франсуа Сенлоран Линейные судьи: Кил Марчисон Брэндон Гаврилец |
|                              |                             | |                   |                                                                                  |
|                              | 21                          | Броски | 28                |                                                                                  |

| 16 мая 19:00 | Каролина Харрикейнз | 3 : 5 (1:0, 2:1, 0:4) | Нью-Йорк Рейнджерс | Пи-эн-си-арена Зрителей: 19 124 |

| Отчёт | Отчёт                                         | Отчёт | Отчёт           | Отчёт                                                                    |
| --- | --------------------------------------------- | --- | --------------- | ------------------------------------------------------------------------ |
| |                                               | |                 |                                                                          |
| | Фредерик Андерсен                             | Вратари | Игорь Шестёркин | Судьи: Франсис Шаррон Стив Козари Линейные судьи: Девин Берг Райан Дейзи |
| | Голы:                                         | |                 | Судьи: Франсис Шаррон Стив Козари Линейные судьи: Девин Берг Райан Дейзи |
| Мартин Нечас — 18:38 (Дж. Мартинук, Д. Орлов) Сет Джарвис (бол.) — 24:38 (С. Ахо, А. Свечников) Себастьян Ахо — 29:23 (А. Свечников, Дж. Слэвин) | 1 : 0 2 : 0 2 : 1 3 : 1 3 : 2 3 : 3 : 4 3 : 5 | 25:29 — Винсент Трочек (А. Панарин) 46:43 — Крис Крайдер (М. Зибанежад, Дж. Рословик) 51:54 — Крис Крайдер (бол.) (А. Панарин, В. Трочек) 55:41 — Крис Крайдер (Р. Линдгрен, Дж. Рословик) 59:11 — Баркли Гудроу (п.в.) (К. Миллер) |                 | Судьи: Франсис Шаррон Стив Козари Линейные судьи: Девин Берг Райан Дейзи |
| |                                               | |                 | Судьи: Франсис Шаррон Стив Козари Линейные судьи: Девин Берг Райан Дейзи |
| |                                               | |                 | Судьи: Франсис Шаррон Стив Козари Линейные судьи: Девин Берг Райан Дейзи |
| |                                               | |                 | Судьи: Франсис Шаррон Стив Козари Линейные судьи: Девин Берг Райан Дейзи |
| 4 мин | Штраф                                         | 2 мин |                 | Судьи: Франсис Шаррон Стив Козари Линейные судьи: Девин Берг Райан Дейзи |
| |                                               | |                 |                                                                          |
| | 36                                            | Броски | 24              |                                                                          |

### Западная конференция

#### «Даллас Старз» (Ц1) — «Колорадо Эвеланш» (Ц3)
Шестая встреча этих двух клубов в плей-офф. В предыдущих пяти встречах «Старз» одержали три победы, последний раз они встречались между собой во втором раунде плей-офф 2020 года, где победу в семи матчах одержали «Даллас Старз». В регулярном чемпионате 2023/24, команды провели между собой четыре матча и в трёх из них победу одержали «Эвеланш».
«Старз» выиграли серию со счётом 4-2. Самым результативным игроком серии стал защитник «Даллас Старз» Миро Хейсканен, который в шести матчах набрал 8 (4+4) очков.
| 7 мая 21:30 | Даллас Старз | 3 : 4 (ОТ) (3:0, 0:2, 0:1, 0:1) | Колорадо Эвеланш | Американ Эйрлайнс-центр Зрителей: 18 532 |

| Отчёт | Отчёт                                   | Отчёт | Отчёт              | Отчёт                                                                       |
| --- | --------------------------------------- | --- | ------------------ | --------------------------------------------------------------------------- |
| |                                         | |                    |                                                                             |
| | Джейк Оттинджер                         | Вратари | Александр Георгиев | Судьи: Франсуа Сенлоран Дэн О’Рурк Линейные судьи: Стив Бартон Джесси Марки |
| | Голы:                                   | |                    | Судьи: Франсуа Сенлоран Дэн О’Рурк Линейные судьи: Стив Бартон Джесси Марки |
| Райан Сутер — 07:26 (М. Дюшен) Уайатт Джонстон — 10:55 (Дж. Павелски, Дж. Бенн) Джейми Бенн (бол.) — 16:56 (Дж. Робертсон, М. Хейсканен) | 1 : 0 2 : 0 3 : 0 3 : 1 3 : 2 3 : 3 : 4 | 25:31 — Валерий Ничушкин (бол.) (К. Макар, Н. Маккиннон) 29:08 — Кейл Макар (бол.) (В. Ничушкин, М. Рантанен) 40:39 — Натан Маккиннон (М. Рантанен, К. Макар) 71:03 — Майлз Вуд (Э. Коглиано, С. Жирар) |                    | Судьи: Франсуа Сенлоран Дэн О’Рурк Линейные судьи: Стив Бартон Джесси Марки |
| |                                         | |                    | Судьи: Франсуа Сенлоран Дэн О’Рурк Линейные судьи: Стив Бартон Джесси Марки |
| |                                         | |                    | Судьи: Франсуа Сенлоран Дэн О’Рурк Линейные судьи: Стив Бартон Джесси Марки |
| |                                         | |                    | Судьи: Франсуа Сенлоран Дэн О’Рурк Линейные судьи: Стив Бартон Джесси Марки |
| 6 мин | Штраф                                   | 10 мин |                    | Судьи: Франсуа Сенлоран Дэн О’Рурк Линейные судьи: Стив Бартон Джесси Марки |
| |                                         | |                    |                                                                             |
| | 22                                      | Броски | 26                 |                                                                             |

| 9 мая 21:30 | Даллас Старз | 5 : 3 (1:0, 3:0, 1:3) | Колорадо Эвеланш | Американ Эйрлайнс-центр Зрителей: 18 532 |

| Отчёт | Отчёт                                           | Отчёт | Отчёт              | Отчёт                                                                         |
| --- | ----------------------------------------------- | --- | ------------------ | ----------------------------------------------------------------------------- |
| |                                                 | |                    |                                                                               |
| | Джейк Оттинджер                                 | Вратари | Александр Георгиев | Судьи: Франсис Шаррон Фредерик Л’Экюйе Линейные судьи: Райан Дейзи Девин Берг |
| | Голы:                                           | |                    | Судьи: Франсис Шаррон Фредерик Л’Экюйе Линейные судьи: Райан Дейзи Девин Берг |
| Миро Хейсканен (бол.) — 14:46 (Р. Хинц, Дж. Робертсон) Роопе Хинц — 21:57 (Н. Лундквист, М. Марчмент) Миро Хейсканен (бол.) — 35:54 (Дж. Бенн, Р. Хинц) Тайлер Сегин (мен.) — 38:06 (Т. Харли) Эса Линделль (п.в.) — 59:39 (Р. Хинц, К. Танев) | 1 : 0 2 : 0 3 : 0 4 : 0 4 : 1 4 : 2 4 : 3 5 : 3 | 44:06 — Йоэль Кивиранта (Дж. Мэнсон, Р. Колтон) 48:00 — Брэндон Дюхэйм (Э. Коглиано) 56:16 — Валерий Ничушкин (А. Лехконен, К. Миттельштадт) |                    | Судьи: Франсис Шаррон Фредерик Л’Экюйе Линейные судьи: Райан Дейзи Девин Берг |
| |                                                 | |                    | Судьи: Франсис Шаррон Фредерик Л’Экюйе Линейные судьи: Райан Дейзи Девин Берг |
| |                                                 | |                    | Судьи: Франсис Шаррон Фредерик Л’Экюйе Линейные судьи: Райан Дейзи Девин Берг |
| |                                                 | |                    | Судьи: Франсис Шаррон Фредерик Л’Экюйе Линейные судьи: Райан Дейзи Девин Берг |
| 8 мин | Штраф                                           | 12 мин |                    | Судьи: Франсис Шаррон Фредерик Л’Экюйе Линейные судьи: Райан Дейзи Девин Берг |
| |                                                 | |                    |                                                                               |
| | 31                                              | Броски | 31                 |                                                                               |

| 11 мая 22:00 | Колорадо Эвеланш | 1 : 4 (0:1, 1:1, 0:2) | Даллас Старз | Болл-арена Зрителей: 18 131 |

| Отчёт                                           | Отчёт                       | Отчёт | Отчёт           | Отчёт                                                                      |
| ----------------------------------------------- | --------------------------- | --- | --------------- | -------------------------------------------------------------------------- |
|                                                 |                             | |                 |                                                                            |
|                                                 | Александр Георгиев          | Вратари | Джейк Оттинджер | Судьи: Стив Козари Кайл Реман Линейные судьи: Мэтт Макферсон Джеймс Тобиас |
|                                                 | Голы:                       | |                 | Судьи: Стив Козари Кайл Реман Линейные судьи: Мэтт Макферсон Джеймс Тобиас |
| Микко Рантанен — 30:24 (Н. Маккиннон, Д. Тэйвз) | 0 : 1 : 1 1 : 2 1 : 3 1 : 4 | 18:39 — Логан Стэнковен (М. Хейсканен) 35:13 — Тайлер Сегин (Е. Дадонов, С. Стил) 58:23 — Тайлер Сегин (п.в.) (М. Дюшен, Дж. Бенн) 59:32 — Логан Стэнковен (п.в.) (Дж. Робертсон, Р. Хинц) |                 | Судьи: Стив Козари Кайл Реман Линейные судьи: Мэтт Макферсон Джеймс Тобиас |
|                                                 |                             | |                 | Судьи: Стив Козари Кайл Реман Линейные судьи: Мэтт Макферсон Джеймс Тобиас |
|                                                 |                             | |                 | Судьи: Стив Козари Кайл Реман Линейные судьи: Мэтт Макферсон Джеймс Тобиас |
|                                                 |                             | |                 | Судьи: Стив Козари Кайл Реман Линейные судьи: Мэтт Макферсон Джеймс Тобиас |
| 8 мин                                           | Штраф                       | 10 мин |                 | Судьи: Стив Козари Кайл Реман Линейные судьи: Мэтт Макферсон Джеймс Тобиас |
|                                                 |                             | |                 |                                                                            |
|                                                 | 29                          | Броски | 23              |                                                                            |

| 13 мая 21:30 | Колорадо Эвеланш | 1 : 5 (0:1, 1:2, 0:2) | Даллас Старз | Болл-арена Зрителей: 18 123 |

| Отчёт                                  | Отчёт                               | Отчёт | Отчёт           | Отчёт                                                                             |
| -------------------------------------- | ----------------------------------- | --- | --------------- | --------------------------------------------------------------------------------- |
|                                        |                                     | |                 |                                                                                   |
|                                        | Александр Георгиев                  | Вратари | Джейк Оттинджер | Судьи: Эрик Фурлатт Келли Сазерленд Линейные судьи: Джонни Мюррей Шандор Альфонсо |
|                                        | Голы:                               | |                 | Судьи: Эрик Фурлатт Келли Сазерленд Линейные судьи: Джонни Мюррей Шандор Альфонсо |
| Кейси Миттельштадт — 32:35 (Дж. Друэн) | 0 : 1 0 : 2 0 : 3 1 : 3 1 : 4 1 : 5 | 15:37 — Уайатт Джонстон (мен.) (С. Стил) 25:46 — Уайатт Джонстон (бол.) (Дж. Робертсон, М. Хейсканен) 31:24 — Миро Хейсканен (Л. Стэнковен, Дж. Робертсон) 49:27 — Евгений Дадонов (М. Марчмент, М. Хейсканен) 58:10 — Сэм Стил (п.в.) (У. Джонстон, Т. Сегин) |                 | Судьи: Эрик Фурлатт Келли Сазерленд Линейные судьи: Джонни Мюррей Шандор Альфонсо |
|                                        |                                     | |                 | Судьи: Эрик Фурлатт Келли Сазерленд Линейные судьи: Джонни Мюррей Шандор Альфонсо |
|                                        |                                     | |                 | Судьи: Эрик Фурлатт Келли Сазерленд Линейные судьи: Джонни Мюррей Шандор Альфонсо |
|                                        |                                     | |                 | Судьи: Эрик Фурлатт Келли Сазерленд Линейные судьи: Джонни Мюррей Шандор Альфонсо |
| 6 мин                                  | Штраф                               | 6 мин |                 | Судьи: Эрик Фурлатт Келли Сазерленд Линейные судьи: Джонни Мюррей Шандор Альфонсо |
|                                        |                                     | |                 |                                                                                   |
|                                        | 25                                  | Броски | 34              |                                                                                   |

| 15 мая 20:00 | Даллас Старз | 3 : 5 (1:1, 1:1, 1:3) | Колорадо Эвеланш | Американ Эйрлайнс-центр Зрителей: 18 532 |

| Отчёт | Отчёт                                         | Отчёт | Отчёт              | Отчёт                                                                      |
| --- | --------------------------------------------- | --- | ------------------ | -------------------------------------------------------------------------- |
| |                                               | |                    |                                                                            |
| | Джейк Оттинджер                               | Вратари | Александр Георгиев | Судьи: Жан Эбер Гарретт Рэнк Линейные судьи: Кил Марчисон Брэндон Гаврилец |
| | Голы:                                         | |                    | Судьи: Жан Эбер Гарретт Рэнк Линейные судьи: Кил Марчисон Брэндон Гаврилец |
| Джо Павелски — 09:03 (М. Дюшен, Дж. Робертсон) Миро Хейсканен (бол.) — 31:39 (Дж. Робертсон, Дж. Павелски) Логан Стэнковен — 45:44 (Э. Линделль) | 1 : 0 1 : 1 2 : 1 2 : 2 : 3 2 : 4 3 : 4 3 : 5 | 19:59 — Арттури Лехконен (бол.) (Н. Маккиннон) 37:24 — Кейл Макар (бол.) (Дж. Друэн, М. Рантанен) 41:12 — Кейси Миттельштадт (З. Паризе, С. Жирар) 44:28 — Кейл Макар 56:50 — Натан Маккиннон (А. Лехконен, Дж. Мэнсон) |                    | Судьи: Жан Эбер Гарретт Рэнк Линейные судьи: Кил Марчисон Брэндон Гаврилец |
| |                                               | |                    | Судьи: Жан Эбер Гарретт Рэнк Линейные судьи: Кил Марчисон Брэндон Гаврилец |
| |                                               | |                    | Судьи: Жан Эбер Гарретт Рэнк Линейные судьи: Кил Марчисон Брэндон Гаврилец |
| |                                               | |                    | Судьи: Жан Эбер Гарретт Рэнк Линейные судьи: Кил Марчисон Брэндон Гаврилец |
| 6 мин | Штраф                                         | 8 мин |                    | Судьи: Жан Эбер Гарретт Рэнк Линейные судьи: Кил Марчисон Брэндон Гаврилец |
| |                                               | |                    |                                                                            |
| | 26                                            | Броски | 27                 |                                                                            |

| 17 мая 22:00 | Колорадо Эвеланш | 1 : 2 (2ОТ) (0:0, 1:0, 0:1, 0:0, 0:1) | Даллас Старз | Болл-арена Зрителей: 18 126 |

| Отчёт                                               | Отчёт              | Отчёт                                                         | Отчёт           | Отчёт                                                                    |
| --------------------------------------------------- | ------------------ | ------------------------------------------------------------- | --------------- | ------------------------------------------------------------------------ |
|                                                     |                    |                                                               |                 |                                                                          |
|                                                     | Александр Георгиев | Вратари                                                       | Джейк Оттинджер | Судьи: Крис Руни Грэм Скиллитер Линейные судьи: Джесси Марки Стив Бартон |
|                                                     | Голы:              |                                                               |                 | Судьи: Крис Руни Грэм Скиллитер Линейные судьи: Джесси Марки Стив Бартон |
| Микко Рантанен (бол.) — 25:48 (Дж. Друэн, К. Макар) | 1 : 0 1 : 1 : 2    | 41:56 — Джейми Бенн (Е. Дадонов, Т. Сегин) 91:42 — Мэтт Дюшен |                 | Судьи: Крис Руни Грэм Скиллитер Линейные судьи: Джесси Марки Стив Бартон |
|                                                     |                    |                                                               |                 | Судьи: Крис Руни Грэм Скиллитер Линейные судьи: Джесси Марки Стив Бартон |
|                                                     |                    |                                                               |                 | Судьи: Крис Руни Грэм Скиллитер Линейные судьи: Джесси Марки Стив Бартон |
|                                                     |                    |                                                               |                 | Судьи: Крис Руни Грэм Скиллитер Линейные судьи: Джесси Марки Стив Бартон |
| 2 мин                                               | Штраф              | 2 мин                                                         |                 | Судьи: Крис Руни Грэм Скиллитер Линейные судьи: Джесси Марки Стив Бартон |
|                                                     |                    |                                                               |                 |                                                                          |
|                                                     | 30                 | Броски                                                        | 38              |                                                                          |

#### «Ванкувер Кэнакс» (Т1) — «Эдмонтон Ойлерз» (Т2)
Третья встреча этих двух клубов в плей-офф. «Ойлерз» выиграли обе предыдущие серии, последний раз они встречались между собой в финале дивизиона Смайт 1992 года, где победу в шести матчах одержали «Эдмонтон Ойлерз». В регулярном чемпионате 2023/24 «Кэнакс» одержали победу во всех четырёх матчах.
«Ойлерз» выиграли серию со счётом 4-3. Самым результативным игроком серии стал нападающий «Эдмонтон Ойлерз» Леон Драйзайтль, который в семи матчах набрал 14 (3+11) очков.
| 8 мая 22:00 | Ванкувер Кэнакс | 5 : 4 (0:2, 2:2, 3:0) | Эдмонтон Ойлерз | Роджерс-арена Зрителей: 18 823 |

| Отчёт | Отчёт                                                 | Отчёт | Отчёт          | Отчёт                                                                       |
| --- | ----------------------------------------------------- | --- | -------------- | --------------------------------------------------------------------------- |
| |                                                       | |                |                                                                             |
| | Артур Шилов                                           | Вратари | Стюарт Скиннер | Судьи: Кайл Реман Стив Козари Линейные судьи: Кил Марчисон Брэндон Гаврилец |
| | Голы:                                                 | |                | Судьи: Кайл Реман Стив Козари Линейные судьи: Кил Марчисон Брэндон Гаврилец |
| Дакота Джошуа — 20:53 (И. Коул, Э. Линдхольм) Элиас Линдхольм — 37:01 (Д. Джошуа, К. Суси) Джей Ти Миллер — 49:38 (Б. Бесер, К. Суси) Никита Задоров — 53:47 (Т. Блугерс, Н. Хёгландер) Конор Гарленд — 54:26 (Д. Джошуа, Н. Задоров) | 0 : 1 0 : 2 1 : 2 1 : 3 1 : 4 2 : 4 3 : 4 4 : 4 5 : 4 | 02:11 — Зак Хайман (бол.) (Р. Нюджент-Хопкинс, Л. Драйзайтль) 15:01 — Маттиас Экхольм (Л. Драйзайтль) 32:26 — Коди Сиси (Д. Райан, Р. Нюджент-Хопкинс) 33:11 — Зак Хайман (Э. Бушар, К. Макдэвид) |                | Судьи: Кайл Реман Стив Козари Линейные судьи: Кил Марчисон Брэндон Гаврилец |
| |                                                       | |                | Судьи: Кайл Реман Стив Козари Линейные судьи: Кил Марчисон Брэндон Гаврилец |
| |                                                       | |                | Судьи: Кайл Реман Стив Козари Линейные судьи: Кил Марчисон Брэндон Гаврилец |
| |                                                       | |                | Судьи: Кайл Реман Стив Козари Линейные судьи: Кил Марчисон Брэндон Гаврилец |
| 4 мин | Штраф                                                 | 8 мин |                | Судьи: Кайл Реман Стив Козари Линейные судьи: Кил Марчисон Брэндон Гаврилец |
| |                                                       | |                |                                                                             |
| | 24                                                    | Броски | 18             |                                                                             |

| 10 мая 22:00 | Ванкувер Кэнакс | 3 : 4 (ОТ) (1:1, 2:1, 0:1, 0:1) | Эдмонтон Ойлерз | Роджерс-арена Зрителей: 18 985 |

| Отчёт | Отчёт                                   | Отчёт | Отчёт          | Отчёт                                                                             |
| --- | --------------------------------------- | --- | -------------- | --------------------------------------------------------------------------------- |
| |                                         | |                |                                                                                   |
| | Артур Шилов                             | Вратари | Стюарт Скиннер | Судьи: Келли Сазерленд Эрик Фурлатт Линейные судьи: Кил Марчисон Брэндон Гаврилец |
| | Голы:                                   | |                | Судьи: Келли Сазерленд Эрик Фурлатт Линейные судьи: Кил Марчисон Брэндон Гаврилец |
| Элиас Петтерссон (бол.) — 04:14 (Дж. Ти Миллер, К. Хьюз) Брок Бесер — 20:53 (К. Суси, Н. Задоров) Никита Задоров — 38:17 (Дж. Ти Миллер) | 1 : 0 1 : 1 2 : 1 2 : 2 3 : 2 3 : 3 : 4 | 10:56 — Леон Драйзайтль (бол.) (К. Макдэвид, Р. Нюджент-Хопкинс) 21:16 — Маттиас Экхольм (К. Макдэвид, Л. Драйзайтль) 45:27 — Коннор Макдэвид (З. Хайман, Л. Драйзайтль) 65:38 — Эван Бушар (Л. Драйзайтль, К. Макдэвид) |                | Судьи: Келли Сазерленд Эрик Фурлатт Линейные судьи: Кил Марчисон Брэндон Гаврилец |
| |                                         | |                | Судьи: Келли Сазерленд Эрик Фурлатт Линейные судьи: Кил Марчисон Брэндон Гаврилец |
| |                                         | |                | Судьи: Келли Сазерленд Эрик Фурлатт Линейные судьи: Кил Марчисон Брэндон Гаврилец |
| |                                         | |                | Судьи: Келли Сазерленд Эрик Фурлатт Линейные судьи: Кил Марчисон Брэндон Гаврилец |
| 10 мин | Штраф                                   | 10 мин |                | Судьи: Келли Сазерленд Эрик Фурлатт Линейные судьи: Кил Марчисон Брэндон Гаврилец |
| |                                         | |                |                                                                                   |
| | 19                                      | Броски | 31             |                                                                                   |

| 12 мая 21:30 | Эдмонтон Ойлерз | 3 : 4 (1:3, 1:1, 1:0) | Ванкувер Кэнакс | Роджерс Плэйс Зрителей: 18 347 |

| Отчёт | Отчёт                                                    | Отчёт | Отчёт       | Отчёт                                                                     |
| --- | -------------------------------------------------------- | --- | ----------- | ------------------------------------------------------------------------- |
| |                                                          | |             |                                                                           |
| | Стюарт Скиннер — 00:00-40:00 Кэлвин Пикард — 40:00-60:00 | Вратари | Артур Шилов | Судьи: Грэм Скиллитер Крис Руни Линейные судьи: Скотт Черри Райан Гиббонс |
| | Голы:                                                    | |             | Судьи: Грэм Скиллитер Крис Руни Линейные судьи: Скотт Черри Райан Гиббонс |
| Маттиас Экхольм (бол.) — 05:37 (Э. Кейн, Д. Нёрс) Леон Драйзайтль (бол.) — 23:36 (Р. Нюджент-Хопкинс, Э. Бушар) Эван Бушар — 58:44 (М. Экхольм, Л. Драйзайтль) | 1 : 0 1 : 1 : 2 1 : 3 2 : 3 2 : 4 3 : 4                  | 08:45 — Элиас Линдхольм (бол.) (Б. Бесер, К. Хьюз) 13:18 — Брок Бесер (Дж. Ти Миллер, Т. Майерс) 18:34 — Брок Бесер (П. Зутер) 37:35 — Элиас Линдхольм (бол.) (Дж. Ти Миллер, К. Хьюз) |             | Судьи: Грэм Скиллитер Крис Руни Линейные судьи: Скотт Черри Райан Гиббонс |
| |                                                          | |             | Судьи: Грэм Скиллитер Крис Руни Линейные судьи: Скотт Черри Райан Гиббонс |
| |                                                          | |             | Судьи: Грэм Скиллитер Крис Руни Линейные судьи: Скотт Черри Райан Гиббонс |
| |                                                          | |             | Судьи: Грэм Скиллитер Крис Руни Линейные судьи: Скотт Черри Райан Гиббонс |
| 8 мин | Штраф                                                    | 12 мин |             | Судьи: Грэм Скиллитер Крис Руни Линейные судьи: Скотт Черри Райан Гиббонс |
| |                                                          | |             |                                                                           |
| | 45                                                       | Броски | 18          |                                                                           |

| 14 мая 21:30 | Эдмонтон Ойлерз | 3 : 2 (1:0, 1:0, 1:2) | Ванкувер Кэнакс | Роджерс Плэйс Зрителей: 18 347 |

| Отчёт | Отчёт                         | Отчёт                                                                                      | Отчёт       | Отчёт                                                                            |
| --- | ----------------------------- | ------------------------------------------------------------------------------------------ | ----------- | -------------------------------------------------------------------------------- |
| |                               |                                                                                            |             |                                                                                  |
| | Кэлвин Пикард                 | Вратари                                                                                    | Артур Шилов | Судьи: Франсис Шаррон Фредерик Л’Экюйе Линейные судьи: Скотт Черри Райан Гиббонс |
| | Голы:                         |                                                                                            |             | Судьи: Франсис Шаррон Фредерик Л’Экюйе Линейные судьи: Скотт Черри Райан Гиббонс |
| Леон Драйзайтль (бол.) — 11:10 (К. Макдэвид, Э. Бушар) Райан Нюджент-Хопкинс — 39:20 (М. Экхольм) Эван Бушар — 59:21 (Л. Драйзайтль, Э. Кейн) | 1 : 0 2 : 0 2 : 1 2 : 2 3 : 2 | 46:54 — Конор Гарленд (Э. Линдхольм, Н. Задоров) 58:19 — Дакота Джошуа (Б. Бесер, К. Хьюз) |             | Судьи: Франсис Шаррон Фредерик Л’Экюйе Линейные судьи: Скотт Черри Райан Гиббонс |
| |                               |                                                                                            |             | Судьи: Франсис Шаррон Фредерик Л’Экюйе Линейные судьи: Скотт Черри Райан Гиббонс |
| |                               |                                                                                            |             | Судьи: Франсис Шаррон Фредерик Л’Экюйе Линейные судьи: Скотт Черри Райан Гиббонс |
| |                               |                                                                                            |             | Судьи: Франсис Шаррон Фредерик Л’Экюйе Линейные судьи: Скотт Черри Райан Гиббонс |
| 6 мин | Штраф                         | 4 мин                                                                                      |             | Судьи: Франсис Шаррон Фредерик Л’Экюйе Линейные судьи: Скотт Черри Райан Гиббонс |
| |                               |                                                                                            |             |                                                                                  |
| | 30                            | Броски                                                                                     | 21          |                                                                                  |

| 16 мая 22:00 | Ванкувер Кэнакс | 3 : 2 (1:2, 1:0, 1:0) | Эдмонтон Ойлерз | Роджерс-арена Зрителей: 19 052 |

| Отчёт                                                                                               | Отчёт                     | Отчёт                                                                                        | Отчёт         | Отчёт                                                                           |
| --------------------------------------------------------------------------------------------------- | ------------------------- | -------------------------------------------------------------------------------------------- | ------------- | ------------------------------------------------------------------------------- |
| |                           |                                                                                              |               |                                                                                 |
| | Артур Шилов               | Вратари                                                                                      | Кэлвин Пикард | Судьи: Дэн О’Рурк Франсуа Сенлоран Линейные судьи: Джеймс Тобиас Мэтт Макферсон |
| | Голы:                     |                                                                                              |               | Судьи: Дэн О’Рурк Франсуа Сенлоран Линейные судьи: Джеймс Тобиас Мэтт Макферсон |
| Карсон Суси — 17:27 Филлип Ди Джузеппе — 25:14 Джей Ти Миллер — 59:27 (Э. Линдхольм, Э. Петтерссон) | 0 : 1 : 1 1 : 2 : 2 3 : 2 | 04:34 — Эвандер Кейн (Л. Драйзайтль, В. Деарне) 17:50 — Маттиас Экхольм (К. Браун, Б. Кулак) |               | Судьи: Дэн О’Рурк Франсуа Сенлоран Линейные судьи: Джеймс Тобиас Мэтт Макферсон |
| |                           |                                                                                              |               | Судьи: Дэн О’Рурк Франсуа Сенлоран Линейные судьи: Джеймс Тобиас Мэтт Макферсон |
| |                           |                                                                                              |               | Судьи: Дэн О’Рурк Франсуа Сенлоран Линейные судьи: Джеймс Тобиас Мэтт Макферсон |
| |                           |                                                                                              |               | Судьи: Дэн О’Рурк Франсуа Сенлоран Линейные судьи: Джеймс Тобиас Мэтт Макферсон |
| 12 мин                                                                                              | Штраф                     | 10 мин                                                                                       |               | Судьи: Дэн О’Рурк Франсуа Сенлоран Линейные судьи: Джеймс Тобиас Мэтт Макферсон |
| |                           |                                                                                              |               |                                                                                 |
| | 35                        | Броски                                                                                       | 23            |                                                                                 |

| 18 мая 20:00 | Эдмонтон Ойлерз | 5 : 1 (1:1, 2:0, 2:0) | Ванкувер Кэнакс | Роджерс Плэйс Зрителей: 18 347 |

| Отчёт | Отчёт                               | Отчёт                                              | Отчёт       | Отчёт                                                                      |
| --- | ----------------------------------- | -------------------------------------------------- | ----------- | -------------------------------------------------------------------------- |
| |                                     |                                                    |             |                                                                            |
| | Стюарт Скиннер                      | Вратари                                            | Артур Шилов | Судьи: Гарретт Рэнк Жан Эбер Линейные судьи: Шандор Альфонсо Джонни Мюррей |
| | Голы:                               |                                                    |             | Судьи: Гарретт Рэнк Жан Эбер Линейные судьи: Шандор Альфонсо Джонни Мюррей |
| Дилан Холлоуэй — 08:18 (Л. Драйзайтль, Э. Бушар) Зак Хайман — 27:14 (К. Макдэвид, Р. Нюджент-Хопкинс) Эван Бушар — 31:20 (К. Макдэвид, Р. Нюджент-Хопкинс) Райан Нюджент-Хопкинс — 43:25 (К. Макдэвид, Э. Бушар) Эвандер Кейн — 53:04 (Л. Драйзайтль) | 1 : 0 1 : 1 2 : 1 3 : 1 4 : 1 5 : 1 | 10:03 — Нильс Хёгландер (Э. Петтерссон, Ф. Гронек) |             | Судьи: Гарретт Рэнк Жан Эбер Линейные судьи: Шандор Альфонсо Джонни Мюррей |
| |                                     |                                                    |             | Судьи: Гарретт Рэнк Жан Эбер Линейные судьи: Шандор Альфонсо Джонни Мюррей |
| |                                     |                                                    |             | Судьи: Гарретт Рэнк Жан Эбер Линейные судьи: Шандор Альфонсо Джонни Мюррей |
| |                                     |                                                    |             | Судьи: Гарретт Рэнк Жан Эбер Линейные судьи: Шандор Альфонсо Джонни Мюррей |
| 30 мин | Штраф                               | 28 мин                                             |             | Судьи: Гарретт Рэнк Жан Эбер Линейные судьи: Шандор Альфонсо Джонни Мюррей |
| |                                     |                                                    |             |                                                                            |
| | 27                                  | Броски                                             | 15          |                                                                            |

| 20 мая 21:00 | Ванкувер Кэнакс | 2 : 3 (0:0, 0:3, 2:0) | Эдмонтон Ойлерз | Роджерс-арена Зрителей: 19 016 |

| Отчёт                                                              | Отчёт                         | Отчёт | Отчёт          | Отчёт                                                              |
| ------------------------------------------------------------------ | ----------------------------- | --- | -------------- | ------------------------------------------------------------------ |
|                                                                    |                               | |                |                                                                    |
|                                                                    | Артур Шилов                   | Вратари | Стюарт Скиннер | Судьи: Крис Руни Жан Эбер Линейные судьи: Девин Берг Джонни Мюррей |
|                                                                    | Голы:                         | |                | Судьи: Крис Руни Жан Эбер Линейные судьи: Девин Берг Джонни Мюррей |
| Конор Гарленд — 51:27 Филип Гронек — 55:24 (К. Хьюз, Э. Линдхольм) | 0 : 1 0 : 2 0 : 3 1 : 3 2 : 3 | 21:16 — Коди Сиси (Б. Кулак, Д. Холлоуэй) 25:50 — Зак Хайман (Э. Бушар, Р. Нюджент-Хопкинс) 35:22 — Райан Нюджент-Хопкинс (бол.) (Э. Бушар, Л. Драйзайтль) |                | Судьи: Крис Руни Жан Эбер Линейные судьи: Девин Берг Джонни Мюррей |
|                                                                    |                               | |                | Судьи: Крис Руни Жан Эбер Линейные судьи: Девин Берг Джонни Мюррей |
|                                                                    |                               | |                | Судьи: Крис Руни Жан Эбер Линейные судьи: Девин Берг Джонни Мюррей |
|                                                                    |                               | |                | Судьи: Крис Руни Жан Эбер Линейные судьи: Девин Берг Джонни Мюррей |
| 4 мин                                                              | Штраф                         | 6 мин |                | Судьи: Крис Руни Жан Эбер Линейные судьи: Девин Берг Джонни Мюррей |
|                                                                    |                               | |                |                                                                    |
|                                                                    | 17                            | Броски | 29             |                                                                    |

## Финалы конференций
Начало матчей указано по Североамериканскому восточному времени (UTC-4).

### Финал Восточной конференции

#### «Нью-Йорк Рейнджерс» (С1) — «Флорида Пантерз» (А1)
Вторая встреча «Рейнджерс» и «Флориды» в плей-офф. Первая состоялась в четвертьфинале Восточной конференции 1997 года и завершилась победой «Рейнджерс» в пяти матчах. В регулярном чемпионате 2023/24 «Пантерз» выиграли у «Рейнджерс» два матча из трёх. Для «Рейнджерс» этот финал конференции является восьмым в истории клуба, а для «Флориды» третьим и вторым подряд.
«Пантерз» выиграли серию со счётом 4-2. Самыми результативными игроками серии стали нападающие «Флориды Пантерз» Картер Верхеги и Сэм Беннетт, а также нападающий «Нью-Йорк Рейнджерс» Винсент Трочек, которые в шести матчах набрали по 6 очков.
| 22 мая 20:00 | Нью-Йорк Рейнджерс | 0 : 3 (0:1, 0:0, 0:2) | Флорида Пантерз | Мэдисон-сквер-гарден Зрителей: 18 006 |

| Отчёт | Отчёт             | Отчёт | Отчёт             | Отчёт                                                                    |
| ----- | ----------------- | --- | ----------------- | ------------------------------------------------------------------------ |
|       |                   | |                   |                                                                          |
|       | Игорь Шестёркин   | Вратари | Сергей Бобровский | Судьи: Стив Козари Дэн О’Рурк Линейные судьи: Стив Бартон Мэтт Макферсон |
|       | Голы:             | |                   | Судьи: Стив Козари Дэн О’Рурк Линейные судьи: Стив Бартон Мэтт Макферсон |
|       | 0 : 1 0 : 2 0 : 3 | 16:26 — Мэттью Ткачук (Г. Форслинг, К. Верхеги) 56:12 — Картер Верхеги 58:41 — Сэм Беннетт (п.в.) (М. Ткачук) |                   | Судьи: Стив Козари Дэн О’Рурк Линейные судьи: Стив Бартон Мэтт Макферсон |
|       |                   | |                   | Судьи: Стив Козари Дэн О’Рурк Линейные судьи: Стив Бартон Мэтт Макферсон |
|       |                   | |                   | Судьи: Стив Козари Дэн О’Рурк Линейные судьи: Стив Бартон Мэтт Макферсон |
|       |                   | |                   | Судьи: Стив Козари Дэн О’Рурк Линейные судьи: Стив Бартон Мэтт Макферсон |
| 6 мин | Штраф             | 4 мин |                   | Судьи: Стив Козари Дэн О’Рурк Линейные судьи: Стив Бартон Мэтт Макферсон |
|       |                   | |                   |                                                                          |
|       | 23                | Броски | 27                |                                                                          |

| 24 мая 20:00 | Нью-Йорк Рейнджерс | 2 : 1 (ОТ) (1:1, 0:0, 0:0, 1:0) | Флорида Пантерз | Мэдисон-сквер-гарден Зрителей: 18 006 |

| Отчёт                                                                                     | Отчёт             | Отчёт                                                   | Отчёт             | Отчёт                                                                    |
| ----------------------------------------------------------------------------------------- | ----------------- | ------------------------------------------------------- | ----------------- | ------------------------------------------------------------------------ |
|                                                                                           |                   |                                                         |                   |                                                                          |
|                                                                                           | Игорь Шестёркин   | Вратари                                                 | Сергей Бобровский | Судьи: Крис Руни Франсуа Сенлоран Линейные судьи: Девин Берг Райан Дейзи |
|                                                                                           | Голы:             |                                                         |                   | Судьи: Крис Руни Франсуа Сенлоран Линейные судьи: Девин Берг Райан Дейзи |
| Винсент Трочек — 04:12 (А. Фокс, А. Панарин) Баркли Гудроу — 74:01 (В. Трочек, Дж. Труба) | 1 : 0 1 : 1 2 : 1 | 18:09 — Картер Верхеги (бол.) (С. Беннетт, А. Лунделль) |                   | Судьи: Крис Руни Франсуа Сенлоран Линейные судьи: Девин Берг Райан Дейзи |
|                                                                                           |                   |                                                         |                   | Судьи: Крис Руни Франсуа Сенлоран Линейные судьи: Девин Берг Райан Дейзи |
|                                                                                           |                   |                                                         |                   | Судьи: Крис Руни Франсуа Сенлоран Линейные судьи: Девин Берг Райан Дейзи |
|                                                                                           |                   |                                                         |                   | Судьи: Крис Руни Франсуа Сенлоран Линейные судьи: Девин Берг Райан Дейзи |
| 8 мин                                                                                     | Штраф             | 12 мин                                                  |                   | Судьи: Крис Руни Франсуа Сенлоран Линейные судьи: Девин Берг Райан Дейзи |
|                                                                                           |                   |                                                         |                   |                                                                          |
|                                                                                           | 30                | Броски                                                  | 27                |                                                                          |

| 26 мая 15:00 | Флорида Пантерз | 4 : 5 (ОТ) (2:2, 0:2, 2:0, 0:1) | Нью-Йорк Рейнджерс | Эмерант Банк-арена Зрителей: 19 780 |

| Отчёт | Отчёт                                             | Отчёт | Отчёт           | Отчёт                                                                         |
| --- | ------------------------------------------------- | --- | --------------- | ----------------------------------------------------------------------------- |
| |                                                   | |                 |                                                                               |
| | Сергей Бобровский                                 | Вратари | Игорь Шестёркин | Судьи: Келли Сазерленд Эрик Фурлатт Линейные судьи: Скотт Черри Райан Гиббонс |
| | Голы:                                             | |                 | Судьи: Келли Сазерленд Эрик Фурлатт Линейные судьи: Скотт Черри Райан Гиббонс |
| Сэм Райнхарт (бол.) — 02:50 (А. Барков, М. Ткачук) Сэм Райнхарт (бол.) — 14:46 (К. Верхеги) Александр Барков — 45:04 (К. Верхеги, Н. Миккола) Густав Форслинг — 46:58 (М. Ткачук, Э. Родригес) | 1 : 0 1 : 1 : 2 : 2 2 : 3 2 : 4 3 : 4 4 : 4 4 : 5 | 07:17 — Алекси Лафреньер (В. Трочек, Дж. Труба) 07:42 — Баркли Гудроу (Б. Шнайдер, У. Кайлле) 35:23 — Алекси Лафреньер (К. Миллер, Дж. Труба) 38:14 — Баркли Гудроу (мен.) (В. Трочек, Р. Линдгрен) 65:35 — Александр Веннберг (Р. Линдгрен, Дж. Рословик) |                 | Судьи: Келли Сазерленд Эрик Фурлатт Линейные судьи: Скотт Черри Райан Гиббонс |
| |                                                   | |                 | Судьи: Келли Сазерленд Эрик Фурлатт Линейные судьи: Скотт Черри Райан Гиббонс |
| |                                                   | |                 | Судьи: Келли Сазерленд Эрик Фурлатт Линейные судьи: Скотт Черри Райан Гиббонс |
| |                                                   | |                 | Судьи: Келли Сазерленд Эрик Фурлатт Линейные судьи: Скотт Черри Райан Гиббонс |
| 4 мин | Штраф                                             | 12 мин |                 | Судьи: Келли Сазерленд Эрик Фурлатт Линейные судьи: Скотт Черри Райан Гиббонс |
| |                                                   | |                 |                                                                               |
| | 37                                                | Броски | 23              |                                                                               |

| 28 мая 20:00 | Флорида Пантерз | 3 : 2 (ОТ) (0:1, 2:0, 0:1, 1:0) | Нью-Йорк Рейнджерс | Эмерант Банк-арена Зрителей: 19 754 |

| Отчёт | Отчёт                       | Отчёт                                                                                              | Отчёт           | Отчёт                                                                      |
| --- | --------------------------- | -------------------------------------------------------------------------------------------------- | --------------- | -------------------------------------------------------------------------- |
| |                             | |                 |                                                                            |
| | Сергей Бобровский           | Вратари                                                                                            | Игорь Шестёркин | Судьи: Жан Эбер Гарретт Рэнк Линейные судьи: Джонни Мюррей Шандор Альфонсо |
| | Голы:                       | |                 | Судьи: Жан Эбер Гарретт Рэнк Линейные судьи: Джонни Мюррей Шандор Альфонсо |
| Сэм Беннетт — 28:45 (Г. Форслинг, С. Бобровский) Картер Верхеги (бол.) — 32:16 (М. Ткачук, А. Барков) Сэм Райнхарт (бол.) — 61:12 (А. Барков, Б. Монтур) | 0 : 1 : 1 2 : 1 2 : 2 3 : 2 | 08:51 — Винсент Трочек (бол.) (А. Панарин, А. Фокс) 43:28 — Алекси Лафреньер (А. Фокс, А. Панарин) |                 | Судьи: Жан Эбер Гарретт Рэнк Линейные судьи: Джонни Мюррей Шандор Альфонсо |
| |                             | |                 | Судьи: Жан Эбер Гарретт Рэнк Линейные судьи: Джонни Мюррей Шандор Альфонсо |
| |                             | |                 | Судьи: Жан Эбер Гарретт Рэнк Линейные судьи: Джонни Мюррей Шандор Альфонсо |
| |                             | |                 | Судьи: Жан Эбер Гарретт Рэнк Линейные судьи: Джонни Мюррей Шандор Альфонсо |
| 6 мин | Штраф                       | 8 мин                                                                                              |                 | Судьи: Жан Эбер Гарретт Рэнк Линейные судьи: Джонни Мюррей Шандор Альфонсо |
| |                             | |                 |                                                                            |
| | 40                          | Броски                                                                                             | 23              |                                                                            |

| 30 мая 20:00 | Нью-Йорк Рейнджерс | 2 : 3 (0:0, 1:1, 1:2) | Флорида Пантерз | Мэдисон-сквер-гарден Зрителей: 18 006 |

| Отчёт                                                                                          | Отчёт                       | Отчёт | Отчёт             | Отчёт                                                                    |
| ---------------------------------------------------------------------------------------------- | --------------------------- | --- | ----------------- | ------------------------------------------------------------------------ |
|                                                                                                |                             | |                   |                                                                          |
|                                                                                                | Игорь Шестёркин             | Вратари | Сергей Бобровский | Судьи: Дэн О’Рурк Стив Козари Линейные судьи: Стив Бартон Мэтт Макферсон |
|                                                                                                | Голы:                       | |                   | Судьи: Дэн О’Рурк Стив Козари Линейные судьи: Стив Бартон Мэтт Макферсон |
| Крис Крайдер (мен.) — 22:04 (М. Зибанежад) Алекси Лафреньер — 59:10 (М. Зибанежад, К. Крайдер) | 1 : 0 1 : 1 : 2 1 : 3 2 : 3 | 28:21 — Густав Форслинг (С. Беннетт, А. Экблад) 50:22 — Антон Лунделль (Э. Луостаринен) 58:08 — Сэм Беннетт (п.в.) |                   | Судьи: Дэн О’Рурк Стив Козари Линейные судьи: Стив Бартон Мэтт Макферсон |
|                                                                                                |                             | |                   | Судьи: Дэн О’Рурк Стив Козари Линейные судьи: Стив Бартон Мэтт Макферсон |
|                                                                                                |                             | |                   | Судьи: Дэн О’Рурк Стив Козари Линейные судьи: Стив Бартон Мэтт Макферсон |
|                                                                                                |                             | |                   | Судьи: Дэн О’Рурк Стив Козари Линейные судьи: Стив Бартон Мэтт Макферсон |
| 8 мин                                                                                          | Штраф                       | 8 мин |                   | Судьи: Дэн О’Рурк Стив Козари Линейные судьи: Стив Бартон Мэтт Макферсон |
|                                                                                                |                             | |                   |                                                                          |
|                                                                                                | 27                          | Броски | 37                |                                                                          |

| 1 июня 20:00 | Флорида Пантерз | 2 : 1 (1:0, 0:0, 1:1) | Нью-Йорк Рейнджерс | Эмерант Банк-арена Зрителей: 19 865 |

| Отчёт                                                                                      | Отчёт             | Отчёт                                        | Отчёт           | Отчёт                                                                    |
| ------------------------------------------------------------------------------------------ | ----------------- | -------------------------------------------- | --------------- | ------------------------------------------------------------------------ |
|                                                                                            |                   |                                              |                 |                                                                          |
|                                                                                            | Сергей Бобровский | Вратари                                      | Игорь Шестёркин | Судьи: Франсуа Сенлоран Крис Руни Линейные судьи: Девин Берг Райан Дейзи |
|                                                                                            | Голы:             |                                              |                 | Судьи: Франсуа Сенлоран Крис Руни Линейные судьи: Девин Берг Райан Дейзи |
| Сэм Беннетт — 19:10 (Э. Родригес) Владимир Тарасенко — 49:08 (А. Лунделль, Э. Луостаринен) | 1 : 0 2 : 0 2 : 1 | 58:20 — Артемий Панарин (В. Трочек, А. Фокс) |                 | Судьи: Франсуа Сенлоран Крис Руни Линейные судьи: Девин Берг Райан Дейзи |
|                                                                                            |                   |                                              |                 | Судьи: Франсуа Сенлоран Крис Руни Линейные судьи: Девин Берг Райан Дейзи |
|                                                                                            |                   |                                              |                 | Судьи: Франсуа Сенлоран Крис Руни Линейные судьи: Девин Берг Райан Дейзи |
|                                                                                            |                   |                                              |                 | Судьи: Франсуа Сенлоран Крис Руни Линейные судьи: Девин Берг Райан Дейзи |
| 2 мин                                                                                      | Штраф             | 2 мин                                        |                 | Судьи: Франсуа Сенлоран Крис Руни Линейные судьи: Девин Берг Райан Дейзи |
|                                                                                            |                   |                                              |                 |                                                                          |
|                                                                                            | 34                | Броски                                       | 24              |                                                                          |

### Финал Западной конференции

#### «Даллас Старз» (Ц1) — «Эдмонтон Ойлерз» (Т2)
Девятая встреча этих двух клубов в плей-офф. В предыдущих восьми встречах «Старз» одержали шесть побед, последний раз они встречались между собой в четвертьфинале Западной конференции 2003 года, где победу в шести матчах одержали «Даллас Старз». В регулярном чемпионате 2023/24, команды провели между собой три матча и в двух из них победу одержали «Старз». Для «Далласа» этот финал конференции является девятым в истории клуба и вторым подряд, а для «Эдмонтона» одиннадцатым.
«Ойлерз» выиграли серию со счётом 4-2. Самым результативным игроком серии стал капитан «Эдмонтон Ойлерз» Коннор Макдэвид, который в шести матчах набрал 10 (3+7) очков.
| 23 мая 20:30 | Даллас Старз | 2 : 3 (2ОТ) (0:0, 1:2, 1:0, 0:0, 0:1) | Эдмонтон Ойлерз | Американ Эйрлайнс-центр Зрителей: 18 532 |

| Отчёт                                                                            | Отчёт                         | Отчёт | Отчёт          | Отчёт                                                                         |
| -------------------------------------------------------------------------------- | ----------------------------- | --- | -------------- | ----------------------------------------------------------------------------- |
|                                                                                  |                               | |                |                                                                               |
|                                                                                  | Джейк Оттинджер               | Вратари | Стюарт Скиннер | Судьи: Эрик Фурлатт Келли Сазерленд Линейные судьи: Скотт Черри Райан Гиббонс |
|                                                                                  | Голы:                         | |                | Судьи: Эрик Фурлатт Келли Сазерленд Линейные судьи: Скотт Черри Райан Гиббонс |
| Тайлер Сегин — 26:11 (Дж. Бенн) Тайлер Сегин — 56:37 (Е. Дадонов, Дж. Робертсон) | 0 : 1 0 : 2 1 : 2 2 : 2 2 : 3 | 20:58 — Леон Драйзайтль (Б. Кулак, З. Хайман) 24:17 — Зак Хайман (К. Макдэвид) 80:32 — Коннор Макдэвид (Э. Бушар, Р. Нюджент-Хопкинс) |                | Судьи: Эрик Фурлатт Келли Сазерленд Линейные судьи: Скотт Черри Райан Гиббонс |
|                                                                                  |                               | |                | Судьи: Эрик Фурлатт Келли Сазерленд Линейные судьи: Скотт Черри Райан Гиббонс |
|                                                                                  |                               | |                | Судьи: Эрик Фурлатт Келли Сазерленд Линейные судьи: Скотт Черри Райан Гиббонс |
|                                                                                  |                               | |                | Судьи: Эрик Фурлатт Келли Сазерленд Линейные судьи: Скотт Черри Райан Гиббонс |
| 2 мин                                                                            | Штраф                         | 10 мин |                | Судьи: Эрик Фурлатт Келли Сазерленд Линейные судьи: Скотт Черри Райан Гиббонс |
|                                                                                  |                               | |                |                                                                               |
|                                                                                  | 33                            | Броски | 38             |                                                                               |

| 25 мая 20:00 | Даллас Старз | 3 : 1 (1:1, 0:0, 2:0) | Эдмонтон Ойлерз | Американ Эйрлайнс-центр Зрителей: 18 532 |

| Отчёт | Отчёт                   | Отчёт                                     | Отчёт          | Отчёт                                                                      |
| --- | ----------------------- | ----------------------------------------- | -------------- | -------------------------------------------------------------------------- |
| |                         |                                           |                |                                                                            |
| | Джейк Оттинджер         | Вратари                                   | Стюарт Скиннер | Судьи: Жан Эбер Гарретт Рэнк Линейные судьи: Джонни Мюррей Шандор Альфонсо |
| | Голы:                   |                                           |                | Судьи: Жан Эбер Гарретт Рэнк Линейные судьи: Джонни Мюррей Шандор Альфонсо |
| Джейми Бенн — 03:39 (У. Джонстон, М. Хейсканен) Мейсон Марчмент — 43:41 (Р. Сутер, С. Стил) Эса Линделль (п.в.) — 57:57 (Дж. Бенн, У. Джонстон) | 1 : 0 1 : 1 2 : 1 3 : 1 | 04:23 — Коннор Браун (К. Сиси, У. Фогеле) |                | Судьи: Жан Эбер Гарретт Рэнк Линейные судьи: Джонни Мюррей Шандор Альфонсо |
| |                         |                                           |                | Судьи: Жан Эбер Гарретт Рэнк Линейные судьи: Джонни Мюррей Шандор Альфонсо |
| |                         |                                           |                | Судьи: Жан Эбер Гарретт Рэнк Линейные судьи: Джонни Мюррей Шандор Альфонсо |
| |                         |                                           |                | Судьи: Жан Эбер Гарретт Рэнк Линейные судьи: Джонни Мюррей Шандор Альфонсо |
| 4 мин | Штраф                   | 4 мин                                     |                | Судьи: Жан Эбер Гарретт Рэнк Линейные судьи: Джонни Мюррей Шандор Альфонсо |
| |                         |                                           |                |                                                                            |
| | 25                      | Броски                                    | 29             |                                                                            |

| 27 мая 20:30 | Эдмонтон Ойлерз | 3 : 5 (2:0, 1:3, 0:2) | Даллас Старз | Роджерс Плэйс Зрителей: 18 347 |

| Отчёт                                                                                             | Отчёт                                       | Отчёт | Отчёт           | Отчёт                                                                    |
| ------------------------------------------------------------------------------------------------- | ------------------------------------------- | --- | --------------- | ------------------------------------------------------------------------ |
|                                                                                                   |                                             | |                 |                                                                          |
|                                                                                                   | Стюарт Скиннер                              | Вратари | Джейк Оттинджер | Судьи: Стив Козари Дэн О’Рурк Линейные судьи: Стив Бартон Мэтт Макферсон |
|                                                                                                   | Голы:                                       | |                 | Судьи: Стив Козари Дэн О’Рурк Линейные судьи: Стив Бартон Мэтт Макферсон |
| Зак Хайман — 02:02 (К. Макдэвид, Э. Бушар) Коннор Макдэвид — 07:37 Адам Хенрик — 39:07 (К. Браун) | 1 : 0 2 : 0 2 : 1 2 : 2 : 3 : 3 3 : 4 3 : 5 | 25:35 — Джейсон Робертсон (Р. Хинц, Т. Сегин) 28:05 — Джейсон Робертсон (Р. Хинц) 29:08 — Уайатт Джонстон (Л. Стэнковен, Дж. Бенн) 51:54 — Джейсон Робертсон (Т. Сегин, Э. Линделль) 58:08 — Миро Хейсканен (п.в.) (Дж. Бенн) |                 | Судьи: Стив Козари Дэн О’Рурк Линейные судьи: Стив Бартон Мэтт Макферсон |
|                                                                                                   |                                             | |                 | Судьи: Стив Козари Дэн О’Рурк Линейные судьи: Стив Бартон Мэтт Макферсон |
|                                                                                                   |                                             | |                 | Судьи: Стив Козари Дэн О’Рурк Линейные судьи: Стив Бартон Мэтт Макферсон |
|                                                                                                   |                                             | |                 | Судьи: Стив Козари Дэн О’Рурк Линейные судьи: Стив Бартон Мэтт Макферсон |
| 4 мин                                                                                             | Штраф                                       | 6 мин |                 | Судьи: Стив Козари Дэн О’Рурк Линейные судьи: Стив Бартон Мэтт Макферсон |
|                                                                                                   |                                             | |                 |                                                                          |
|                                                                                                   | 30                                          | Броски | 22              |                                                                          |

| 29 мая 20:30 | Эдмонтон Ойлерз | 5 : 2 (2:2, 2:0, 1:0) | Даллас Старз | Роджерс Плэйс Зрителей: 18 347 |

| Отчёт | Отчёт                                     | Отчёт                                                                                      | Отчёт           | Отчёт                                                                    |
| --- | ----------------------------------------- | ------------------------------------------------------------------------------------------ | --------------- | ------------------------------------------------------------------------ |
| |                                           |                                                                                            |                 |                                                                          |
| | Стюарт Скиннер                            | Вратари                                                                                    | Джейк Оттинджер | Судьи: Крис Руни Франсуа Сенлоран Линейные судьи: Девин Берг Райан Дейзи |
| | Голы:                                     |                                                                                            |                 | Судьи: Крис Руни Франсуа Сенлоран Линейные судьи: Девин Берг Райан Дейзи |
| Райан Маклауд — 13:30 (К. Перри, Д. Нёрс) Эван Бушар — 16:17 (К. Макдэвид, Р. Нюджент-Хопкинс) Маттиас Янмарк (мен.) — 34:31 (К. Браун) Леон Драйзайтль — 35:22 (З. Хайман, К. Макдэвид) Маттиас Экхольм (п.в.) — 58:07 (К. Макдэвид) | 0 : 1 0 : 2 1 : 2 2 : 2 3 : 2 4 : 2 5 : 2 | 00:58 — Уайатт Джонстон (Дж. Бенн, Т. Харли) 05:29 — Эса Линделль (М. Хейсканен, Дж. Бенн) |                 | Судьи: Крис Руни Франсуа Сенлоран Линейные судьи: Девин Берг Райан Дейзи |
| |                                           |                                                                                            |                 | Судьи: Крис Руни Франсуа Сенлоран Линейные судьи: Девин Берг Райан Дейзи |
| |                                           |                                                                                            |                 | Судьи: Крис Руни Франсуа Сенлоран Линейные судьи: Девин Берг Райан Дейзи |
| |                                           |                                                                                            |                 | Судьи: Крис Руни Франсуа Сенлоран Линейные судьи: Девин Берг Райан Дейзи |
| 4 мин | Штраф                                     | 2 мин                                                                                      |                 | Судьи: Крис Руни Франсуа Сенлоран Линейные судьи: Девин Берг Райан Дейзи |
| |                                           |                                                                                            |                 |                                                                          |
| | 29                                        | Броски                                                                                     | 22              |                                                                          |

| 31 мая 20:30 | Даллас Старз | 1 : 3 (0:1, 0:2, 1:0) | Эдмонтон Ойлерз | Американ Эйрлайнс-центр Зрителей: 18 532 |

| Отчёт                                            | Отчёт                   | Отчёт | Отчёт          | Отчёт                                                                         |
| ------------------------------------------------ | ----------------------- | --- | -------------- | ----------------------------------------------------------------------------- |
|                                                  |                         | |                |                                                                               |
|                                                  | Джейк Оттинджер         | Вратари | Стюарт Скиннер | Судьи: Эрик Фурлатт Келли Сазерленд Линейные судьи: Райан Гиббонс Скотт Черри |
|                                                  | Голы:                   | |                | Судьи: Эрик Фурлатт Келли Сазерленд Линейные судьи: Райан Гиббонс Скотт Черри |
| Уайатт Джонстон — 54:09 (Т. Харли, Л. Стэнковен) | 0 : 1 0 : 2 0 : 3 1 : 3 | 14:09 — Райан Нюджент-Хопкинс (бол.) (Э. Бушар, К. Макдэвид) 21:06 — Райан Нюджент-Хопкинс (бол.) (Л. Драйзайтль, Э. Бушар) 25:09 — Филип Броберг (А. Хенрик, Э. Кейн) |                | Судьи: Эрик Фурлатт Келли Сазерленд Линейные судьи: Райан Гиббонс Скотт Черри |
|                                                  |                         | |                | Судьи: Эрик Фурлатт Келли Сазерленд Линейные судьи: Райан Гиббонс Скотт Черри |
|                                                  |                         | |                | Судьи: Эрик Фурлатт Келли Сазерленд Линейные судьи: Райан Гиббонс Скотт Черри |
|                                                  |                         | |                | Судьи: Эрик Фурлатт Келли Сазерленд Линейные судьи: Райан Гиббонс Скотт Черри |
| 6 мин                                            | Штраф                   | 4 мин |                | Судьи: Эрик Фурлатт Келли Сазерленд Линейные судьи: Райан Гиббонс Скотт Черри |
|                                                  |                         | |                |                                                                               |
|                                                  | 20                      | Броски | 26             |                                                                               |

| 2 июня 20:00 | Эдмонтон Ойлерз | 2 : 1 (2:0, 0:0, 0:1) | Даллас Старз | Роджерс Плэйс Зрителей: 18 347 |

| Отчёт | Отчёт             | Отчёт                                        | Отчёт           | Отчёт                                                                      |
| --- | ----------------- | -------------------------------------------- | --------------- | -------------------------------------------------------------------------- |
| |                   |                                              |                 |                                                                            |
| | Стюарт Скиннер    | Вратари                                      | Джейк Оттинджер | Судьи: Жан Эбер Гарретт Рэнк Линейные судьи: Шандор Альфонсо Джонни Мюррей |
| | Голы:             |                                              |                 | Судьи: Жан Эбер Гарретт Рэнк Линейные судьи: Шандор Альфонсо Джонни Мюррей |
| Коннор Макдэвид (бол.) — 04:17 (Л. Драйзайтль, Э. Бушар) Зак Хайман (бол.) — 15:42 (К. Макдэвид, Э. Бушар) | 1 : 0 2 : 0 2 : 1 | 49:18 — Мейсон Марчмент (Т. Сегин, К. Танев) |                 | Судьи: Жан Эбер Гарретт Рэнк Линейные судьи: Шандор Альфонсо Джонни Мюррей |
| |                   |                                              |                 | Судьи: Жан Эбер Гарретт Рэнк Линейные судьи: Шандор Альфонсо Джонни Мюррей |
| |                   |                                              |                 | Судьи: Жан Эбер Гарретт Рэнк Линейные судьи: Шандор Альфонсо Джонни Мюррей |
| |                   |                                              |                 | Судьи: Жан Эбер Гарретт Рэнк Линейные судьи: Шандор Альфонсо Джонни Мюррей |
| 6 мин | Штраф             | 4 мин                                        |                 | Судьи: Жан Эбер Гарретт Рэнк Линейные судьи: Шандор Альфонсо Джонни Мюррей |
| |                   |                                              |                 |                                                                            |
| | 10                | Броски                                       | 35              |                                                                            |

## Финал Кубка Стэнли
Начало матчей указано по Североамериканскому восточному времени (UTC-4).

### «Флорида Пантерз» (А1) — «Эдмонтон Ойлерз» (Т2)
Первая встреча «Флориды» и «Эдмонтона» в плей-офф. Это будет третий в истории финал для «Флориды» и второй подряд. Свой последний финал «Пантерз» проиграли в 2023 году «Вегасу Голден Найтс» в пяти матчах. Для «Ойлерз» же это будет восьмой финал в истории. Последний раз «Ойлерз» играли в финале в 2006 году, где уступили «Каролине Харрикейнз» в семи матчах. В регулярном чемпионате 2023/24 клубы провели между собой два матча, в обеих встречах победу одержали «Пантерз».
«Пантерз» выиграли финальную серию со счётом 4-3 и впервые в своей истории стали обладателями Кубка Стэнли. Самым результативным игроком серии стал капитан «Эдмонтон Ойлерз» Коннор Макдэвид, который в семи матчах набрал 11 (3+8) очков.
| 8 июня 20:00 | Флорида Пантерз | 3 : 0 (1:0, 1:0, 1:0) | Эдмонтон Ойлерз | Эмерант Банк-арена Зрителей: 19 543 |

| Отчёт | Отчёт             | Отчёт   | Отчёт          | Отчёт                                                                      |
| --- | ----------------- | ------- | -------------- | -------------------------------------------------------------------------- |
| |                   |         |                |                                                                            |
| | Сергей Бобровский | Вратари | Стюарт Скиннер | Судьи: Дэн О’Рурк Стив Козари Линейные судьи: Мэтт Макферсон Джонни Мюррей |
| | Голы:             |         |                | Судьи: Дэн О’Рурк Стив Козари Линейные судьи: Мэтт Макферсон Джонни Мюррей |
| Картер Верхеги — 03:59 (А. Барков, С. Райнхарт) Эван Родригес — 22:16 (С. Беннетт, Б. Монтур) Ээту Луостаринен (п.в.) — 59:55 (А. Барков) | 1 : 0 2 : 0 3 : 0 |         |                | Судьи: Дэн О’Рурк Стив Козари Линейные судьи: Мэтт Макферсон Джонни Мюррей |
| |                   |         |                | Судьи: Дэн О’Рурк Стив Козари Линейные судьи: Мэтт Макферсон Джонни Мюррей |
| |                   |         |                | Судьи: Дэн О’Рурк Стив Козари Линейные судьи: Мэтт Макферсон Джонни Мюррей |
| |                   |         |                | Судьи: Дэн О’Рурк Стив Козари Линейные судьи: Мэтт Макферсон Джонни Мюррей |
| 10 мин | Штраф             | 8 мин   |                | Судьи: Дэн О’Рурк Стив Козари Линейные судьи: Мэтт Макферсон Джонни Мюррей |
| |                   |         |                |                                                                            |
| | 18                | Броски  | 32             |                                                                            |

| 10 июня 20:00 | Флорида Пантерз | 4 : 1 (0:1, 1:0, 3:0) | Эдмонтон Ойлерз | Эмерант Банк-арена Зрителей: 19 673 |

| Отчёт | Отчёт                       | Отчёт                                           | Отчёт          | Отчёт                                                            |
| --- | --------------------------- | ----------------------------------------------- | -------------- | ---------------------------------------------------------------- |
| |                             |                                                 |                |                                                                  |
| | Сергей Бобровский           | Вратари                                         | Стюарт Скиннер | Судьи: Жан Эбер Крис Руни Линейные судьи: Девин Берг Райан Дейзи |
| | Голы:                       |                                                 |                | Судьи: Жан Эбер Крис Руни Линейные судьи: Девин Берг Райан Дейзи |
| Нико Миккола — 29:34 (А. Лунделль, В. Тарасенко) Эван Родригес — 43:11 Эван Родригес (бол.) — 52:26 (А. Лунделль, О. Экман-Ларссон) Аарон Экблад (п.в.) — 57:32 (С. Беннетт) | 0 : 1 : 1 2 : 1 3 : 1 4 : 1 | 11:17 — Маттиас Экхольм (К. Макдэвид, Э. Бушар) |                | Судьи: Жан Эбер Крис Руни Линейные судьи: Девин Берг Райан Дейзи |
| |                             |                                                 |                | Судьи: Жан Эбер Крис Руни Линейные судьи: Девин Берг Райан Дейзи |
| |                             |                                                 |                | Судьи: Жан Эбер Крис Руни Линейные судьи: Девин Берг Райан Дейзи |
| |                             |                                                 |                | Судьи: Жан Эбер Крис Руни Линейные судьи: Девин Берг Райан Дейзи |
| 12 мин | Штраф                       | 45 мин                                          |                | Судьи: Жан Эбер Крис Руни Линейные судьи: Девин Берг Райан Дейзи |
| |                             |                                                 |                |                                                                  |
| | 29                          | Броски                                          | 19             |                                                                  |

| 13 июня 20:00 | Эдмонтон Ойлерз | 3 : 4 (0:1, 1:3, 2:0) | Флорида Пантерз | Роджерс Плэйс Зрителей: 18 347 |

| Отчёт | Отчёт                                   | Отчёт | Отчёт             | Отчёт                                                                      |
| --- | --------------------------------------- | --- | ----------------- | -------------------------------------------------------------------------- |
| |                                         | |                   |                                                                            |
| | Стюарт Скиннер                          | Вратари | Сергей Бобровский | Судьи: Стив Козари Дэн О’Рурк Линейные судьи: Джонни Мюррей Мэтт Макферсон |
| | Голы:                                   | |                   | Судьи: Стив Козари Дэн О’Рурк Линейные судьи: Джонни Мюррей Мэтт Макферсон |
| Уоррен Фогеле — 21:49 (А. Хенрик) Филип Броберг — 46:02 (К. Макдэвид, Д. Нерс) Райан Маклауд — 54:43 (Б. Кулак, К. Макдэвид) | 0 : 1 : 1 1 : 2 1 : 3 1 : 4 2 : 4 3 : 4 | 18:58 — Сэм Райнхарт (Г. Форслинг, А. Барков) 29:12 — Владимир Тарасенко (Э. Луостаринен, А. Лунделль) 33:57 — Сэм Беннетт (М. Ткачук) 35:31 — Александр Барков (Э. Родригес, С. Райнхарт) |                   | Судьи: Стив Козари Дэн О’Рурк Линейные судьи: Джонни Мюррей Мэтт Макферсон |
| |                                         | |                   | Судьи: Стив Козари Дэн О’Рурк Линейные судьи: Джонни Мюррей Мэтт Макферсон |
| |                                         | |                   | Судьи: Стив Козари Дэн О’Рурк Линейные судьи: Джонни Мюррей Мэтт Макферсон |
| |                                         | |                   | Судьи: Стив Козари Дэн О’Рурк Линейные судьи: Джонни Мюррей Мэтт Макферсон |
| 6 мин | Штраф                                   | 10 мин |                   | Судьи: Стив Козари Дэн О’Рурк Линейные судьи: Джонни Мюррей Мэтт Макферсон |
| |                                         | |                   |                                                                            |
| | 35                                      | Броски | 23                |                                                                            |

| 15 июня 20:00 | Эдмонтон Ойлерз | 8 : 1 (3:1, 3:0, 2:0) | Флорида Пантерз | Роджерс Плэйс Зрителей: 18 347 |

| Отчёт | Отчёт                                                 | Отчёт                                                 | Отчёт                                                        | Отчёт                                                            |
| --- | ----------------------------------------------------- | ----------------------------------------------------- | ------------------------------------------------------------ | ---------------------------------------------------------------- |
| |                                                       |                                                       |                                                              |                                                                  |
| | Стюарт Скиннер                                        | Вратари                                               | 00:00-24:59 — Сергей Бобровский 24:59-60:00 — Энтони Столарц | Судьи: Жан Эбер Крис Руни Линейные судьи: Девин Берг Райан Дейзи |
| | Голы:                                                 |                                                       |                                                              | Судьи: Жан Эбер Крис Руни Линейные судьи: Девин Берг Райан Дейзи |
| Маттиас Янмарк (мен.) — 03:11 (К. Браун) Адам Хенрик — 07:48 (М. Янмарк, М. Экхольм) Дилан Холлоуэй — 14:48 (Л. Драйзайтль, Б. Кулак) Коннор Макдэвид — 21:13 (З. Хайман, Э. Бушар) Дарнелл Нерс — 24:59 (К. Макдэвид, З. Хайман) Райан Нюджент-Хопкинс (бол.) — 33:03 (Л. Драйзайтль, К. Макдэвид) Дилан Холлоуэй — 54:11 (К. Макдэвид, К. Перри) Райан Маклауд — 56:41 (Д. Холлоуэй, У. Фогеле) | 1 : 0 2 : 0 2 : 1 3 : 1 4 : 1 5 : 1 6 : 1 7 : 1 8 : 1 | 11:26 — Владимир Тарасенко (Г. Форслинг, А. Лунделль) |                                                              | Судьи: Жан Эбер Крис Руни Линейные судьи: Девин Берг Райан Дейзи |
| |                                                       |                                                       |                                                              | Судьи: Жан Эбер Крис Руни Линейные судьи: Девин Берг Райан Дейзи |
| |                                                       |                                                       |                                                              | Судьи: Жан Эбер Крис Руни Линейные судьи: Девин Берг Райан Дейзи |
| |                                                       |                                                       |                                                              | Судьи: Жан Эбер Крис Руни Линейные судьи: Девин Берг Райан Дейзи |
| 8 мин | Штраф                                                 | 12 мин                                                |                                                              | Судьи: Жан Эбер Крис Руни Линейные судьи: Девин Берг Райан Дейзи |
| |                                                       |                                                       |                                                              |                                                                  |
| | 35                                                    | Броски                                                | 33                                                           |                                                                  |

| 18 июня 20:00 | Флорида Пантерз | 3 : 5 (0:1, 2:3, 1:1) | Эдмонтон Ойлерз | Эмерант Банк-арена Зрителей: 19 956 |

| Отчёт | Отчёт                                           | Отчёт | Отчёт          | Отчёт                                                                      |
| --- | ----------------------------------------------- | --- | -------------- | -------------------------------------------------------------------------- |
| |                                                 | |                |                                                                            |
| | Сергей Бобровский                               | Вратари | Стюарт Скиннер | Судьи: Стив Козари Дэн О’Рурк Линейные судьи: Джонни Мюррей Мэтт Макферсон |
| | Голы:                                           | |                | Судьи: Стив Козари Дэн О’Рурк Линейные судьи: Джонни Мюррей Мэтт Макферсон |
| Мэттью Ткачук — 26:53 (Э. Родригес) Эван Родригес — 32:08 (Б. Монтур, С. Беннетт) Оливер Экман-Ларссон — 44:04 (М. Ткачук) | 0 : 1 0 : 2 0 : 3 1 : 3 1 : 4 2 : 4 3 : 4 3 : 5 | 05:30 — Коннор Браун (мен.) 21:58 — Зак Хайман (бол.) (Э. Бушар, К. Макдэвид) 25:00 — Коннор Макдэвид (У. Фогеле, Э. Бушар) 31:54 — Кори Перри (бол.) (К. Макдэвид, Э. Бушар) 59:41 — Коннор Макдэвид (п.в.) |                | Судьи: Стив Козари Дэн О’Рурк Линейные судьи: Джонни Мюррей Мэтт Макферсон |
| |                                                 | |                | Судьи: Стив Козари Дэн О’Рурк Линейные судьи: Джонни Мюррей Мэтт Макферсон |
| |                                                 | |                | Судьи: Стив Козари Дэн О’Рурк Линейные судьи: Джонни Мюррей Мэтт Макферсон |
| |                                                 | |                | Судьи: Стив Козари Дэн О’Рурк Линейные судьи: Джонни Мюррей Мэтт Макферсон |
| 12 мин | Штраф                                           | 8 мин |                | Судьи: Стив Козари Дэн О’Рурк Линейные судьи: Джонни Мюррей Мэтт Макферсон |
| |                                                 | |                |                                                                            |
| | 32                                              | Броски | 24             |                                                                            |

| 21 июня 20:00 | Эдмонтон Ойлерз | 5 : 1 (1:0, 2:0, 2:1) | Флорида Пантерз | Роджерс Плэйс Зрителей: 18 347 |

| Отчёт | Отчёт                               | Отчёт                                             | Отчёт             | Отчёт                                                            |
| --- | ----------------------------------- | ------------------------------------------------- | ----------------- | ---------------------------------------------------------------- |
| |                                     |                                                   |                   |                                                                  |
| | Стюарт Скиннер                      | Вратари                                           | Сергей Бобровский | Судьи: Жан Эбер Крис Руни Линейные судьи: Девин Берг Райан Дейзи |
| | Голы:                               |                                                   |                   | Судьи: Жан Эбер Крис Руни Линейные судьи: Девин Берг Райан Дейзи |
| Уоррен Фогеле — 07:27 (Л. Драйзайтль, Б. Кулак) Адам Хенрик — 20:46 (М. Янмарк, М. Экхольм) Зак Хайман — 38:20 (Р. Нюджент-Хопкинс) Райан Маклауд (п.в.) — 56:45 (У. Фогеле) Дарнелл Нерс (п.в.) — 56:57 (С. Скиннер) | 1 : 0 2 : 0 3 : 0 3 : 1 4 : 1 5 : 1 | 41:28 — Александр Барков (К. Верхеги, Д. Куликов) |                   | Судьи: Жан Эбер Крис Руни Линейные судьи: Девин Берг Райан Дейзи |
| |                                     |                                                   |                   | Судьи: Жан Эбер Крис Руни Линейные судьи: Девин Берг Райан Дейзи |
| |                                     |                                                   |                   | Судьи: Жан Эбер Крис Руни Линейные судьи: Девин Берг Райан Дейзи |
| |                                     |                                                   |                   | Судьи: Жан Эбер Крис Руни Линейные судьи: Девин Берг Райан Дейзи |
| 18 мин | Штраф                               | 16 мин                                            |                   | Судьи: Жан Эбер Крис Руни Линейные судьи: Девин Берг Райан Дейзи |
| |                                     |                                                   |                   |                                                                  |
| | 21                                  | Броски                                            | 21                |                                                                  |

| 24 июня 20:00 | Флорида Пантерз | 2 : 1 (1:1, 1:0, 0:0) | Эдмонтон Ойлерз | Эмерант Банк-арена Зрителей: 19 939 |

| Отчёт                                                                                           | Отчёт             | Отчёт                            | Отчёт          | Отчёт                                                                      |
| ----------------------------------------------------------------------------------------------- | ----------------- | -------------------------------- | -------------- | -------------------------------------------------------------------------- |
|                                                                                                 |                   |                                  |                |                                                                            |
|                                                                                                 | Сергей Бобровский | Вратари                          | Стюарт Скиннер | Судьи: Стив Козари Дэн О’Рурк Линейные судьи: Джонни Мюррей Мэтт Макферсон |
|                                                                                                 | Голы:             |                                  |                | Судьи: Стив Козари Дэн О’Рурк Линейные судьи: Джонни Мюррей Мэтт Макферсон |
| Картер Верхеги — 04:27 (Э. Родригес, А. Лунделль) Сэм Райнхарт — 35:11 (К. Верхеги, Д. Куликов) | 1 : 0 1 : 1 2 : 1 | 06:44 — Маттиас Янмарк (К. Сиси) |                | Судьи: Стив Козари Дэн О’Рурк Линейные судьи: Джонни Мюррей Мэтт Макферсон |
|                                                                                                 |                   |                                  |                | Судьи: Стив Козари Дэн О’Рурк Линейные судьи: Джонни Мюррей Мэтт Макферсон |
|                                                                                                 |                   |                                  |                | Судьи: Стив Козари Дэн О’Рурк Линейные судьи: Джонни Мюррей Мэтт Макферсон |
|                                                                                                 |                   |                                  |                | Судьи: Стив Козари Дэн О’Рурк Линейные судьи: Джонни Мюррей Мэтт Макферсон |
| 2 мин                                                                                           | Штраф             | 4 мин                            |                | Судьи: Стив Козари Дэн О’Рурк Линейные судьи: Джонни Мюррей Мэтт Макферсон |
|                                                                                                 |                   |                                  |                |                                                                            |
|                                                                                                 | 21                | Броски                           | 24             |                                                                            |

## Статистика игроков

### Полевые игроки
| Игрок                 | Команда            | И  | Г  | П  | Очки | +/- |
| --------------------- | ------------------ | -- | -- | -- | ---- | --- |
| Коннор Макдэвид       | Эдмонтон Ойлерз    | 25 | 8  | 34 | 42   | +12 |
| Эван Бушар            | Эдмонтон Ойлерз    | 25 | 6  | 26 | 32   | +14 |
| Леон Драйзайтль       | Эдмонтон Ойлерз    | 25 | 10 | 21 | 31   | 0   |
| Зак Хайман            | Эдмонтон Ойлерз    | 25 | 16 | 6  | 22   | +12 |
| Александр Барков      | Флорида Пантерз    | 24 | 8  | 14 | 22   | -1  |
| Райан Нюджент-Хопкинс | Эдмонтон Ойлерз    | 25 | 7  | 15 | 22   | -2  |
| Мэттью Ткачук         | Флорида Пантерз    | 24 | 6  | 16 | 22   | 0   |
| Картер Верхеги        | Флорида Пантерз    | 24 | 11 | 10 | 21   | -5  |
| Винсент Трочек        | Нью-Йорк Рейнджерс | 16 | 8  | 12 | 20   | +3  |
| Антон Лунделль        | Флорида Пантерз    | 24 | 3  | 14 | 17   | +8  |

### Вратари
Указаны вратари сыгравшие не менее 420 минут
| Игрок             | Команда            | И  | В  | КН   | %ОБ  | СМ |
| ----------------- | ------------------ | -- | -- | ---- | ---- | -- |
| Джереми Свэйман   | Бостон Брюинз      | 12 | 6  | 2.15 | 93,3 | 0  |
| Джейк Оттинджер   | Даллас Старз       | 19 | 10 | 2.24 | 91,5 | 0  |
| Сергей Бобровский | Флорида Пантерз    | 24 | 16 | 2.32 | 90,6 | 2  |
| Игорь Шестёркин   | Нью-Йорк Рейнджерс | 16 | 10 | 2.34 | 92,7 | 0  |
| Стюарт Скиннер    | Эдмонтон Ойлерз    | 23 | 14 | 2.45 | 90,1 | 1  |